# Ucrania
Ucrania (en ucraniano: Украї́на, romanizado: Ukrayína; AFI: [ukrɑˈjinɑ] (escucharⓘ)) es un Estado soberano ubicado en Europa Oriental. Su forma de Estado es la república que se rige por un sistema de gobierno semipresidencial, con la separación de los poderes ejecutivo, legislativo y judicial. Su territorio está organizado según un Estado unitario compuesto por veinticuatro óblast, la República Autónoma de Crimea y dos ciudades con un estatus especial: Kiev y Sebastopol. Ucrania cuenta con una superficie de 603 628 km² y una población de 36 744 636 habitantes. La ciudad de Kiev es la capital y la ciudad más poblada del país. El idioma oficial de Ucrania es el idioma ucraniano y la religión predominante es el cristianismo ortodoxo.
La historia de Ucrania comienza en el año 882 con el establecimiento de la Rus de Kiev, una federación de tribus eslavas orientales, que llegó a convertirse en el Estado más grande y poderoso de Europa durante el siglo XI. Tras la invasión mongola de mediados del siglo XIII, la unidad territorial desapareció, y el área fue dividida y gobernada por diversas potencias, incluidas la República de las Dos Naciones, el Imperio austrohúngaro, el Imperio otomano y el Hetmanato cosaco. Entre 1721 y 1917, la mayor parte de Ucrania formó parte del Imperio ruso, constituyendo una zona importante del área de influencia de la Rusia zarista, aunque con importantes sectores de la población manteniendo una identidad nacional ucraniana. 
Tras la Revolución de Febrero de 1917 que provocó la desintegración del Imperio ruso y la posterior Revolución de Octubre, en sus antiguos territorios se dio inicio a la guerra civil rusa, dentro de la cual se produjeron sucesivas declaraciones de independencia de diversas regiones pertenecientes al Imperio ruso, entre las cuales se encontraba la República Popular Ucraniana, que declaró su independencia en 1918. Sin embargo, al poco andar, el nuevo e incipiente estado ucraniano se vio inmerso en la guerra de independencia de Ucrania contra los bolcheviques, quienes finalmente derrotaron a los nacionalistas ucranianos y constituyeron la República Socialista Soviética de Ucrania en 1919.
La República Socialista Soviética de Ucrania se convirtió en miembro fundador de la Unión Soviética en 1922, siendo firmante del Tratado de Creación de la URSS, luego de lo cual todo el territorio de Ucrania se incorporó a la Unión Soviética, formando parte de ella entre 1922 y 1991. Durante la era de la Ucrania soviética, se vivieron momentos fundamentales del siglo XX, tales como la hambruna ucraniana que mató a más de 4 millones de personas en la década de 1930, la Segunda Guerra Mundial -en la cual la Alemania nazi conquistó prácticamente toda Ucrania como parte de la Operación Barbarroja, siendo el frente ucraniano una de las líneas por las cuales Hitler invadió la Unión Soviética- y el accidente de Chernóbil en 1986. 
Tras el intento de golpe de Estado en la Unión Soviética producido en Moscú, la RSS de Ucrania declaró su independencia el 24 de agosto de 1991. En diciembre del mismo año, se formalizaría la disolución de la Unión Soviética.
Desde entonces, Ucrania está en un proceso de transición de «descomunización» hacia una economía de mercado y un Estado democrático. En 2013, tras la decisión del presidente Víktor Yanukóvich de rechazar el largamente negociado Acuerdo de Asociación entre Ucrania y la Unión Europea y, por el contrario, estrechar relaciones con Rusia, dio comienzo una serie de protestas conocidas como el Euromaidán.
Tras la huida de Yanukóvich en dirección desconocida el 21 de febrero de 2014, la Rada Suprema destituyó del cargo a Yanukóvich por «el abandono de sus funciones constitucionales». El 23 de febrero de 2014, el jefe del grupo parlamentario del Partido de las Regiones que lideraba Yanukóvich, Oleksandr Yefrémov, responsabilizó a Yanukóvich del saqueo del país y del derramamiento de sangre.
El conflicto iniciado en 2013 evidenció una división política que se arrastra desde hace siglos en Ucrania: sectores del este del país son partidarios de mantener sus vínculos con Rusia (a quien consideran como la verdadera «madre patria»), mientras que una parte importante de la población de la zona occidental se muestra más favorable a integrarse con Europa (apostando por una verdadera Ucrania independiente). Esta situación de inestabilidad y fraccionamiento fue aprovechada por la Rusia para ocupar y anexar la península de Crimea unilateralmente en marzo de 2014 -un territorio histórico para Rusia- y acto seguido favorecer el inicio de la guerra del Dombás, apoyando y financiando a grupos separatistas que velan por la anexión de parte del este de Ucrania a Rusia. 
Posteriormente, la continuación de la guerra del Dombás -en la cual Rusia alegaba que la población ucraniana partidaria de Rusia estaba siendo castigada por el ejército de Ucrania-, sumada a la intención explícita de Ucrania de unirse a la OTAN (alianza militar enemiga de Rusia), sirvió de casus belli para que la Federación Rusa iniciara una invasión a gran escala de Ucrania en febrero de 2022, iniciando la llamada «Guerra de Ucrania» que dura hasta la actualidad y que, para noviembre de 2024, tenía a Rusia ocupando casi el 20 % del país vecino. 
En 2020, Ucrania ocupaba el 74.º puesto en el IDH (índice de desarrollo humano) de 189 países y, junto con Moldavia, mostraba el menor producto interno bruto a valores de paridad de poder adquisitivo (PPA) per cápita de Europa (véase Anexo:Países por PIB (PPA) per cápita). Sin embargo, debido a sus extensas tierras de cultivo fértiles, Ucrania es uno de los mayores exportadores de cereales del mundo.

## Nombre

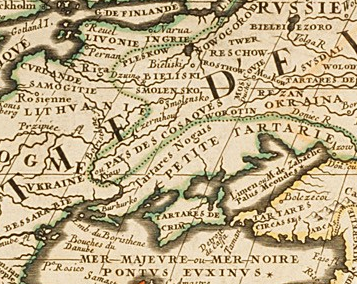
Mapa del mar Negro de 1690 donde aparecen una región cartografiada con el nombre de «VKRAINE ou PAYS DES COSAQVES»: Ucrania o país de los cosacos

### Etimología
La etimología de la palabra «Ucrania» no es conocida con certeza. 
Según la teoría sostenida por la mayoría de los investigadores ucranianos, la palabra Ucrania, (en ruteno oriental y ucraniano: Ukrayína) proviene de las palabras «u» (propio o nativo) y «krayina» (país) o «kráy» (tierra o región). Así, «U-krayina» significaría país/tierra/región propio/nativo.
Según la historiografía polaca y rusa, la palabra Ucrania, (en polaco y ruso: Ukraína) significa literalmente «Tierra o Región fronteriza». Es un vocablo formado por los elementos eslavos u (dentro de), una probable derivación indoeuropea au- (fuera, lejos), también asociada al ruso u- (lejos), más kraij, kraj o kray, que significa «borde» u «orilla», «la frontera», «el margen». Por lo tanto, «Ucrania es la tierra que se encuentra en (u-) la orilla o la frontera (kaij o kray) del viejo territorio del Rus de Kiev».

### Historia del término Ucrania
La palabra Ucrania se menciona por primera vez en la Crónica de Kiev según el códice de Hipacio en el año 1187, (en ruteno: Оукраина, Oucraina; Въкраинa, Vcraina). Con ella se designaban los territorios del principado de Pereyáslav, que formaba parte del núcleo de la Rus de Kiev, donde vivían los rutenos. «Ucrania» y «ucranianos» también aparece en las crónicas rutenas en los años 1189, 1213, 1280 y 1282, refiriéndose a Galitzia, Volinia Occidental, la región de Jólm y la de Podlaquia. En las crónicas y documentos oficiales lituanos y polacos de los siglos XIV—XVII, «Ucrania» en un sentido amplio designaba las tierras de Galitzia, Volinia, Kiev, Podolia y Brátslav, y en un sentido más estrecho, el territorio del Dniéper Medio. 
A lo largo de principios de la década de 1670 hasta la primera mitad de la de 1680, el nombre Ucrania se consolidó en el discurso oficial del Ejército Zaporogo, el Zarato moscovita, la Mancomunidad polaco-lituana y el Principado de Moldavia como un nuevo politónimo, (en ruteno oriental: Україна, Ucrayina; en latín: Ucraina, Ducatus Ucrainae; en rumano: Ucrainei). Con él se empezó a designar al Estado gobernado por los hetmanes del Ejército Zaporogo. Al mismo tiempo, este nombre se usaba de manera sinónima y con el fin de una mejor comprensión y delimitación de la entidad política estatal que surgió en Europa Oriental desde la época de la Revolución de Bogdán Jmelnitski. Para discutir el Tratado de Pereyáslav con los cosacos en 1648, los zares del zarato moscovita pidieron traductores a los tártaros de Crimea, en dicho comunicado figuran palabras como: «idioma ucraniano» y «ucranianos».
Con la incorporación de parte de las tierras de la antigua Rus de Kiev al Zarato moscovita y posteriormente al Imperio ruso, la palabra «Ucrania» quedó asociada a la región del Dniéper Medio; también se aplicaba a Slobozhánschyna. Tras el cambio de nombre del Zarato moscovita a Imperio ruso en 1721, las tierras ucranianas comenzaron a llamarse «Pequeña Rusia». En la segunda mitad del siglo XIX y comienzos del XX, bajo la influencia del movimiento nacional de la intelectualidad rutena, el nombre «Ucrania» fue adquiriendo el significado de territorio étnico ruteno, y el etnónimo «rutenos» fue desplazado por el etnónimo «ucranianos». En 1917 fue proclamado un Estado que utilizó la palabra «Ucrania» en su nombre oficial: la República Popular Ucraniana.

## Historia

### Historia temprana

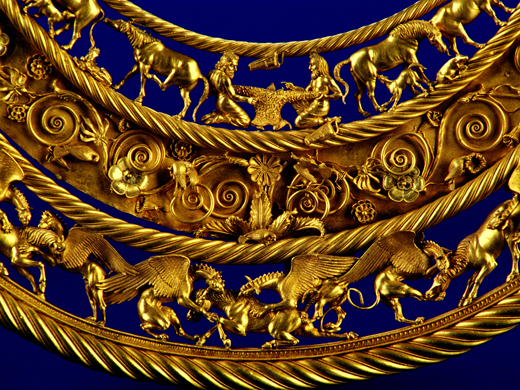
Pectoral dorado de Tovsta Mohyla, perteneciente a la cultura escita de entre el siglo y

Los asentamientos humanos en el territorio de Ucrania se remontan al 4500 a. C., cuando la cultura neolítica de Cucuteni o de Tripilia floreció en un área que abarcaba partes de la Ucrania moderna y toda la región del Dniéper-Dniéster. En la Edad del Hierro, la tierra fue habitada por cimerios, escitas y sármatas.
Entre los años 700 a. C. y 200 a. C., el territorio de Ucrania formó parte del Reino Escita. Desde el siglo VI a. C., se fundaron colonias de la Antigua Grecia, Roma y del Imperio bizantino, tales como Tiras, Olbia y Germonasa, las cuales perduraron hasta el siglo VI d. C.
Según el orador ateniense Demóstenes, Ucrania era el granero de Grecia.
Afirmación confirmada por los numerosos silos de trigo que se han encontrado en la región y que atestiguan la importancia del comercio de cereales desde el siglo VI a. C.
Desde el 370 d. C., los godos permanecieron en el área, pero terminaron bajo el dominio de los hunos. En el siglo VII d. C., el territorio este de Ucrania formó parte de la Antigua Gran Bulgaria pero, a finales del siglo, la mayoría de las tribus búlgaras emigraron en direcciones diferentes y la tierra cayó en manos de los jázaros.

### Rus de Kiev

Mapa del territorio de la Rus de Kiev y sus principados entre los años 1054 y 1132

En el siglo IX, gran parte del territorio de la Ucrania moderna estaba poblado por los rus', quienes fundaron la Rus de Kiev, la cual abarcaba casi todo el territorio de las actuales Ucrania, Bielorrusia y la Rusia europea. Durante los siglos X y XI, se convirtió en el Estado más grande y poderoso de Europa. En los siglos siguientes, sentó las bases para la identidad nacional de ucranianos, bielorrusos y rusos.
Kiev, la capital, se convirtió en la ciudad más importante del Estado. Según la Crónica de Néstor, la élite de la sociedad rus estuvo formada al principio por varegos procedentes de Escandinavia. Más tarde los varegos fueron asimilados por la población eslava local y formaron parte de la primera dinastía de la Rus, la dinastía Rúrik.
La Rus de Kiev estaba formada por varios principados gobernados por los príncipes Rúriks, que estaban relacionados entre sí. El trono de Kiev, el más prestigioso e influyente de todos los principados, se convirtió en objeto de muchas rivalidades entre los rúrik, como premio más valioso en su búsqueda del poder.
La edad de oro de la Rus de Kiev comenzó con el reinado de Vladimiro I de Kiev (980-1015), quien convirtió a los rus' al cristianismo ortodoxo. Durante el reinado de su hijo, Yaroslav I el Sabio (1019-1054), la Rus de Kiev alcanzó el apogeo de su desarrollo cultural y su poder militar. Esto fue seguido por la fragmentación del creciente Estado, ya que la importancia relativa de las potencias regionales aumentó de nuevo. Después de un resurgimiento final bajo el reinado de Vladímir II Monómaco (1113-1125) y su hijo Mstislav I de Kiev (1125-1132), la Rus de Kiev finalmente se desintegró en principados separados tras la muerte de Mstislav.
En los siglos XI y XII, constantes incursiones de las tribus nómadas túrquicas, tales como los pechenegos y los kipchak, motivaron una migración masiva de la población eslava a las regiones más seguras del norte. La invasión mongola del siglo XIII devastó la Rus de Kiev y la ciudad de Kiev fue totalmente destruida en 1240. En el territorio ucraniano, al Estado de la Rus de Kiev lo sucedieron el principado de Galicia y el principado de Volinia que se fusionaron en el principado de Galicia-Volinia.

### Dominación extranjera

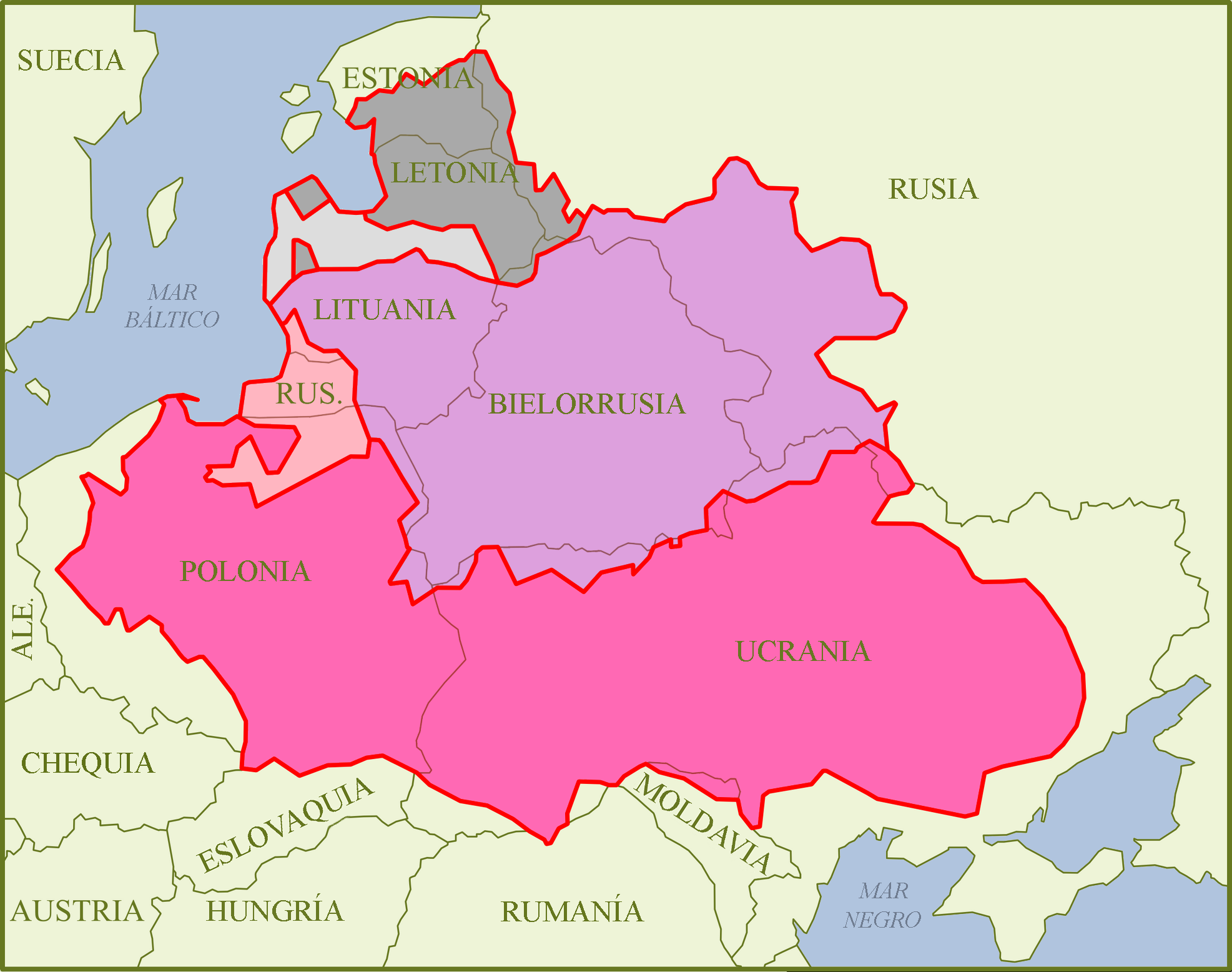
En los siglos que siguieron a la invasión mongol, gran parte de Ucrania fue controlada por Lituania (desde el siglo) y, desde la Unión de Lublin (1569), por Polonia

A mediados del siglo XIV, Casimiro III de Polonia conquistó el principado de Galicia-Volinia, mientras que el corazón de la Rus, incluyendo Kiev, cayó en poder del Gran Ducado de Lituania después de la batalla del río Irpín. Tras la unión de Krewo en 1386, una unión dinástica entre Polonia y Lituania, la mayoría del territorio de Ucrania fue controlada por el Gran Ducado de Lituania. Fue entonces cuando se comenzaron a utilizar las formas latinizadas del vocablo rus, Rutenia y rutenos, para designar a la tierra y al pueblo de Ucrania, respectivamente.
En 1569, la unión de Lublin formó la República de las Dos Naciones y, como la administración de gran parte del territorio ucraniano se había transferido a la Corona polaca, Rutenia fue anexionada a Polonia. Bajo la presión cultural y política de la polonización gran parte de la clase alta de Rutenia se convirtió al catolicismo y se volvió indistinguible de la nobleza polaca. Así, los plebeyos ucranianos, oprimidos por sus propios líderes entre la nobleza Rutenia, se volvieron aliados de los cosacos, un pueblo nómada del área que continuaban siendo cristianos ortodoxos y que recurrían a acciones violentas contra los que percibían como sus enemigos, en especial el Estado polaco y sus representantes. Asimismo por el sur, el territorio de Crimea fue gobernado por kanes musulmanes aliados o vasallos del Imperio otomano que ejercían influencia desde el sur.
A mediados del siglo XVII, los cosacos del Dniéper y los campesinos rutenos que aún huían de la servidumbre polaca establecieron un semi-Estado militar cosaco, Zaporiyia. Polonia tenía poco control real de esta tierra y encontró en los cosacos un útil aliado en su lucha contra los turcos y los tártaros; a menudo ambos combatían juntos en campañas militares. Sin embargo, los continuos enfrentamientos entre los campesinos y la nobleza polaca, provocados por la explotación de la mano de obra y la supresión de la Iglesia ortodoxa, hizo que los cosacos dejaran de confiar en el gobierno polaco. Aspiraban a tener un representante en el Sejm de Polonia, el reconocimiento de las tradiciones ortodoxas y la expansión gradual del ejército cosaco, pero la nobleza polaca rechazó todas estas pretensiones. Finalmente, los cosacos acudieron a la protección de la Iglesia ortodoxa de Rusia, una decisión que más adelante causaría la caída del estado polaco-lituano, y la preservación de la Iglesia ortodoxa en Ucrania.

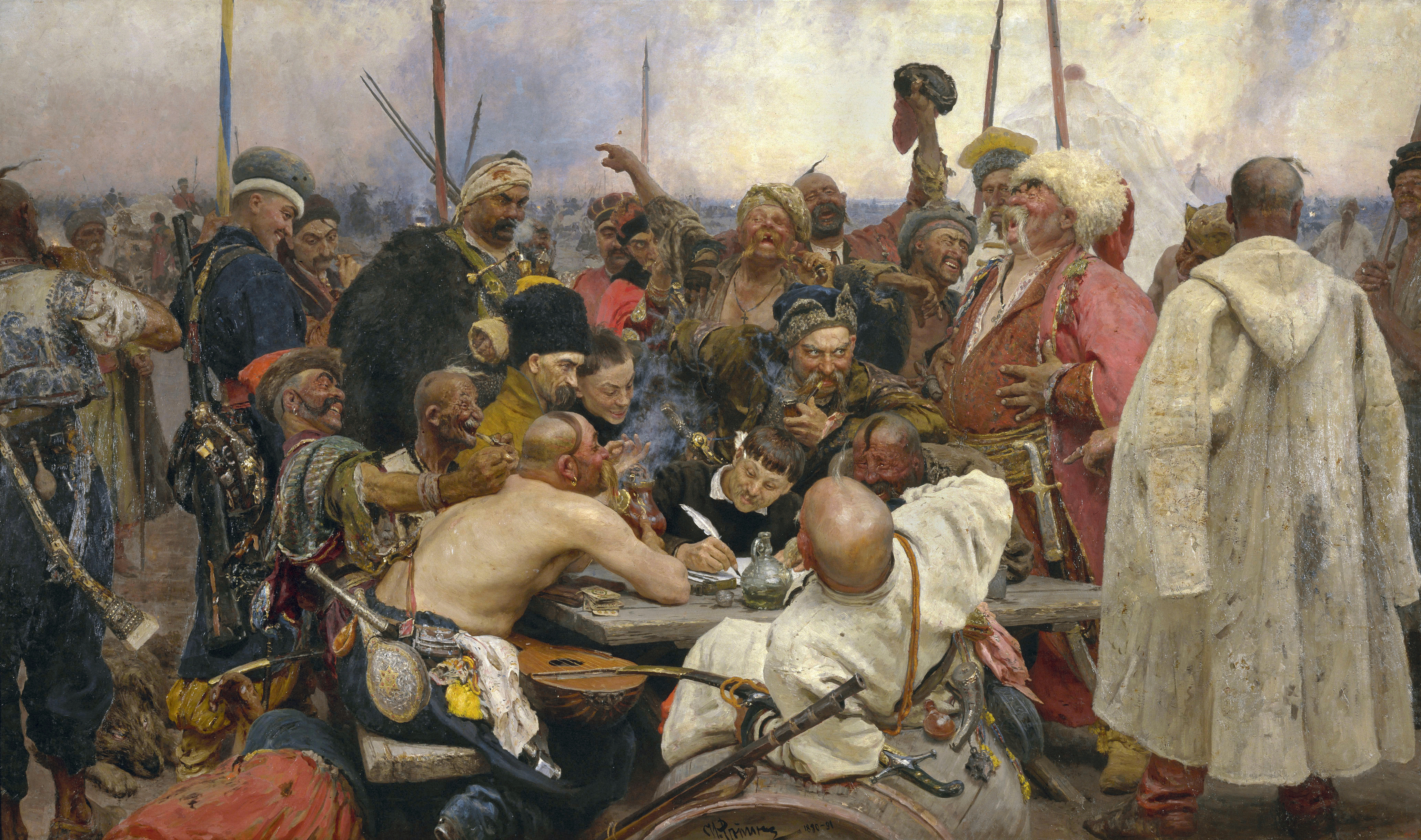
Los cosacos zapórogos escriben una carta al Sultán de Turquía. Lienzo de Iliá Repin (1880-1891).
Museo Estatal Ruso, San Petersburgo

En 1648, Bogdán Jmelnitski condujo el levantamiento cosaco más grande contra la República de las Dos Naciones y su soberano Juan II Casimiro Vasa. Tras la firma del Tratado de Pereyáslav de 1654 y la guerra ruso-polaca, la Ucrania del Margen Izquierdo finalmente se incorpora al Zarato moscovita como el Hetmanato cosaco. Conciliadores como Iván Vigovski o Yuri Nemýrych intentaron crear Mancomunidad de Tres Naciones, pero el Tratado de Hadiach en 1658 no cumplió. El intento de crear la Mancomunidad polaco-lituano-ucraniana, al final del siglo XVII había fracasado. Después de las particiones de Polonia al final del siglo XVIII, el Imperio austríaco tomó Galicia, mientras que el resto de Ucrania se fue incorporando progresivamente al Imperio ruso.

El Kanato de Crimea fue una de las principales potencias musulmanas en Europa Oriental hasta finales del.

Desde el principio del siglo XVI hasta el final del XVII, las bandas de tártaros de Crimea hicieron incursiones casi anuales a las tierras agrícolas eslavas buscando cautivos para vender como esclavos, aunque estas cesaron tras la anexión rusa del Kanato de Crimea en 1783, cuando la región fue poblada por los emigrantes de otras partes de Ucrania. A pesar de las promesas de autonomía prometidas en el Tratado de Pereyáslav, la élite ucraniana y los cosacos nunca recibieron las libertades y la autonomía que esperaban de Rusia. Sin embargo, dentro del imperio, varios ucranianos llegaron a las magistraturas más altas del Estado y de la Iglesia ortodoxa rusa. En un periodo posterior, el régimen zarista llevó la política de rusificación a las tierras de Ucrania, la cual intentó suprimir el uso del idioma ucraniano en forma impresa y pública, en medios de comunicación, discursos y trámites legales (véase Actos contra el idioma ucraniano).

### Primera Guerra Mundial

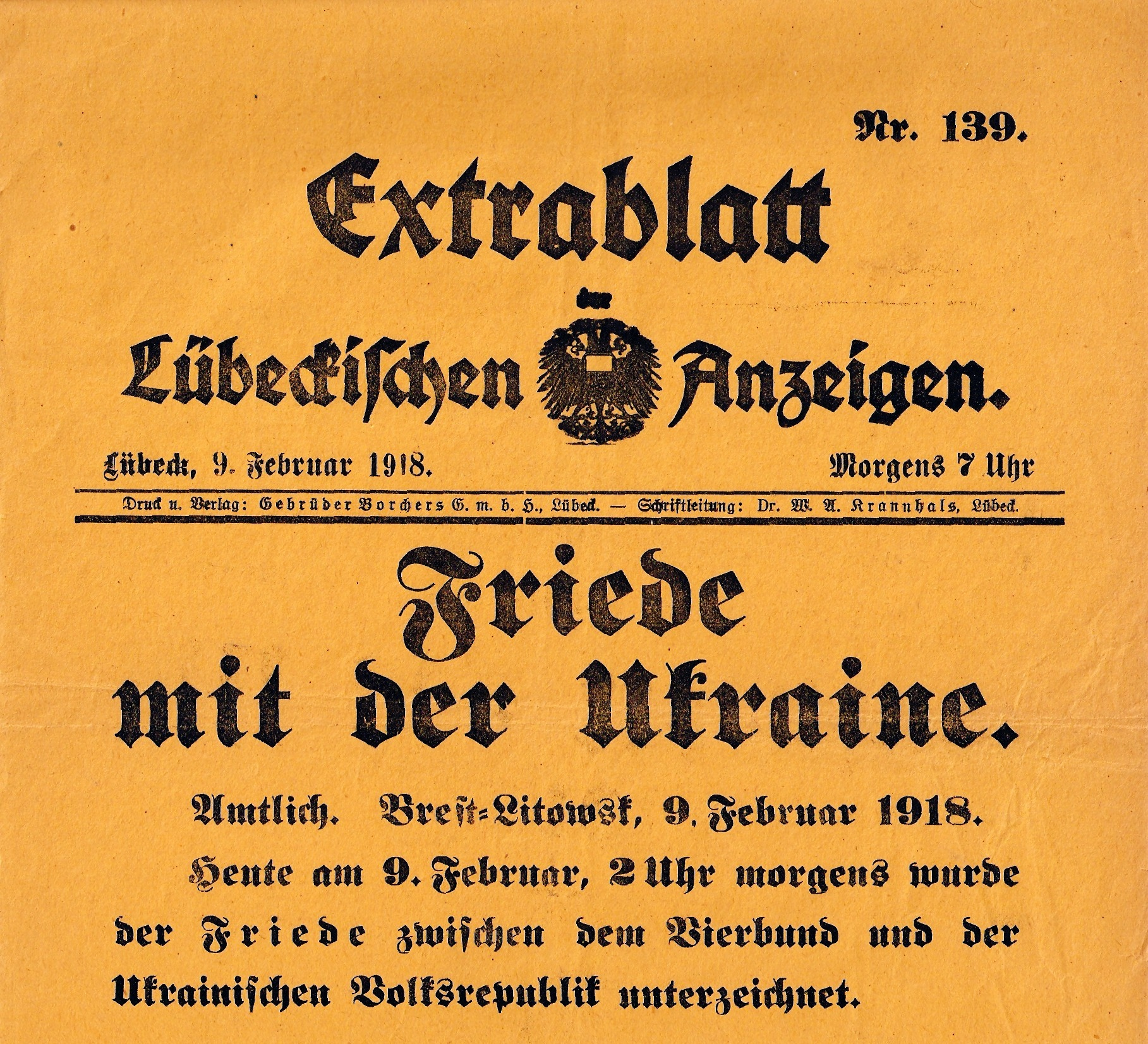
Edición especial del periódico
Anuncios de Lübeck
Título: Friede mit der Ukraine («Paz con Ucrania»).

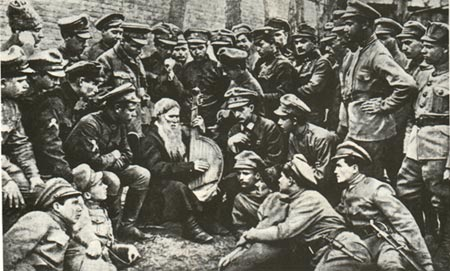
Soldados de la República Popular Ucraniana escuchando a un kobzar ciego que toca la bandura

Poco antes de iniciar la Primera Guerra Mundial, el territorio de Ucrania estaba dominado por Austria y por Rusia. Por tal motivo, Ucrania peleó al lado de las Potencias Centrales y de la Triple Entente al mismo tiempo. De esta forma, 3.5 millones de ucranianos lucharon con el Ejército Imperial Ruso, mientras que doscientos cincuenta mil ucranianos lucharon en el Ejército austrohúngaro. Durante la guerra, las autoridades del Imperio austrohúngaro establecieron la Legión de Ucrania para luchar contra el Imperio ruso. Esta legión era la base del ejército ucraniano en Galicia, el cual luchó contra los bolcheviques y polacos en el periodo posterior a la Primera Guerra Mundial (1919-1923). En Galicia, más de cinco mil partidarios del Imperio ruso fueron detenidos y llevados a campos de concentración en Thalerhof, Estiria y en una fortaleza en Terezín (actualmente en la República Checa).

### Guerra de independencia

Territorio reclamado por la República Popular Ucraniana en la conferencia de paz de París en 1919

Con el colapso de los imperios de Rusia y Austria después de la Primera Guerra Mundial y la Revolución rusa de 1917, reapareció el movimiento nacional ucraniano por la independencia. El 9 de febrero de 1918, la República Popular Ucraniana firmó su propio Tratado de Brest-Litovsk con las Potencias Centrales en la ciudad de Brest. Entre 1917 y 1920, existieron varios Estados ucranianos autónomos: la República Popular Ucraniana, el Hetmanato, el Directorio de Ucrania y la República Socialista Soviética de Ucrania se establecieron sucesivamente en los antiguos territorios del Imperio ruso; mientras que en el antiguo territorio austrohúngaro surgió la efímera República Popular de Ucrania Occidental. En medio de la guerra civil rusa, un movimiento anarquista, llamado el «Ejército Negro» y dirigido por Néstor Majnó, se desarrolló en el sur de Ucrania.
El 22 de enero de 1919, a exactamente un año de la proclamación de la RPU, se firmó el Acta de Unificación entre esta y la vecina RPUO. Sin embargo, tras la derrota de la República Popular de Ucrania Occidental en la Guerra polaco-ucraniana y la sucesiva ofensiva de la Rusia Soviética en Ucrania Oriental, en 1920 la República Popular de Ucrania firmó el Tratado de Varsovia con Polonia, aceptando la pérdida de territorios de Ucrania Occidental (hasta el río Zbruch) en favor de la Segunda República Polaca. A la guerra polaco-soviética le siguió el fracaso de la ofensiva polaca, que fue repelida por los bolcheviques, aunque los polacos entraron en Kiev. De acuerdo a la Paz de Riga, rubricada entre los soviéticos y la Segunda República Polaca en marzo de 1921, Ucrania Occidental se incorporó oficialmente a Polonia, que reconocía a su vez a la RSS de Ucrania, la cual posteriormente fue uno de los miembros fundadores de la Unión Soviética en diciembre de 1922.

### Periodo de entreguerras
La revolución que llevó al poder al partido socialista devastó Ucrania, dejando más de 1.5 millones de muertos y cientos de miles sin hogar, además de que la Ucrania soviética tuvo que enfrentarse a la hambruna de 1921. Viendo a la sociedad exhausta, el gobierno soviético siguió siendo muy flexible durante la década de 1920. Así, la cultura nacional y el idioma ucraniano disfrutaron de un renacimiento, ya que la «ucranización» se convirtió en una aplicación local de la política soviética de la korenización (literalmente «indigenización»). Los bolcheviques también se comprometieron a introducir atención a la salud, educación y seguridad social con múltiples beneficios, así como el derecho al trabajo y a la vivienda. Los derechos de la mujer se incrementaron considerablemente a través de nuevas leyes que pretendían eliminar las desigualdades sociales. La mayoría de estas políticas fueron bruscamente suprimidas a comienzos de la década de 1930, después de que Iósif Stalin gradualmente consolidara su poder para convertirse en el líder del Partido Comunista de la URSS y en el dictador de facto de la Unión Soviética.
La idea nacional ucraniana perduró durante los años de entreguerras e incluso se extendió a un gran territorio con una población tradicionalmente mixta en el este y el sur que pasó a formar parte de la república soviética de Ucrania. En esos años, se reservaron varias unidades territoriales nacionales para grupos étnicos no ucranianos. Además de una república autónoma en el oeste para el pueblo moldavo de Ucrania, existían en ese periodo varios raiones nacionales, que incluían ocho rusos, siete alemanes, cuatro griegos, cuatro búlgaros, tres judíos y uno polaco.
El sistema educativo basado en el idioma ucraniano, que se desarrolló rápidamente, elevó drásticamente la alfabetización de la población rural de habla ucraniana. Simultáneamente, los ucranianos étnicos recién alfabetizados emigraron a las ciudades, que rápidamente se ucranizaron en gran medida, tanto en población como en educación. Igualmente expansivo fue un aumento en las publicaciones en idioma ucraniano y la emergencia general de la vida cultural ucraniana.
Al mismo tiempo, se alentó continuamente el uso del ucraniano en el lugar de trabajo y en los asuntos gubernamentales, ya que se implementó el reclutamiento de cuadros indígenas como parte de las políticas de korenización. Si bien inicialmente, el aparato del partido y del gobierno era mayoritariamente de habla rusa, a fines de la década de 1920, los ucranianos étnicos componían más de la mitad de los miembros del Partido Comunista de la RSS de Ucrania, el número se fortaleció con la adhesión del Partido Ucraniano Socialista-Revolucionario Borotbista, un antiguo partido comunista independentista y no bolchevique.
A pesar de la campaña antirreligiosa en curso en toda la Unión Soviética, se creó la iglesia ortodoxa nacional ucraniana, llamada Iglesia ortodoxa autocéfala ucraniana (UAOC). El gobierno bolchevique inicialmente vio a la iglesia nacional como una herramienta en su objetivo de reprimir a la Iglesia Ortodoxa Rusa, siempre vista con gran sospecha por parte del régimen, por ser la piedra angular del Imperio ruso prerrevolucionario y la fuerte oposición inicial que tuvo hacia el cambio de régimen. Por lo tanto, el gobierno toleró la nueva iglesia nacional ucraniana durante algún tiempo y la UAOC ganó muchos seguidores entre el campesinado ucraniano.

### Segunda Guerra Mundial
El 23 de agosto de 1939, en Moscú, los ministros de relaciones exteriores de la Unión Soviética, Viacheslav Mólotov y la Alemania nazi, Joachim von Ribbentrop, firmaron un Tratado de no Agresión acompañado de un protocolo adicional secreto sobre la división de Europa del Este: el Pacto Ribbentrop-Mólotov. El 1 de septiembre, los ejércitos alemanes cruzaron la frontera polaca, Francia y el Reino Unido entraron en la guerra al bando de Polonia; este fue el comienzo de la Segunda Guerra Mundial. El 17 de septiembre, las tropas soviéticas cruzaron la frontera polaca desde el este. De acuerdo con el protocolo adicional secreto, Polonia Occidental se convertía en un área de interés alemán y la Unión Soviética recuperaba todas las tierras del Imperio ruso, recibía Galicia y anexionaba Besarabia y el norte de Bucovina. 
Tras la invasión soviética de Polonia en septiembre de 1939, las tropas alemanas y soviéticas se repartieron el territorio polaco. Por lo tanto, Galicia y Volinia con su población mayoritariamente ucraniana volvieron a unirse con el resto de Ucrania. La unificación de los territorios ucranianos, alcanzada por primera vez en su historia, fue un acontecimiento decisivo en la historia de la nación. Conforme a un Tratado entre la URSS y la Tercera República Checoslovaca, firmado el 29 de junio de 1945, la región de la Rutenia subcarpática, era traspasada a la RSS de Ucrania, convirtiéndose en la actual óblast de Zakarpatia. Luego, después de que Francia se rindiera a Alemania, Rumania cedió Besarabia y el norte de Bucovina a las demandas soviéticas. La República Socialista Soviética de Ucrania incorporó los distritos norte y sur de Besarabia, el norte de Bucovina y, además, la región de Hertsa ocupada por los soviéticos, pero cedió la parte occidental de la RASS de Moldavia a la RSS de Moldavia recién creada. Todas estas conquistas territoriales fueron reconocidas internacionalmente por los Tratados de Paz de París de 1947.
El 22 de junio de 1941, formado la Operación Barbarroja para derrotar a la Unión Soviética y ganar el territorio estratégico, los ejércitos de la Alemania nazi se lanzaron a la ofensiva contra las tropas soviéticas a lo largo de toda la frontera y formó el Frente Oriental. Los batallones del ejército sur fue enviado a Ucrania, el número de tropas y equipamiento soviético estaba igualado respecto al ejército alemán, pero el factor sorpresa llevó a un rápido y feroz avance por parte de Alemania. Los alemanes, utilizando las tácticas de guerra relámpago perfeccionadas en los países europeos, avanzaron rápidamente en unidades mecanizadas hacia la retaguardia de las tropas soviéticas, rodeando ejércitos enteros. Después de romper la contraofensiva de los tanques soviéticos en el área de Lutsk, las tropas alemanas estuvieron cerca de Kiev en unas pocas semanas. En septiembre, casi todo el frente sudoccidental soviético, 660 000 soldados, fue mandado a campos de concentración. Después de una defensa de tres meses en octubre, las tropas alemanas aliadas capturaron Odesa. En noviembre comenzó el asedio de Sebastopol, que atrajo a parte de las tropas alemanas hacia el Cáucaso.
Las fuerzas de ocupación alemanas anexaron las antiguas tierras austrohúngaras y formaron el Comisariado Imperial de Ucrania con su capital en Rivne y gobernado por Erich Koch. Las tierras al oeste del río Dniéster fueron cedidas a Rumania como Transnistria, el resto del territorio de Ucrania estaba bajo el control de la administración militar. Una parte de los ucranianos y polacos, particularmente en el oeste, donde habían experimentado dos años de duro gobierno soviético, inicialmente consideraron a los soldados de la Wehrmacht como libertadores. Los soviéticos en retirada asesinaron a miles de prisioneros. Algunos activistas ucranianos del movimiento nacional esperaban un impulso para establecer un estado independiente de Ucrania. Inicialmente, las políticas alemanas alentaron un poco esas esperanzas a través de las vagas promesas de la «Gran Ucrania» soberana, ya que los alemanes estaban tratando de aprovechar los sentimientos antisoviéticos, antiucranianos, antipolacos y antijudíos. Se formó una policía auxiliar ucraniana local, así como una división de las SS de Ucrania, la 14.ª División de Granaderos Waffen de las SS Galicia (1.ª ucraniana). Sin embargo, después del período inicial de tolerancia limitada, las políticas alemanas pronto cambiaron abruptamente y el movimiento nacional ucraniano fue brutalmente aplastado.
Después del fracaso de la Blitzkrieg alemana cerca de Moscú en el invierno de 1941, las tropas soviéticas intentaron sin éxito una contraofensiva en la primavera de 1942. En julio de 1942, los alemanes ocuparon su último asentamiento en la Unión Soviética. Tras las derrotas en El Alamein y Stalingrado, la Alemania nazi perdió a su principal aliado, Italia, y una ventaja militar-táctica. El 18 de diciembre de 1942, las tropas soviéticas comenzaron a liberar los territorios ocupados. Al ocupar el norte de Italia y establecer la República títere de Salo, los alemanes intentaron tomar la iniciativa en el Frente Oriental, recuperando Járkov. Pero en agosto de 1943, los alemanes perdieron la batalla de Kursk y las tropas aliadas desembarcaron en el sur de Italia. Esto finalmente cambió el rumbo de la guerra y abrió el camino para la maquinaria militar soviética hacia Occidente. 
Kiev fue reconquistada por el Ejército Rojo soviético el 6 de noviembre de 1943. En mayo de 1944, siendo Crimea liberada, las autoridades soviéticas llevaron a cabo la deportación forzosa de los tártaros de Crimea por un supuesto colaboracionismo. A fines de octubre de 1944, el último territorio de la actual Ucrania (cerca de Úzhgorod, entonces parte del Reino de Hungría) fue liberado de tropas alemanas; esto se celebra anualmente en Ucrania (el 28 de octubre) como el «Aniversario de la liberación de Ucrania de los nazis». El 7 de mayo de 1945, Alemania capituló y el 8 de mayo se declaró el Día de la Victoria en Europa. El 2 de septiembre de 1945, Japón capituló y terminó la Segunda Guerra Mundial.

### Posguerra

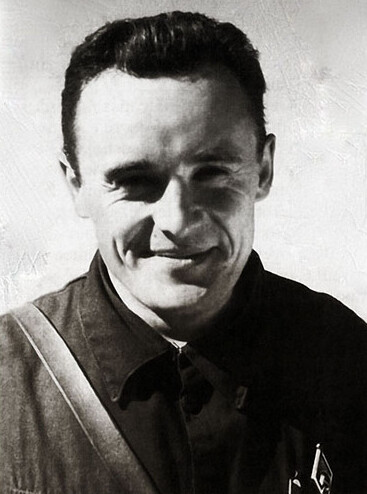
Serguéi Koroliov, nacido en Zhitómir, líder del programa espacial de la URSS y diseñador de cohetes durante la carrera espacial.

La RSS de Ucrania fue fuertemente dañada por la guerra, y se necesitaron esfuerzos significativos para su recuperación. Se destruyeron más de 700 ciudades, más de 28 000 pueblos y aldeas y monumentos históricos. La situación fue agravada por una hambruna en los años 1946 y 1947, causadas por la sequía y la ruptura de la infraestructura, la cual tomó decenas de miles de vidas.
En 1945, Ucrania fue uno de los miembros fundadores de la Organización de las Naciones Unidas. El primer ordenador soviético (MESM) fue construido en el Instituto de Electrotecnología de Kiev y empezó a funcionar en 1950. Según las estadísticas, hasta el 1 de enero de 1953, el 20 % de todos los deportados por el régimen soviético eran ucranianos, el segundo grupo étnico con más deportaciones después de los rusos. Aparte de los ucranianos, más de 450 000 alemanes residentes en Ucrania y más de 200 000 tártaros de Crimea fueron víctimas de deportaciones forzosas.
Tras la muerte de Stalin en 1953, Nikita Jrushchov se convirtió en el nuevo líder de la Unión Soviética, siendo Secretario del Partido Comunista de Ucrania entre 1938 y 1949, por lo que ya estaba familiarizado con la política. Cuando ya dirigía toda la Unión, comenzó a estrechar la amistad entre las naciones de Ucrania y Rusia. En 1954, se celebró el 300 aniversario del Tratado de Pereyáslav, y con tal motivo, Crimea fue transferida desde la RSFS de Rusia a la RSS de Ucrania.
En 1950, la república ya había superado plenamente los niveles de industria y producción que tenía antes de la guerra. Durante el plan quinquenal de 1946-1950, casi el 20 % del presupuesto de la Unión Soviética fue invertido en Ucrania, un aumento del 5 % del plan original. Como resultado, la fuerza de trabajo ucraniana aumentó un 33.2 % de 1940 a 1955, mientras que la producción industrial creció 2.2 veces en ese mismo período. La Ucrania soviética pronto se convirtió en líder europeo en la producción industrial. También se convirtió en un importante centro de la industria armamentística y de investigación de alta tecnología. Un papel tan importante como este dio como resultado una gran influencia de la élite local. Además, muchos líderes soviéticos eran originarios de Ucrania, más notablemente Leonid Brézhnev, quien más tarde sucedería a Jrushchov y se convertiría en el líder soviético desde 1964 a 1982, así como muchos deportistas, científicos y artistas prominentes.
El 26 de abril de 1986, el reactor 4 de la Central Nuclear de Chernóbil estalló, provocando el desastre de Chernóbil, el peor accidente de un reactor nuclear en la historia. En el momento del accidente, 7 millones de personas vivían en los territorios contaminados, incluyendo 2.2 millones de ucranianos. Después del accidente, se construyó una nueva ciudad fuera de la zona de exclusión, Slavútych, para albergar y dar apoyo a los empleados de la central nuclear que fue clausurada en el año 2000. Un informe preparado por el Organismo Internacional de Energía Atómica y la OMS atribuyó 56 muertes directas al accidente y se estima que pudieron existir más de 4000 muertes por el cáncer provocado por la radiación.

### Independencia
El 21 de enero de 1990, más de 300.000 ucranianos organizaron una cadena humana por la independencia de Ucrania entre Kiev y Leópolis, en memoria de la unificación de 1919 de la República Popular Ucraniana y la República Popular Ucraniana Occidental. Los ciudadanos salieron a las calles y carreteras formando cadenas vivas cogidos de la mano en apoyo a la unidad. En marzo del mismo año, el Partido Comunista de la República Socialista Soviética de Ucrania perdió su protagonismo, surgió el pluralismo político y el multipartidismo, y se llevaron a cabo las primeras elecciones en la Rada Suprema. El Partido Republicano Ucraniano de Levkó Lukiánenko se convierte en el primer partido político ucraniano.
El 16 de julio de 1990, el nuevo parlamento firmó la Declaración de Soberanía Estatal de Ucrania. La declaración estableció los principios de la libre determinación de la nación ucraniana, su democracia, la independencia política y económica, y la primacía de la ley ucraniana sobre la ley soviética en el territorio ucraniano. Dicha declaración se produjo un mes después de una declaración similar aprobada por el Parlamento de la RSFS de Rusia. Esto comenzó un periodo de enfrentamiento entre el Sóviet Supremo de la Unión Soviética y las nuevas autoridades republicanas.
Tras el referéndum sobre el estatus político de Ucrania dentro de la URSS el 17 de marzo de 1991, los ánimos por la independencia de Ucrania fueron creciendo al igual que en el resto de repúblicas soviéticas. En mayo-junio de 1991, en la ciudad de Nosivka, entonces el centro del distrito de la óblast de Chernígov, hubo una huelga de hambre de maestros y protestas masivas, que fueron publicitadas en los medios de comunicación de Ucrania y llevaron al cambio de líderes del distrito de Nosivka.
En abril de 1991, el Presidente de la URSS, Mijaíl Gorbachov, en un intento de salvar el Estado soviético, inició los preparativos para firmar un Nuevo Tratado de la Unión, en un proceso llamado de Novo-Ogariovo por el lugar de residencia del Presidente en las afueras de Moscú. En este proceso participaron nueve de las repúblicas de la Unión Soviética.

### Entre 1991 y 2004
El 8 de octubre de 1991, el parlamento aprobó la ley sobre la ciudadanía ucraniana y el 14 de noviembre estableció las fronteras estatales de Ucrania. En el referéndum de independencia del 1 de diciembre de 1991, el 90,3% de la población votó a favor de la independencia, al mismo tiempo que Leonid Kravchuk fue elegido primer presidente de Ucrania. El 2 de diciembre, la independencia fue reconocida por Canadá y Polonia; y en los siguientes 2 meses por 90 Estados más. El 6 de diciembre de 1991, se aprobó la ley que constituía a las fuerzas armadas y su lealtad hacia Ucrania.
El 8 de diciembre, los presidentes de la RSS de Bielorrusia, RSS de Rusia y RSS de Ucrania firmaron el Tratado de Belavezha que revocaba el Tratado de Creación de la Unión Soviética y proclamaba la disolución de la Unión Soviética creándose la Comunidad de Estados Independientes (CEI). El 21 de diciembre de 1991, por los presidentes de 11 de las 15 repúblicas de la Unión Soviética, en la capital de la hasta entonces República Socialista Soviética de Kazajistán, se firmaba el Protocolo de Almá-Atá como parte de la disolución de la URSS.
El 5 de diciembre de 1994, en Budapest (Hungría) fue suscrito el Memorándum de Budapest sobre Garantías de Seguridad que ofrecía garantías de seguridad por parte de sus signatarios con respecto a la adhesión de Ucrania al Tratado de No Proliferación Nuclear. El Memorándum fue originalmente suscrito, además de por Ucrania, por tres potencias nucleares: la Federación de Rusia, los Estados Unidos y el Reino Unido. De acuerdo con este documento, Ucrania cedió a Rusia 5000 bombas nucleares y 220 vehículos de largo alcance necesarios para usarlas, incluyendo 176 misiles balísticos intercontinentales y 44 aviones bombarderos de gran alcance con capacidad nuclear. El 1 de junio de 1996, Ucrania se convirtió en una nación no nuclear y envió la última de las 1.900 ojivas nucleares estratégicas que había heredado de la Unión Soviética a Rusia para su desmantelamiento.
Inicialmente, Ucrania fue vista como una república con favorables condiciones económicas en comparación con las demás regiones de la Unión Soviética. Sin embargo, el país experimentó una desaceleración económica más profunda que las otras antiguas repúblicas soviéticas. Durante la recesión vivida entre los años 1991 y 1999, Ucrania perdió el 60 % de su PIB, y sufrió de tasas de inflación de cinco dígitos. Insatisfechos con las condiciones económicas, así como con el crimen y la corrupción, los ucranianos organizaron protestas y huelgas.

### Revolución naranja

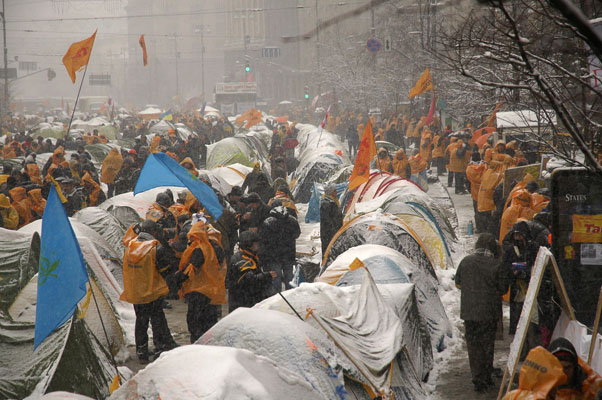
La plaza de la Independencia de Kiev durante el tercer día de la Revolución naranja (24 de noviembre de 2004)

En 2004, el primer ministro Víktor Yanukóvich fue declarado ganador de las elecciones presidenciales. Los resultados provocaron una manifestación pública en apoyo del candidato de la oposición, Víktor Yúshchenko, quien quiso impugnar los resultados y condujo la pacífica protesta. La revolución llevó a Víktor Yúshchenko y a Yulia Timoshenko al poder, y convirtió a Víktor Yanukóvich en la oposición. Sin embargo, en 2006 Yanukóvich llegó a ser primer ministro una vez más, hasta que las elecciones al Parlamento Ucraniano de 2007 llevaron a Timoshenko de vuelta al cargo de primer ministro.
Los conflictos con Rusia sobre el precio del gas natural detuvieron brevemente todos los suministros de gas a Ucrania en 2006 y 2009, lo que condujo a la escasez de gas en otros países europeos. El 25 de febrero de 2010, Víktor Yanukóvich volvió a ser el presidente de Ucrania. Desde finales de 2012, el país vive una crítica situación entre el gobierno y manifestantes que no aceptaron el cambio de modelo político aprobado tras la reelección de Yanukóvich, un modelo más presidencialista.

### Euromaidán

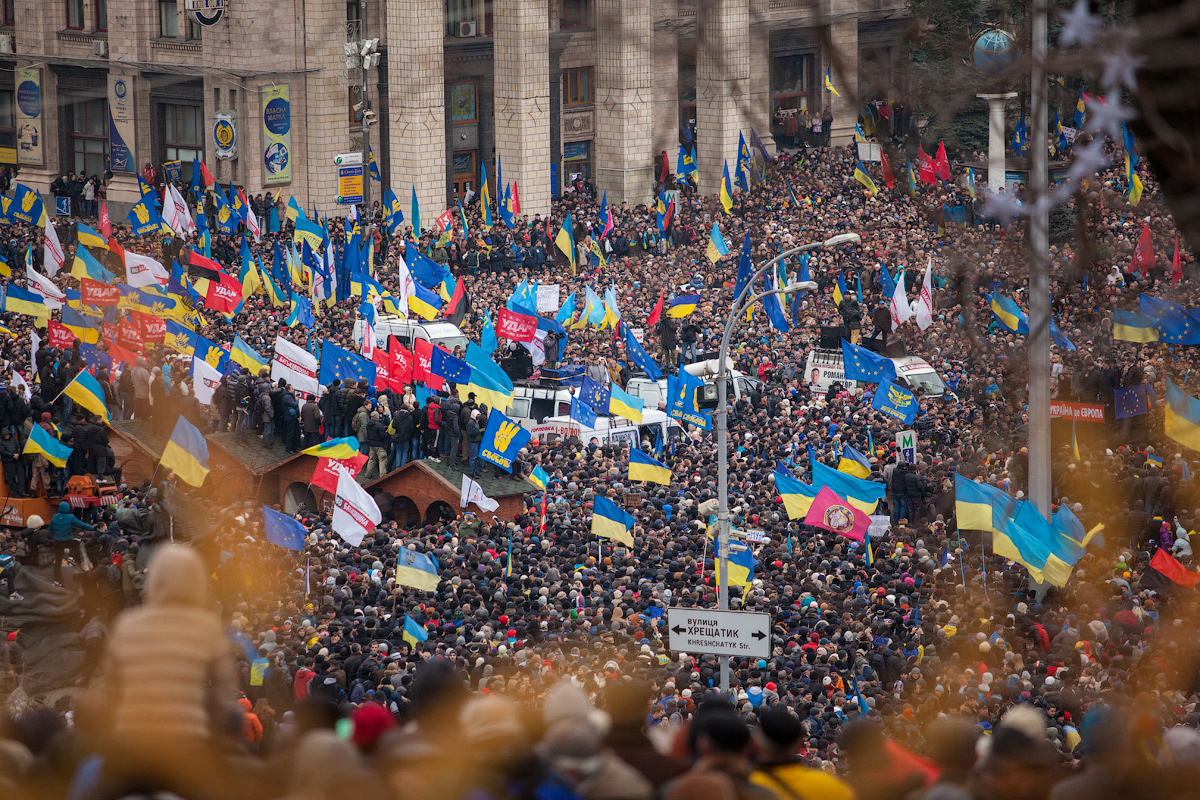
Manifestantes en la plaza de la independencia en Kiev, el 1 de diciembre de 2013.

Las protestas de Euromaidán (en ucraniano: Євромайдан, literalmente ‘Europlaza’) comenzaron en noviembre de 2013 después de que el presidente, Víktor Yanukóvich, comenzara a rechazar el largamente negociado Acuerdo de asociación con la Unión Europea (cuya firma figuraba en su campaña electoral) y, en su lugar, optara por establecer vínculos más estrechos con Rusia. Algunos ucranianos salieron a la calle para mostrar su apoyo al Acuerdo de asociación con Europa que no perjudicaba los existentes vínculos con Rusia. Con el tiempo, el Euromaidán llegó a provocar una ola de manifestaciones y disturbios civiles en toda Ucrania, cuyo objetivo era pedir la dimisión del presidente Yanukóvich y su gobierno.
La violencia se intensificó después del 16 de enero de 2014, cuando el gobierno aprobó las leyes antiprotesta. Las manifestaciones antigubernamentales fueron aprovechadas por grupos nacionalistas, que ocuparon edificios en el centro de Kiev, incluyendo el edificio del Ministerio de Justicia, y llegaron a secuestrar a funcionarios públicos. Los disturbios dejaron 98 muertos y aproximadamente 15 000 heridos y 100 desaparecidos del 18 al 20 de febrero. Muchas de las muertes y desapariciones nunca fueron investigadas.
Tras la huida de Yanukóvich en dirección desconocida el 21 de febrero de 2014, la Rada Suprema destituyó del cargo a Yanukóvich por «el abandono de sus funciones constitucionales», convocando elecciones presidenciales anticipadas.

### Guerra ruso-ucraniana

#### Primera fase de la guerra
La primera fase de la guerra ruso-ucraniana se refiere al periodo comprendido entre 2014 y 2015 en los inicios de dicho conflicto. Tras esta etapa se desarrolló una fase de alto el fuego a la que siguió un recrudecimiento del conflicto a partir de febrero de 2022. Inicialmente se trató de una crisis diplomática internacional que sobrevino en febrero de 2014 tras la destitución del presidente ucraniano Víktor Yanukóvich como resultado de las protestas del Euromaidán —realizadas principalmente en las zonas occidental y central del país para apoyar el acercamiento hacia la Unión Europea— que fueron rechazadas por comunidades rusófonas de la zona suroriental del país, compuestas en su mayoría por ucranianos rusófonos y rusos étnicos.
Tras la huida de Yanukóvich en dirección desconocida el 21 de febrero de 2014, la Rada Suprema destituyó del cargo a Yanukóvich por «el abandono de sus funciones constitucionales». El 23 de febrero de 2014, el jefe del grupo parlamentario del Partido de las Regiones que lideraba Yanukóvich, Oleksandr Yefrémov, responsabilizó a Yanukóvich del saqueo del país y del derramamiento de sangre.
Consecuentemente, el parlamento asumió el poder Ejecutivo y propuso derogar la ley sobre la cooficialidad de los idiomas de las minorías a nivel municipal y provincial. Como respuesta, diversos grupos prorrusos se manifestaron en contra del nuevo gobierno nacional y proclamaron sus anhelos de estrechar sus vínculos (o inclusive integrarse) con Rusia. Estas protestas se concentraron en Crimea y algunas óblast en la zona fronteriza entre Rusia y Ucrania donde se produjeron una serie de revueltas militares, incluyendo tanto tropas locales como tropas rusas. En medio del levantamiento, las autoridades de Crimea convocaron a un referéndum para el 16 de marzo siguiente con el propósito de adherirse a la Federación Rusa.
Tras el pedido del gobierno de Crimea a Rusia, el Consejo de la Federación aprobó un envío de tropas que (según las autoridades del país) tenía como objetivo garantizar la integridad de los habitantes de Crimea y las bases rusas estacionadas allí, hasta que se normalizara la situación sociopolítica. Ello favoreció la Declaración de Independencia de Crimea y Sebastopol que condujo a la proclamación de la República de Crimea —reconocida solo por Rusia— previo restablecimiento de la constitución de 1992 que consideraba al territorio como soberano —aunque delegaba algunas competencias a Ucrania— con una ciudadanía y una policía propias. El proceso finalmente condujo a la adhesión de Crimea a Rusia que fue oficializada el 18 de marzo de 2014, aunque no contó con el reconocimiento del gobierno ucraniano.
Pese al apaciguamiento alcanzado en Crimea, la situación degeneró en el Dombás donde las fuerzas separatistas de las autoproclamadas Repúblicas Populares de Donetsk (RPD) y Lugansk (RPL) se enfrentaron al gobierno de Ucrania agravando la guerra en esta región. El 11 de mayo de 2014, ambas repúblicas celebraron referéndums ilegítimos bajo la legislación ucraniana sobre su estatus político en los territorios controlados por los separatistas que resultaron en una proclamación de independencia de las regiones en cuestión mientras que los combates continuaron a pesar de los intentos por detenerlos. Una llamada telefónica entre líderes separatistas admitiendo la manipulación de la votación y acordando el resultado de los referéndums fue filtrada por la Inteligencia ucraniana. No obstante, el 15 de febrero de 2015 —con la entrada en vigencia del acuerdo Minsk II— se inició un alto el fuego incondicional.

#### Invasión rusa de Ucrania de 2022

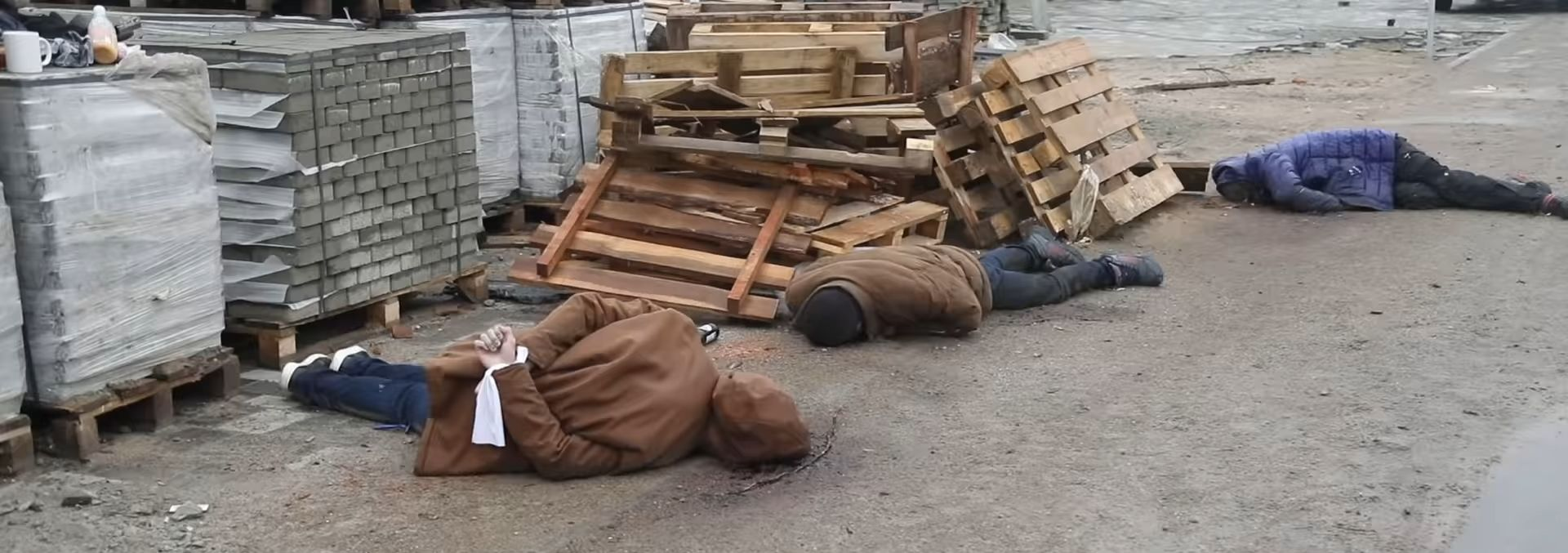
Masacre de Bucha.

La invasión rusa a Ucrania, también conocida como la guerra de Ucrania, iniciada el 24 de febrero de 2022, constituye una escalada de la guerra ruso-ucraniana que comenzó tras los sucesos del Euromaidán en 2014. Se trata del mayor conflicto militar convencional en Europa desde la Segunda Guerra Mundial. La cifra precisa de víctimas se desconoce; se estima que hasta mediados de 2025, había causado la muerte de más de 15 000 civiles ucranianos y más de 200 000 soldados entre ambos bandos. Los combates también han generado la mayor crisis de refugiados en el continente desde la Segunda Guerra Mundial: más de 7,3 millones de ucranianos han abandonado el país y más de 7,1 millones se han desplazado internamente. Además, la guerra ha causado daño ambiental significativo y ha puesto en peligro la disponibilidad de alimentos a nivel mundial.
La invasión estuvo precedida por una concentración militar rusa en las fronteras de Ucrania, que dio comienzo a mediados de 2021. Durante este periodo de tensión diplomática, el presidente ruso Vladímir Putin criticó la ampliación de la OTAN posterior a 1997 mientras negaba repetidamente que Rusia tuviera planes de invadir Ucrania. No obstante, el 21 de febrero siguiente, Rusia reconoció a la República Popular de Donetsk y a la República Popular de Lugansk, dos estados autoproclamados en la región de Dombás, al este de Ucrania, y envió tropas a esos territorios. Al día siguiente, el Consejo de la Federación de Rusia autorizó por unanimidad a Putin a utilizar la fuerza militar fuera de las fronteras de Rusia. El 24 de febrero, Putin anunció —en un mensaje televisado— una «operación militar especial» en las provincias de Donetsk y Lugansk; los misiles empezaron a impactar en diversos puntos de Ucrania, mientras las fuerzas terrestres rusas cruzaban la frontera, dando inicio a múltiples ofensivas.
En los frentes sur y sureste, los rusos tomaron Jersón en marzo de 2022 y Mariúpol el mes siguiente, mientras abandonaron la campaña de Ucrania central y lanzaron una renovada batalla del Dombás. Las fuerzas rusas continuaron bombardeando objetivos militares y civiles lejos de la línea del frente, incluida la red de energía durante el invierno. A fines de 2022, Ucrania retomó territorios mediante contraofensivas en el sur y el este. Poco después, Rusia anunció la anexión de cuatro provincias parcialmente ocupadas tras realizar referéndums criticados por la comunidad internacional. En noviembre, Ucrania retomó partes del Óblast de Jersón. En febrero de 2023, Rusia movilizó a cerca de doscientos mil soldados para una nueva ofensiva en el Dombás. En junio de 2023, Ucrania lanzó otra contraofensiva en el sureste que no logró ninguno de sus objetivos, a la par que Rusia sufría una rebelión por parte del grupo mercenario Wagner. En agosto de 2024, Ucrania llevó a cabo una incursión en el óblast ruso de Kursk, aunque las fuerzas rusas y norcoreanas recuperaron el territorio conquistado en cuestión de meses.
La invasión fue condenada por una parte importante de la comunidad internacional. La Asamblea General de las Naciones Unidas aprobó la Resolución ES-11/1 condenando la invasión y exigiendo la retirada total de Rusia. La Corte Internacional de Justicia ordenó a Rusia suspender las operaciones militares tras no encontrar evidencia que respaldase las acusaciones rusas a Ucrania de genocidio en el Dombás, y el Consejo de Europa expulsó al país. Numerosos gobiernos occidentales, entre los que destacan la Unión Europea y los Estados Unidos, impusieron sanciones a Rusia y su aliado Bielorrusia, y proporcionaron ayuda humanitaria, económica y militar a Ucrania. Más de mil empresas abandonaron Rusia y Bielorrusia en respuesta a la invasión. La Corte Penal Internacional (CPI) abrió una investigación sobre posibles crímenes contra la humanidad, crímenes de guerra, secuestro de niños y genocidio, emitiendo una orden de arresto contra Putin en marzo de 2023.

## Gobierno y política
Ucrania es una república bajo un sistema mixto semipresidencial y semiparlamentario, en el cual existe la separación de poderes en ejecutivo, legislativo y judicial. El presidente es elegido por voto popular para un mandato de cinco años y es el jefe de Estado oficial. El poder legislativo de Ucrania incluye al parlamento unicameral de 450 asientos, conocido como Rada Suprema. El parlamento es principalmente responsable de la formación del poder ejecutivo y del Consejo de Ministros, que encabeza el primer ministro.
Las leyes, las actas del parlamento y del consejo de ministros, los decretos presidenciales y las actas del Parlamento de Crimea pueden derogarse por la Corte Constitucional, donde se juzga si violan o no la constitución de Ucrania. Otros actos normativos están sujetos a revisión judicial. La Suprema Corte de Justicia es el órgano principal en el sistema de tribunales de jurisdicción general. Oficialmente se garantiza la autonomía de las administraciones locales. Los consejos locales y los alcaldes son elegidos por voto popular y ejercen el poder con presupuestos locales. Los jefes regionales y las administraciones de distrito son nombrados por el presidente.
Antes del inicio de la invasión por parte de las tropas rusas, Ucrania estaba considerada como un país a medio camino entre los países democráticos y los autoritarios.

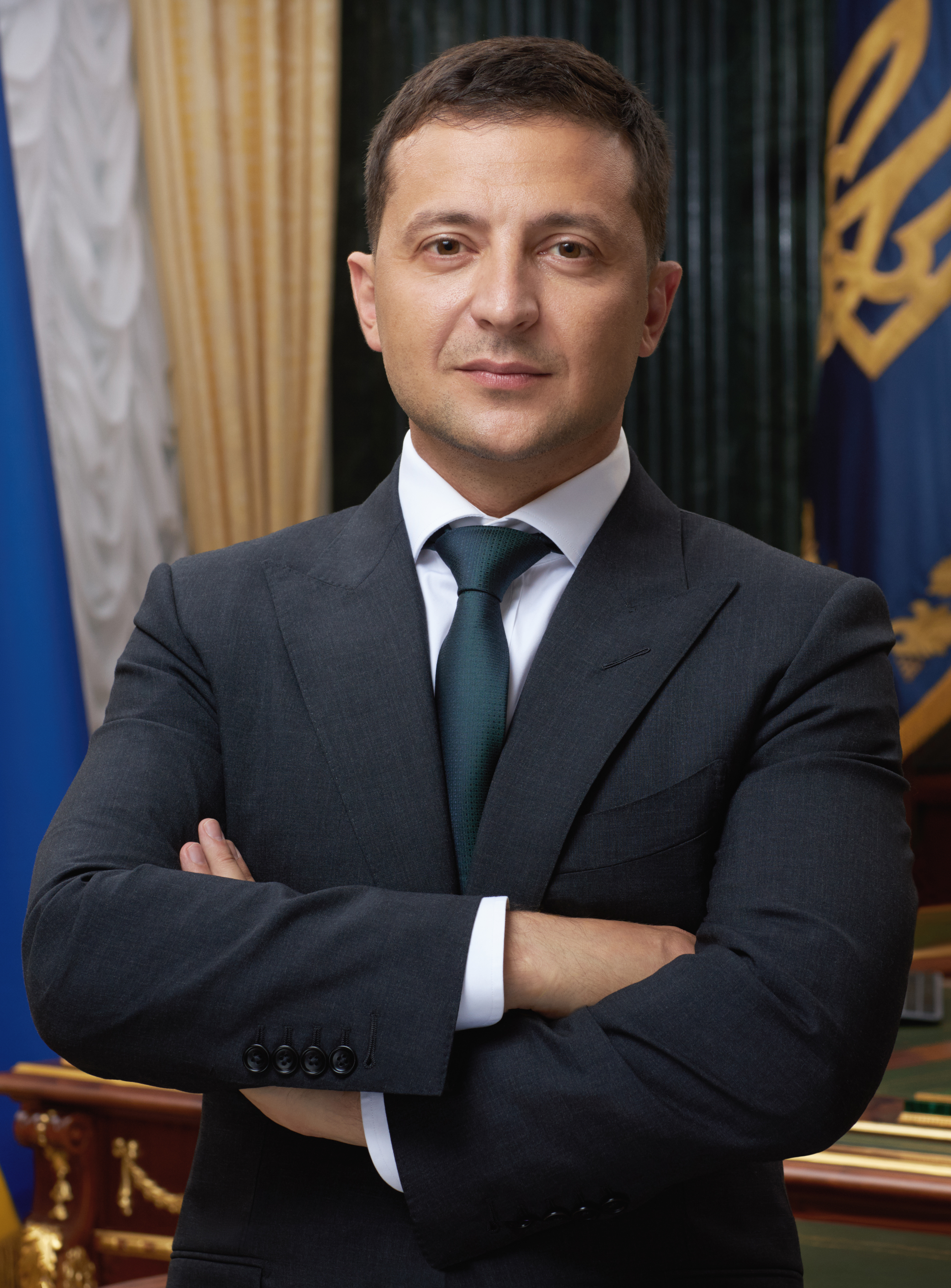
Volodímir Zelenski, Presidente
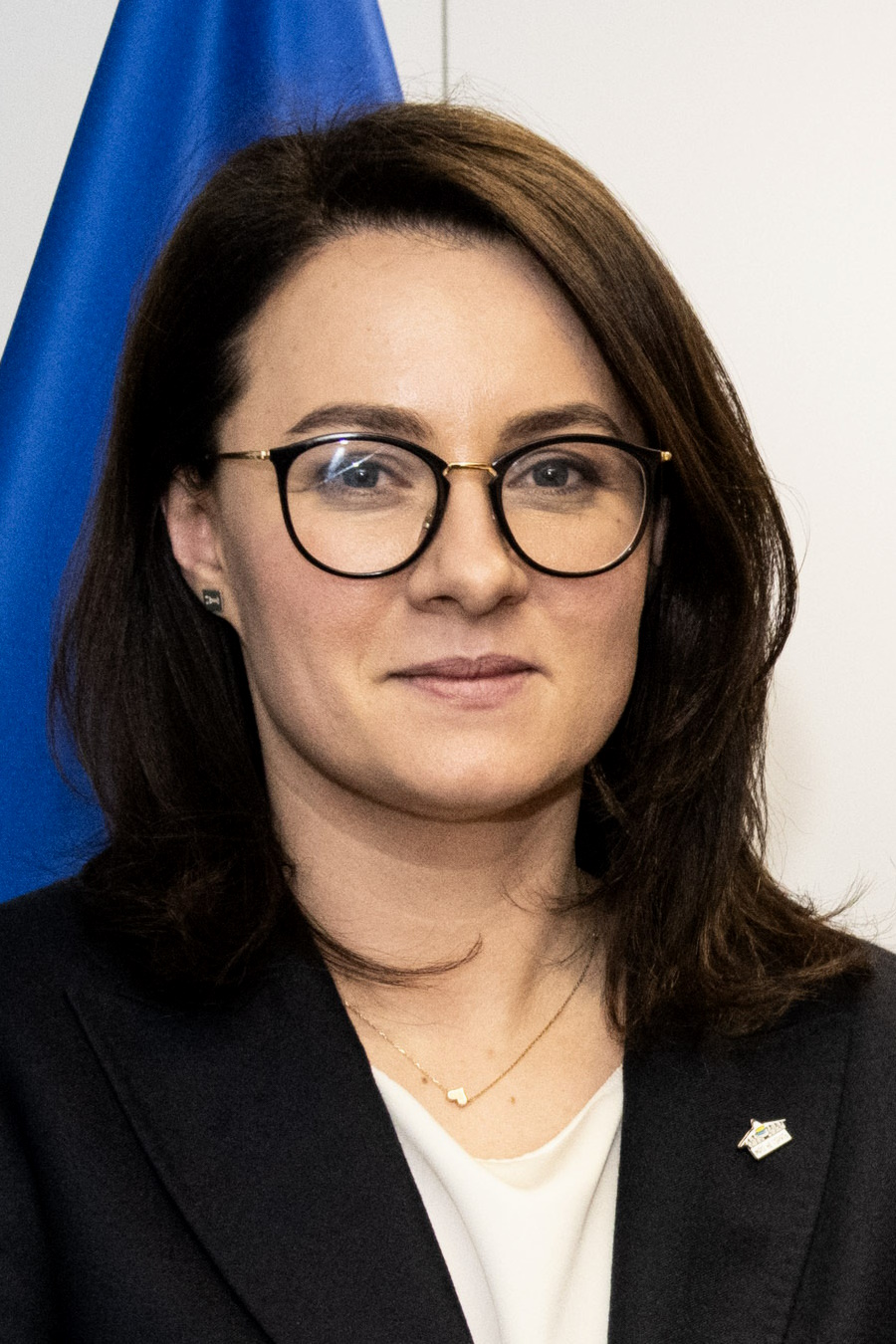
Yulia Svyrydenko, Primera Ministra
Sistema político de Ucrania
Escudo de Ucrania
Bandera de Ucrania

### Constitución
Con la proclamación de la independencia de Ucrania el 24 de agosto de 1991 y la adopción de una Constitución el 28 de junio de 1996, Ucrania se convirtió en una república semipresidencial, sin embargo, en 2004, los diputados introdujeron cambios en la constitución, que inclinó el equilibrio de poder a favor de un sistema parlamentario. De 2004 a 2010, la legitimidad de las enmiendas constitucionales de 2004 significó una sanción oficial, tanto para el Tribunal Constitucional de Ucrania, como para la mayoría de los partidos políticos principales. A pesar de esto, el 30 de septiembre de 2010, el Tribunal Constitucional dictaminó que las enmiendas eran nulas e inválidas, lo que obligó a volver a los términos de la Constitución de 1996 y nuevamente hizo que el sistema político de Ucrania tuviera un carácter más presidencial.
La decisión sobre las enmiendas constitucionales de 2004 se convirtió en un tema importante del debate político. Gran parte de la preocupación se basaba en el hecho de que ni la Constitución de 1996 ni la Constitución de 2004 permitían «deshacer la Constitución», como lo hizo la decisión del Tribunal Constitucional.
El 21 de febrero de 2014, un acuerdo entre el expresidente Víktor Yanukóvich y los líderes de la oposición restauró la Constitución de 2004. Debido a las políticas de Yanukóvich, entre ellas la de rechazar el acuerdo de adhesión a la Unión Europea, surgieron protestas que comenzaron a finales de noviembre de 2013 y culminaron en el Euromaidán. Además de devolver al país a la Constitución de 2004, el acuerdo preveía la formación de un gobierno de coalición, la convocatoria de elecciones anticipadas y la liberación de la ex primera ministra Yulia Timoshenko de la prisión. Un día después de que se alcanzara el acuerdo, Yanukóvich huyó y la Rada Suprema (parlamento) de Ucrania destituyó a Yanukóvich por abandono de sus funciones, nombrando a Oleksandr Turchínov como presidente interino y a Arseni Yatseniuk como primer ministro de Ucrania.

### Relaciones internacionales
Entre 1999 y 2001, Ucrania sirvió como miembro no permanente del Consejo de Seguridad de la Organización de las Naciones Unidas (ONU). La RSS de Ucrania se unió a la ONU en 1945 como uno de los miembros originales después de un acuerdo de Occidente con la URSS, en la que se habían solicitado asientos en la ONU para las 15 repúblicas de la Unión Soviética. Ucrania ha apoyado constantemente la paz y siempre ha negociado acuerdos a disputas; ha participado en las conversaciones cuatripartitas sobre la guerra de Transnistria y ha promovido una solución pacífica al conflicto de Georgia. Ucrania también ha hecho una gran contribución a las operaciones de mantenimiento de la paz de la ONU desde 1992. Ucrania considera que actualmente la integración a la OTAN y a la UE es su objetivo prioritario, sin embargo, su relación con Rusia hasta hace poco siempre ha sido fuerte y debido a esto siempre ha habido dificultades para cualquier trámite. El Acuerdo de Asociación y Cooperación de la Unión Europea con Ucrania entró en vigor el 1 de marzo de 1998. El 31 de enero de 1992, Ucrania se unió a la Organización para la Seguridad y la Cooperación en Europa (OSCE), y el 10 de marzo de 1992 se convirtió en miembro del Consejo de Cooperación del Atlántico Norte.
Las relaciones entre Ucrania y la OTAN son estrechas y el país ha declarado que tiene gran interés en una afiliación, pero esto se eliminó de la agenda política de Ucrania tras la elección de Víktor Yanukóvich como presidente, en 2010. Sin embargo, tras la destitución de Yanukóvich por alta traición en febrero de 2014 y la intervención militar rusa en Ucrania (negada por Rusia), Ucrania renovó su campaña y actualmente está empleando reformas para ser miembro de la OTAN. Ucrania es el miembro más activo de la Asociación para la Paz (PfP). Todos los partidos políticos importantes en Ucrania apoyaban la integración completa de Ucrania en la Unión Europea, se esperaba que el Acuerdo de Asociación con la UE se firmara y pusiera en vigor a finales de 2011, pero el proceso se suspendió debido a las políticas del prófugo Yanukóvich.
Las relaciones entre Rusia y Ucrania se han vuelto muy tensas desde 2014 tras la anexión de la península Crimea, la guerra del Donbás y acontecimientos como el incidente del estrecho de Kerch de 2018.

Organizaciones internacionales de las cuales Ucrania es miembro
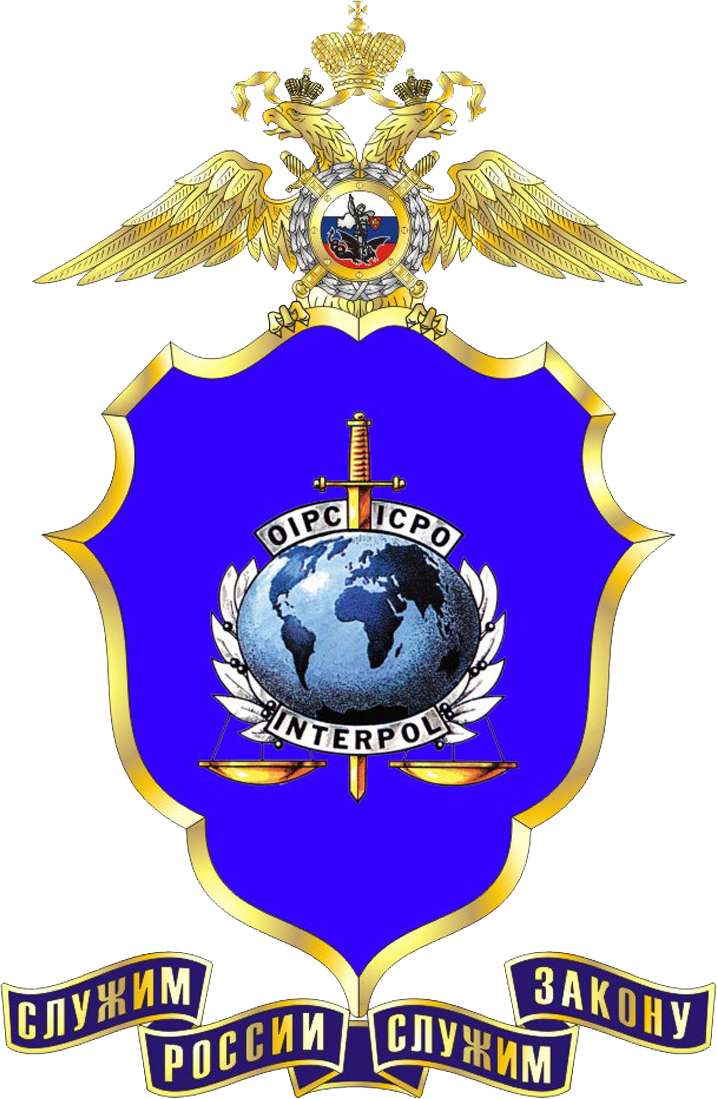
Interpol
ONU
Unesco
OMS
Consejo de Europa
OSCE
Cruz Roja
COI
OMC
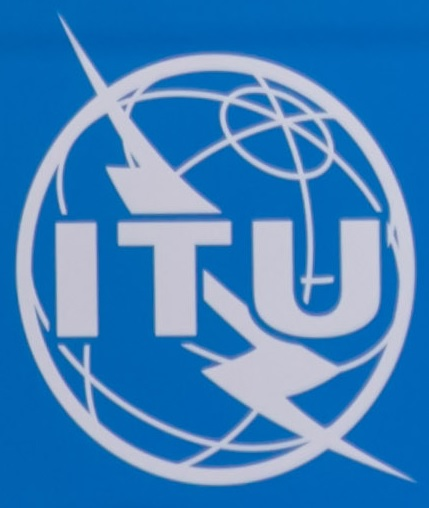
UIT
IAEA
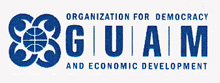
GUAM
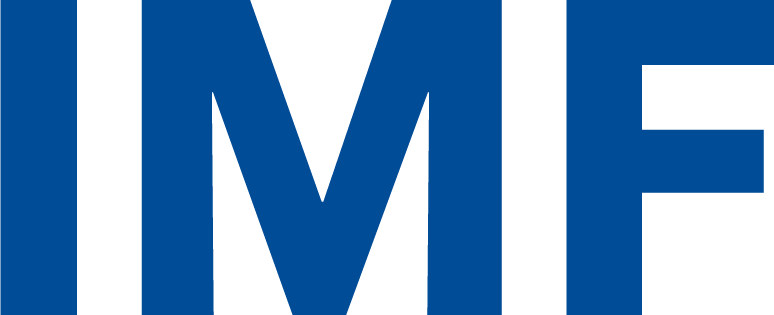
FMl

### Fuerzas Armadas
Tras la disolución de la Unión Soviética, Ucrania heredó una fuerza militar de 780 000 efectivos en su territorio, equipado con el arsenal de armas nucleares más grande en el mundo. No obstante, en mayo de 1992, Ucrania firmó el Tratado de Reducción de Armas Estratégicas (START I), en el que se comprometió a entregarle todas sus armas nucleares a Rusia para su eliminación y unirse al Tratado de No Proliferación Nuclear. En 1994, Ucrania ratificó el tratado y para 1996 ya se encontraba libre de armas nucleares.
Tras la adhesión de Ucrania al Tratado de No Proliferación Nuclear y con el fin de asegurar la integridad territorial y soberanía de Ucrania, el 5 de diciembre de 1994 fue firmado el Memorándum de Budapest sobre Garantías de Seguridad, siendo un acuerdo político que debería ofrecer garantías de seguridad a Ucrania por parte de sus signatarios. Actualmente, el Ejército de Ucrania es el segundo más grande en Europa, después del ruso.
Ucrania ha tomado medidas coherentes hacia la reducción de las armas convencionales. Firmó el Tratado de las Fuerzas Armadas Convencionales en Europa, en el que se comprometió a reducir el número de tanques, artillería y vehículos blindados (las fuerzas armadas se redujeron a 300 000 elementos). Los planes para anular el servicio militar obligatorio y convertirlo en voluntario ha sido desestimado de forma indefinida, tras los efectos de la guerra civil en el oriente de Ucrania, y con la formación de una guardia nacional, subordinada al ejército e integrada por voluntarios nacionalistas.
Ucrania ha desempeñado un papel cada vez mayor en las operaciones de mantenimiento de paz. Las tropas ucranianas están desplegadas en Kosovo como parte del Batallón Ucraniano-Polaco. Una unidad ucraniana se desplegó en Líbano, como parte de las Fuerzas Provisionales de la ONU para cumplir el acuerdo de cese del fuego. También hubo un batallón de mantenimiento y capacitación desplegado en Sierra Leona. Entre 2003 y 2005, una unidad ucraniana se implementó en Irak, como parte de las fuerzas multinacionales en Irak bajo el mando polaco. En total, el despliegue militar ucraniano en todo el mundo es de 562 soldados.
Tras la independencia, Ucrania se declaró un país neutral. El país mantiene una limitada alianza militar con países de la CEI y una asociación con la OTAN desde 1994. En la década de 2000, el gobierno estaba inclinado hacia la OTAN y una cooperación más profunda con la alianza fue establecida por la firma del Plan OTAN-Ucrania de 2002. Más tarde se convino en que la cuestión de anexión a la OTAN debe ser respondida por un referéndum nacional en algún momento en el futuro.

Ramas primarias de las Fuerzas Armadas
Fuerza Terrestre
Fuerza Aérea
Armada
Marina
Aerotransportada
Operaciones Especiales
Defensa Territorial

### Derechos humanos
En materia de derechos humanos, respecto a la pertenencia a los siete organismos de la Carta Internacional de Derechos Humanos, que incluyen al Comité de Derechos Humanos (HRC), Ucrania ha firmado o ratificado:
| Ucrania | Tratados internacionales | Tratados internacionales    | Tratados internacionales | Tratados internacionales | Tratados internacionales | Tratados internacionales | Tratados internacionales | Tratados internacionales | Tratados internacionales | Tratados internacionales | Tratados internacionales | Tratados internacionales | Tratados internacionales | Tratados internacionales | Tratados internacionales | Tratados internacionales  | Tratados internacionales | Tratados internacionales |
| --- | ------------------------ | --------------------------- | ------------------------ | ------------------------ | ------------------------ | ------------------------ | ------------------------ | ------------------------ | ------------------------ | ------------------------ | ------------------------ | ------------------------ | ------------------------ | ------------------------ | ------------------------ | ------------------------- | ------------------------ | ------------------------ |
| Ucrania | CESCR                    | CESCR                       | CCPR                     | CCPR                     | CCPR                     | CERD                     | CED                      | CEDAW                    | CEDAW                    | CAT                      | CAT                      | CRC                      | CRC                      | CRC                      | CRC                      | MWC                       | CRPD                     | CRPD                     |
| Ucrania | CESCR                    | CESCR-OP                    | CCPR                     | CCPR-OP1                 | CCPR-OP2-DP              | CERD                     | CED                      | CEDAW                    | CEDAW-OP                 | CAT                      | CAT-OP                   | CRC                      | CRC-OP-AC                | CRC-OP-SC                | CRC-OP-CP                | MWC                       | CRPD                     | CRPD-OP                  |
| Pertenencia | Firmado y ratificado.    | Firmado pero no ratificado. | Firmado y ratificado.    | Firmado y ratificado.    | Firmado y ratificado.    | Firmado y ratificado.    | Firmado y ratificado.    | Firmado y ratificado.    | Firmado y ratificado.    | Firmado y ratificado.    | Firmado y ratificado.    | Firmado y ratificado.    | Firmado y ratificado.    | Firmado y ratificado.    | Sin información.         | Ni firmado ni ratificado. | Firmado y ratificado.    | Firmado y ratificado.    |
| Firmado y ratificado, firmado, pero no ratificado, ni firmado ni ratificado, sin información, ha accedido a firmar y ratificar el órgano en cuestión, pero también reconoce la competencia de recibir y procesar comunicaciones individuales por parte de los órganos competentes. |                          |                             |                          |                          |                          |                          |                          |                          |                          |                          |                          |                          |                          |                          |                          |                           |                          |                          |

## Organización territorial

### Divisiones administrativas
El sistema de organización territorial de Ucrania refleja la situación del país como un estado unitario (lo que figura en la constitución) con los regímenes jurídicos y administrativos unificados para cada subdivisión. Ucrania se divide en 24 óblasts. Además, la ciudad de Kiev, la capital, tiene un estatuto jurídico especial. Las 24 óblasts y Crimea se subdividen en 136 raiones (distritos), o unidades administrativas de segundo nivel. La superficie media de un raión ucraniano es de 1200 km², mientras que la población promedio de un raión es de 52 000 habitantes. Las zonas urbanas (ciudades) pueden estar subordinadas al Estado, o a las administraciones de las óblast y raiones, dependiendo de su población e importancia socioeconómica. Las unidades administrativas inferiores incluyen los asentamientos de tipo urbano, que son similares a las comunidades rurales, pero más urbanizados, donde se encuentran empresas industriales, servicios educativos, redes de transporte. Por último, se encuentran las comunidades rurales o aldeas. En total, existen en Ucrania 457 ciudades, de las cuales 176 están administradas por las óblasts, 279 por los raiones y dos poseen un carácter jurídico especial. Estos son seguidos por 886 asentamientos de tipo urbano y 28 552 aldeas. 
| Divisiones administrativas |
| Volinia Rivne Zhitómir Kiev Jmel- nitski Ternópil Ivano- Frankivsk Transcarpacia Chernivtsí Vínnytsia Cherkasy Kirovogrado Mikolaiv Poltava Chernígov Sumy Járkov (disp.)}} Dnipropetrovsk Odesa Jersón (disp.) Zaporiyia (disp.) Donetsk (disp.) Crimea (disp.) Lugansk (disp.) Kiev (ciudad) • Sebastopol (disp.) Leópolis • |
| --- |

## Geografía
Con 603 550 km², y con un litoral de 2782 km, Ucrania es el 45° país más grande del mundo (después de la República Centroafricana y antes de Madagascar); además es el segundo país más grande de Europa (después de la parte europea de Rusia y antes de Francia).
El paisaje ucraniano está conformado principalmente por llanuras fértiles (o estepas) y mesetas, por las cuales corren varios ríos, como el Dniéper, el Donéts, el Dniéster y el Bug Meridional que desembocan en el mar Negro y en el mar de Azov. Al suroeste, el delta del Danubio constituye la frontera con Rumania. Las únicas montañas del país son los montes Cárpatos hacia el oeste, de los cuales su punto más alto es el Hoverla con 2061 metros sobre el nivel del mar.
Ucrania tiene un clima continental en su mayoría templado. Las precipitaciones se distribuyen desproporcionadamente, ya que los niveles son mayores en el oeste y en el norte y disminuyen conforme se avanza hacia el sureste. En el occidente de Ucrania caen alrededor de 1200 mm de precipitación anual. Los inviernos son más fríos tierra adentro: el rango de temperaturas promedio anuales va de 5.5 a 7 °C en el norte, hasta 11 a 13 °C en el sur.
| Mapa topográfico | Irradiación solar anual media | Clasificación de Köppen |
| ---------------- | ----------------------------- | ----------------------- |

### Relieve
En el relieve de Ucrania, predominan las llanuras con un 95 % de la superficie total, pertenecientes a la llanura oriental europea. La altitud media de las llanuras es de 175 metros. En Ucrania, el punto más alto de la llanura oriental europea es el monte Berda, a 515 metros sobre el nivel del mar. Los macizos montañosos de Ucrania están representados por una parte de las montañas de los Cárpatos, los Cárpatos ucranianos, donde se encuentra el pico más alto de Ucrania, el Hoverla con una altitud de 2061 metros sobre el nivel del mar y las montañas de Crimea, cuyo pico más alto es la montaña Román-Kosh (1545 m).
La actividad sísmica de Ucrania se manifiesta en su mayoría en las regiones occidentales, sudoeste y sur del país y que dividen en dos regiones sísmicas principales: los Cárpatos y la región del Mar Negro-Crimea. Gran parte del territorio está expuesto a los efectos de sus propios terremotos locales y los fuertes terremotos submarinos procedentes del área de Vrancea, en Rumanía.

### Biosfera
Ucrania está dividida en dos áreas zoológicas principales. Una de estas áreas, en el oeste del país, está formada por las zonas fronterizas de Europa, donde hay especies típicas de bosques mixtos, la otra está ubicada en el este de Ucrania, donde se encuentran las especies que viven en las estepas. En las áreas boscosas del país son muy comunes los linces, lobos, jabalíes y martas, así como muchas otras especies similares que se concentran especialmente en las montañas de los Cárpatos, donde viven un gran número de mamíferos depredadores como los osos pardos. En las zonas de lagos y ríos de las especies más comunes son los castores, las nutrias y los visones, mientras que en sus aguas la carpa, la dorada y el bagre son las especies de peces más comunes. En las partes centrales y orientales del país, los roedores se encuentran en grandes cantidades.
Se han encontrado más de 6600 especies de hongos en Ucrania y se estima que aún hay muchas más por descubrir.

En todo el territorio de Ucrania hay 63 119 ríos y arroyos con una longitud total de más de 206 000 kilómetros. La mayoría de los ríos pertenecen a las cuencas del mar Negro y el mar de Azov y solo el 2 % del agua llega a la cuenca del Báltico. Los principales ríos del país son los ríos Dniéper, Dniéster y Danubio. Hay aproximadamente 20 000 lagos en el país, de los cuales solo 43 tienen un área de 10 km² o más. El lago más grande de Ucrania, el Svítiaz tiene un área de 27.5 km². En Ucrania, hay 1157 embalses y 28 800 estanques. Los embalses más grandes se encuentran en la región del Dniéper en los distritos de Kremenchuk, Kajovka, Kiev y Kániv.

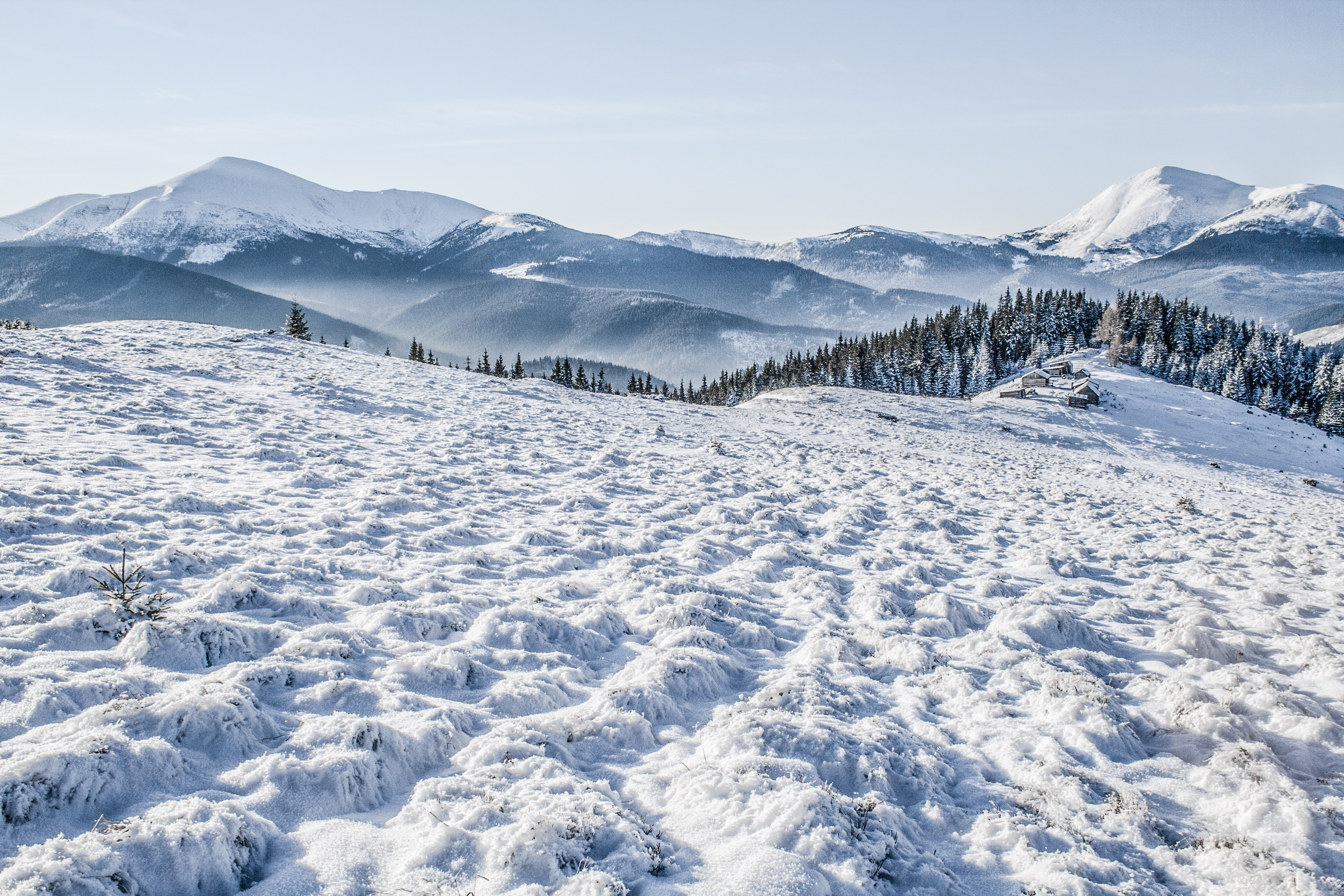
Monte Hoverla
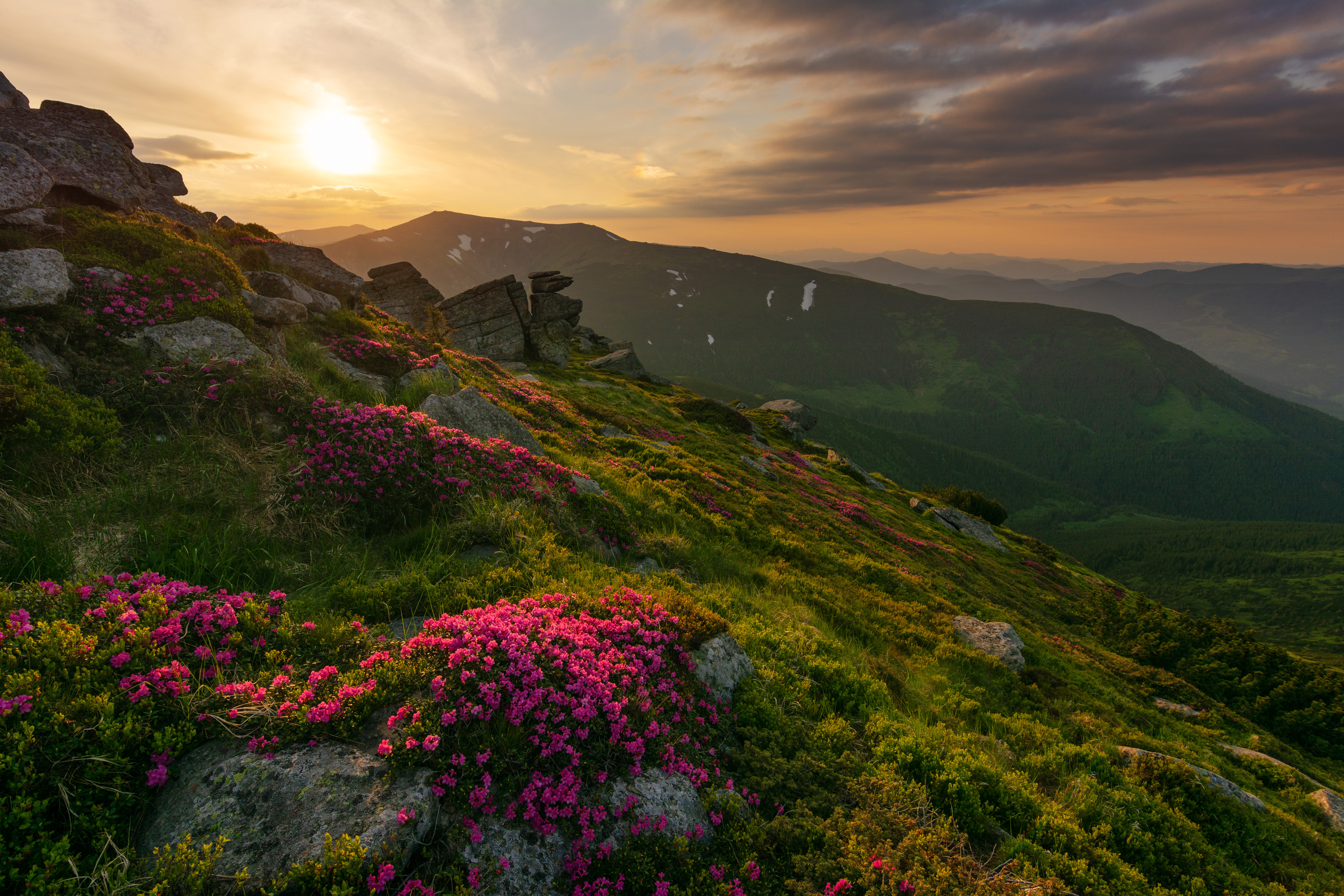
Flores de rododendro en los montes cárpatos
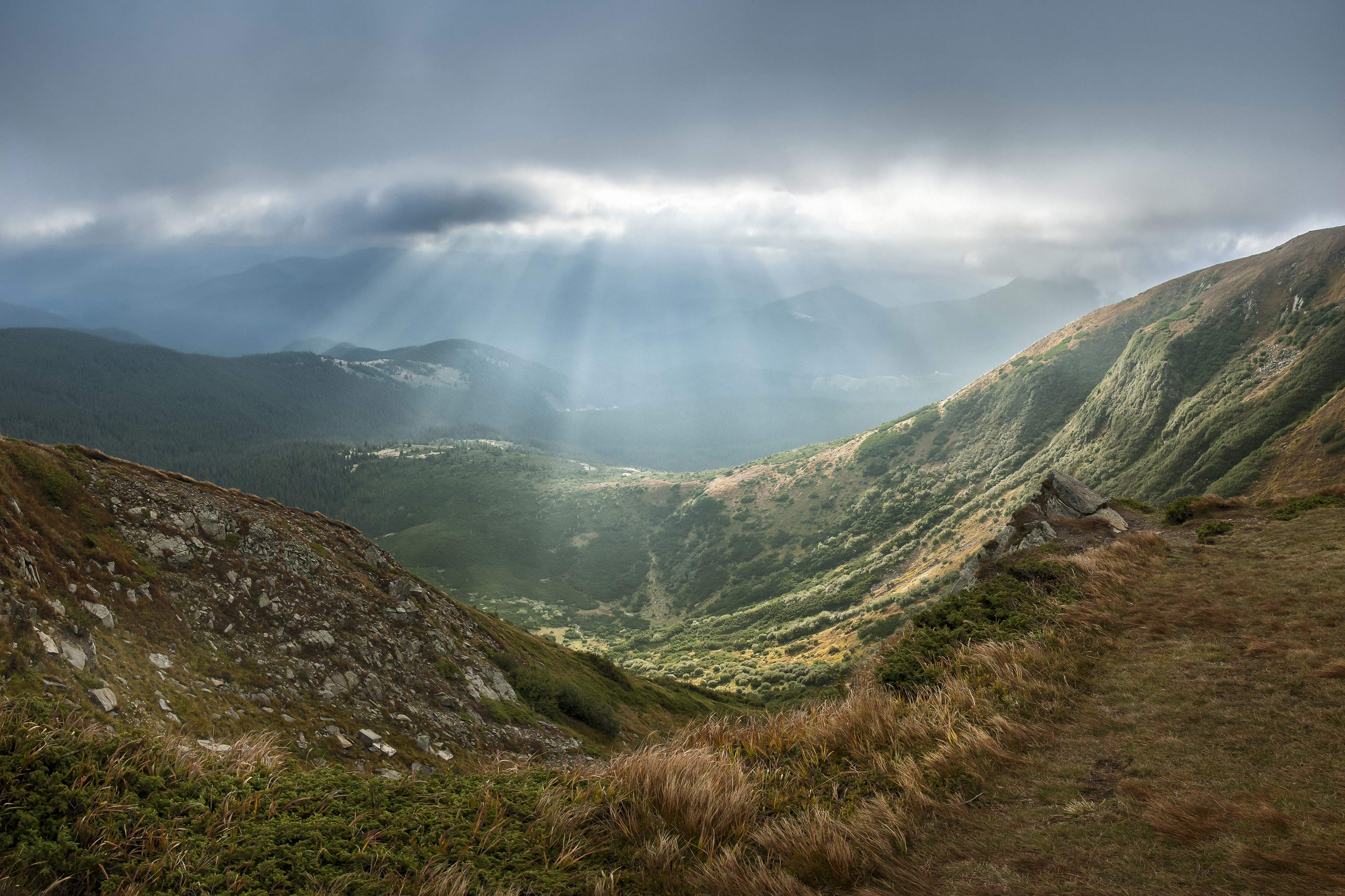
Cadenas montañosas en transcarpacia
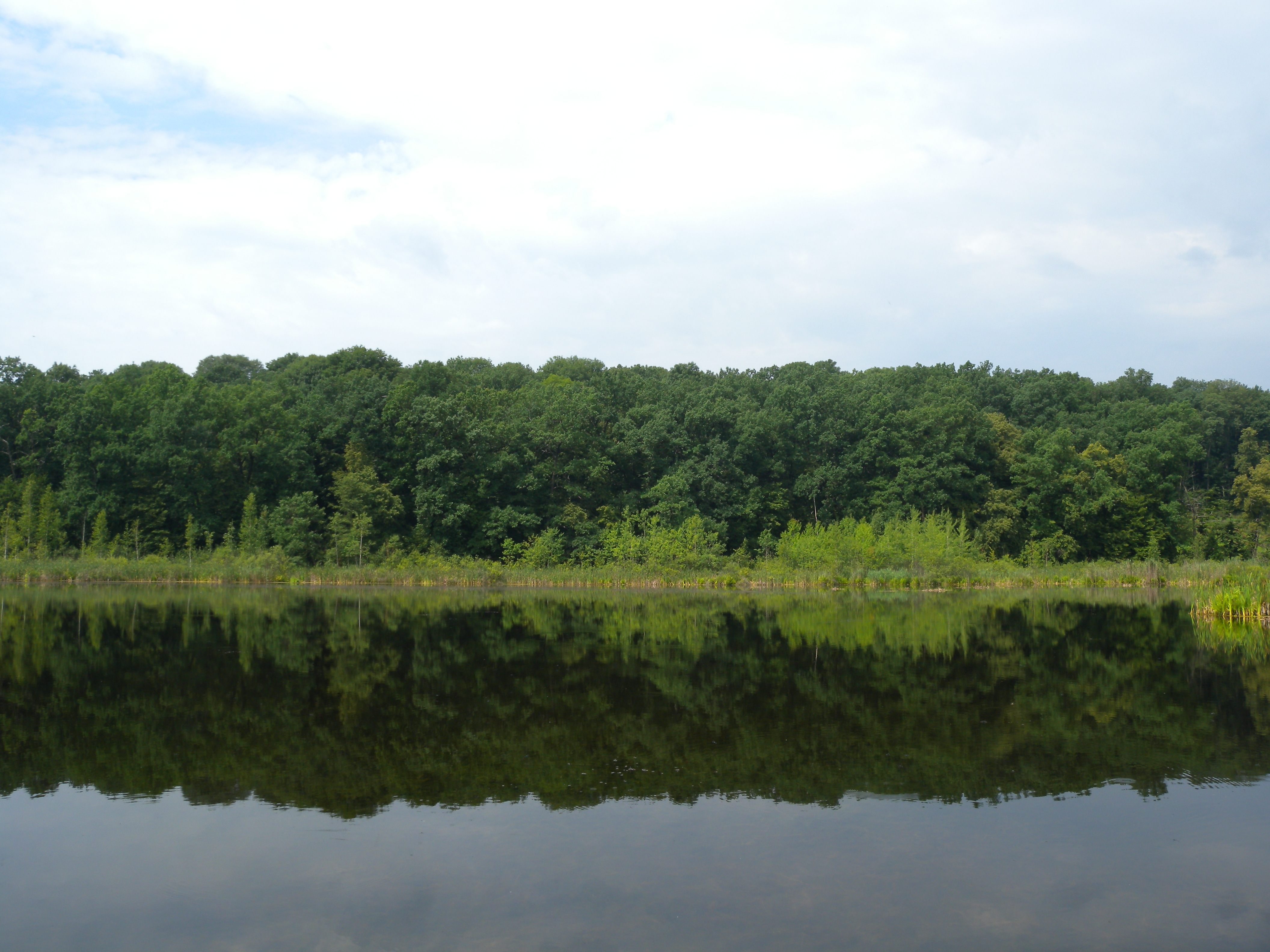
Lago Negro en la Selva Negra, el único lago prehistórico del país, cerca de la ciudad de Známyanka
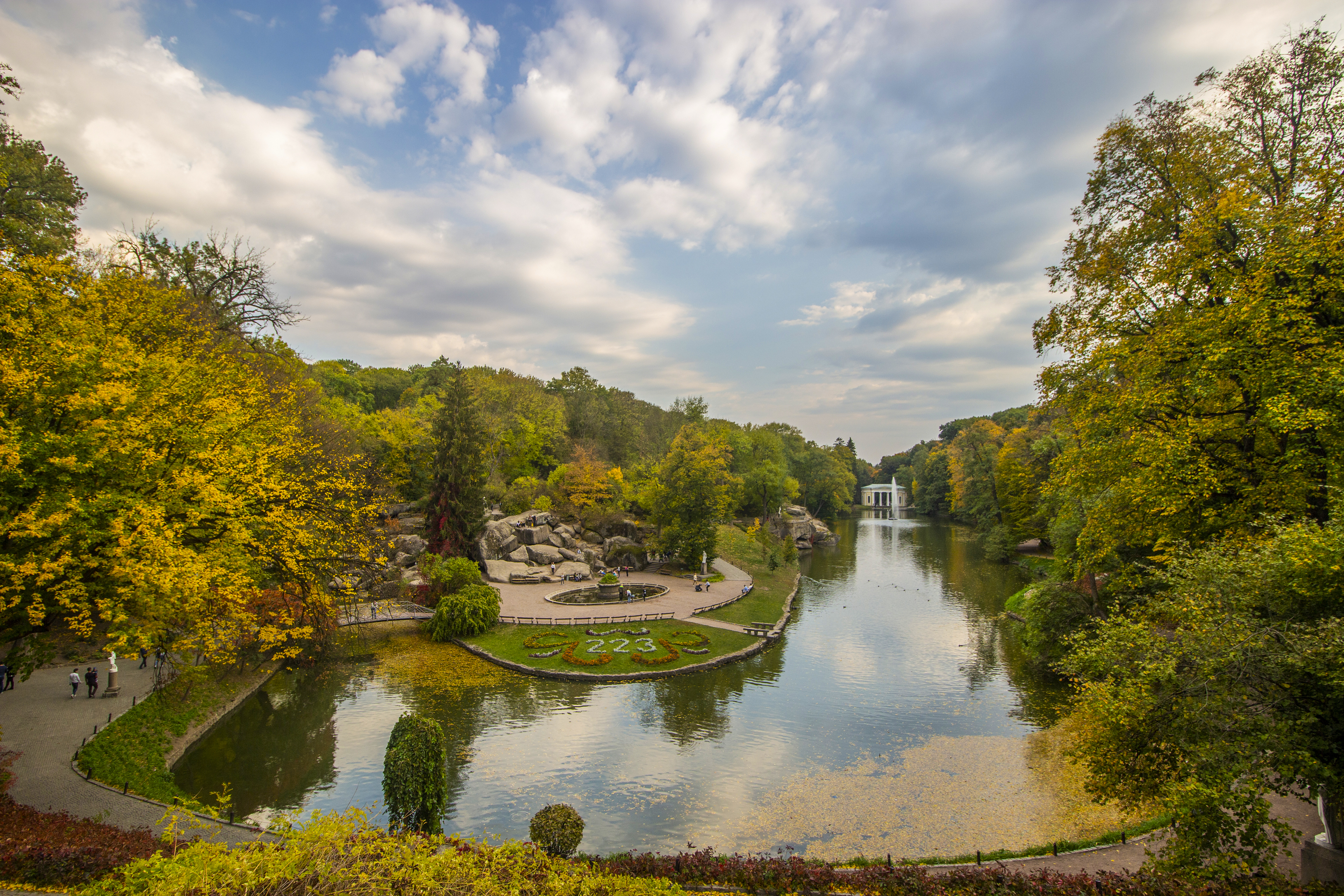
Parque de Sofía
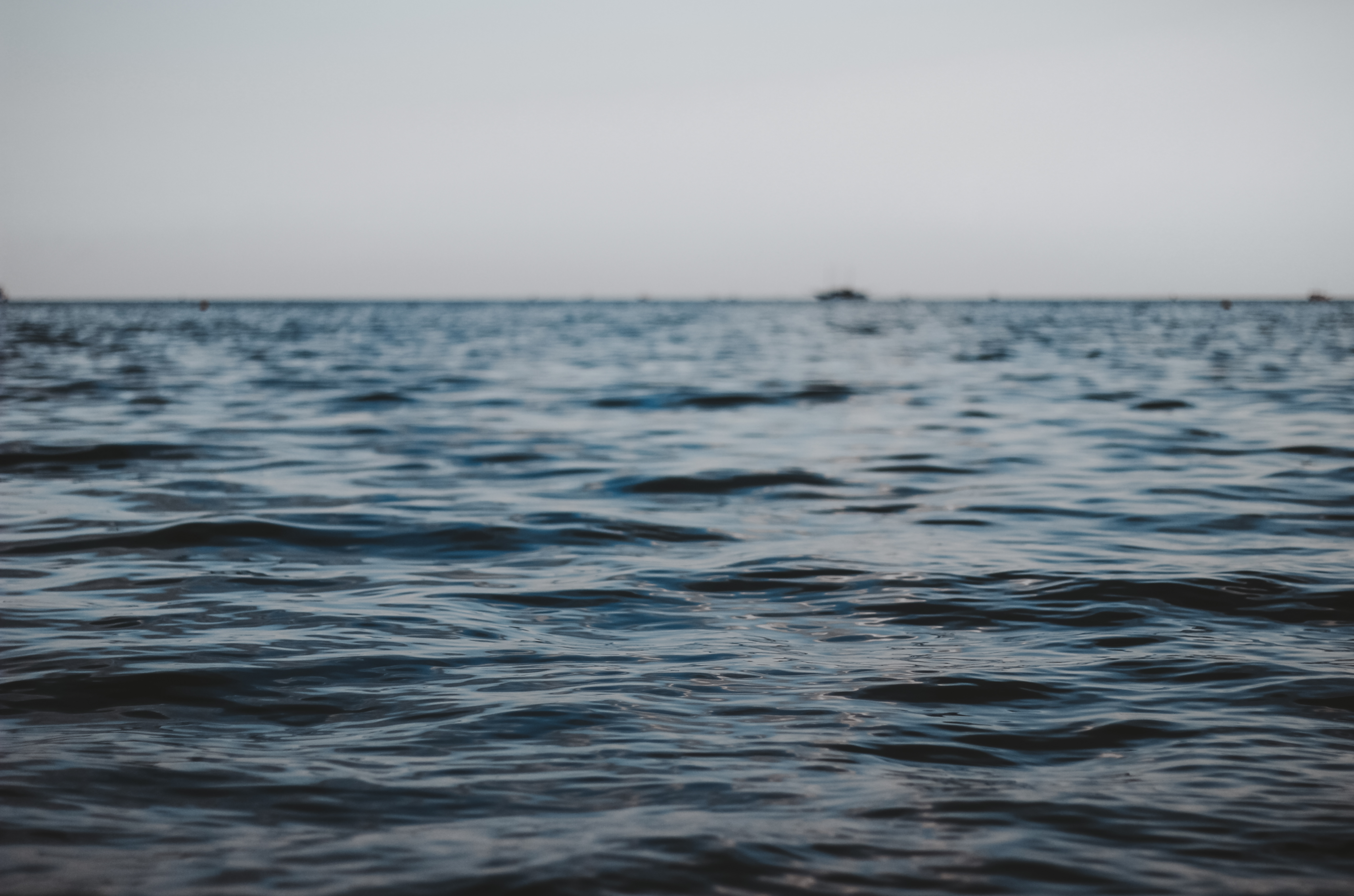
Mar Negro
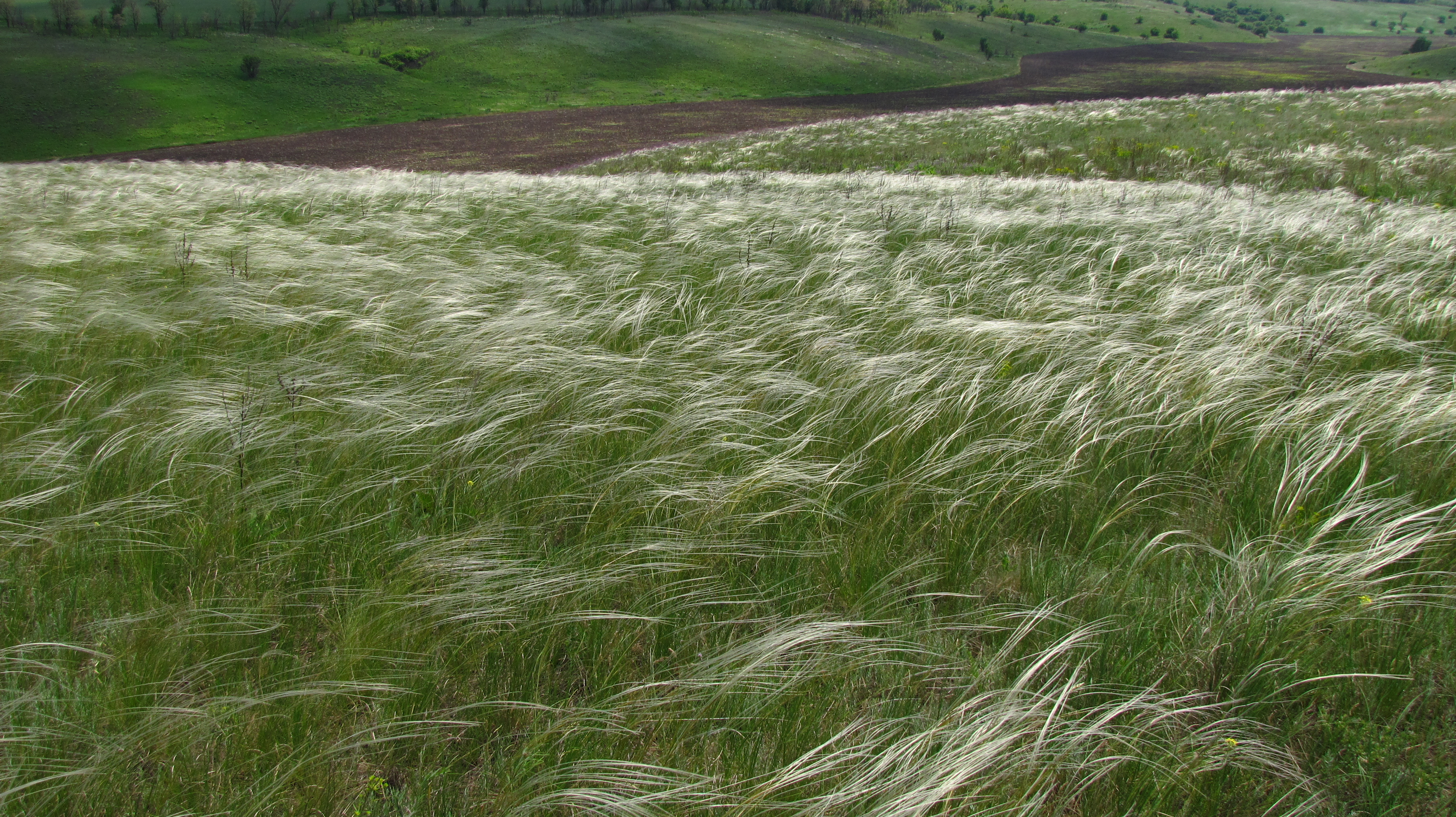
Estepa en Dnipró
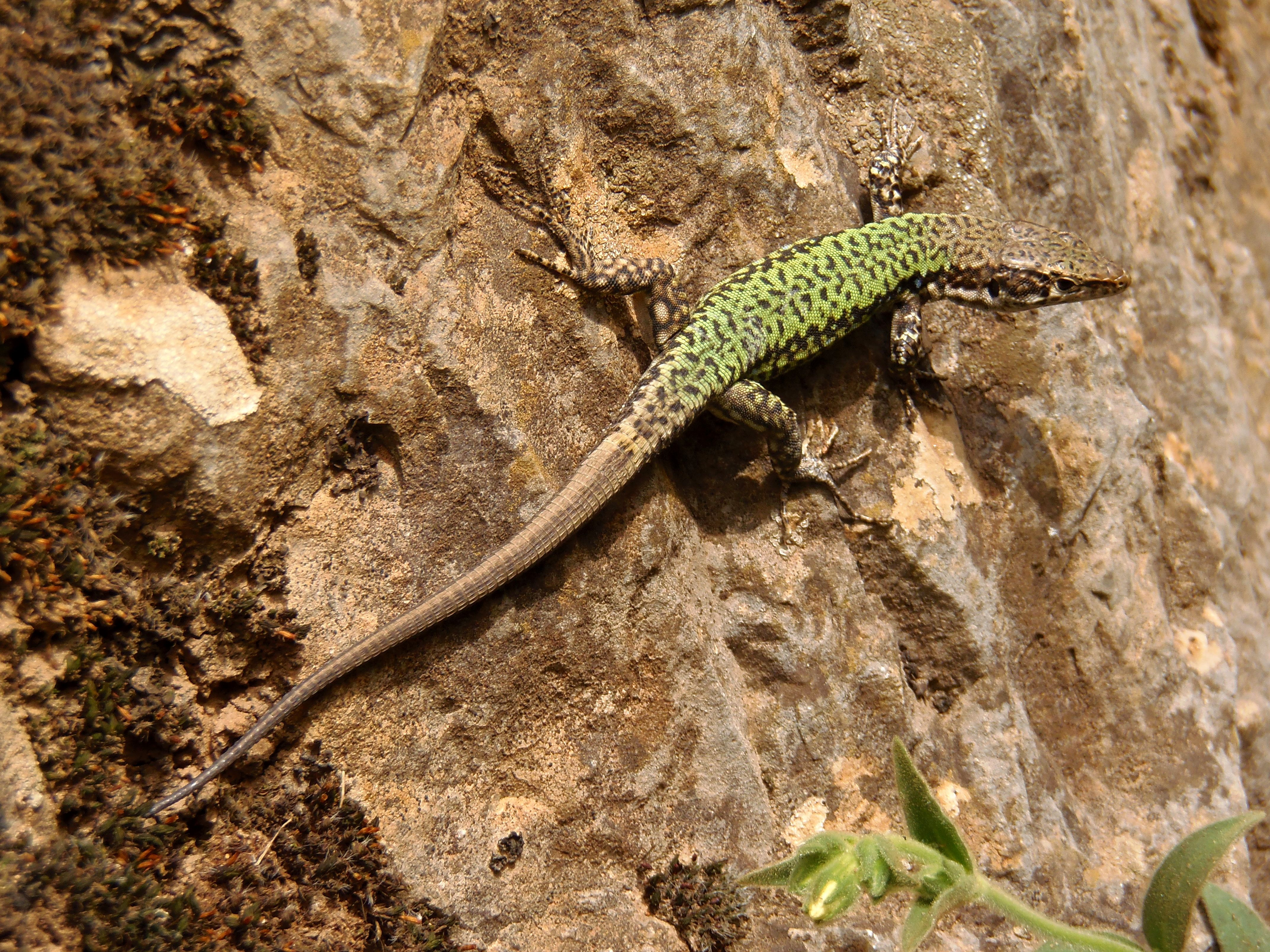
Darevskia lindholmi
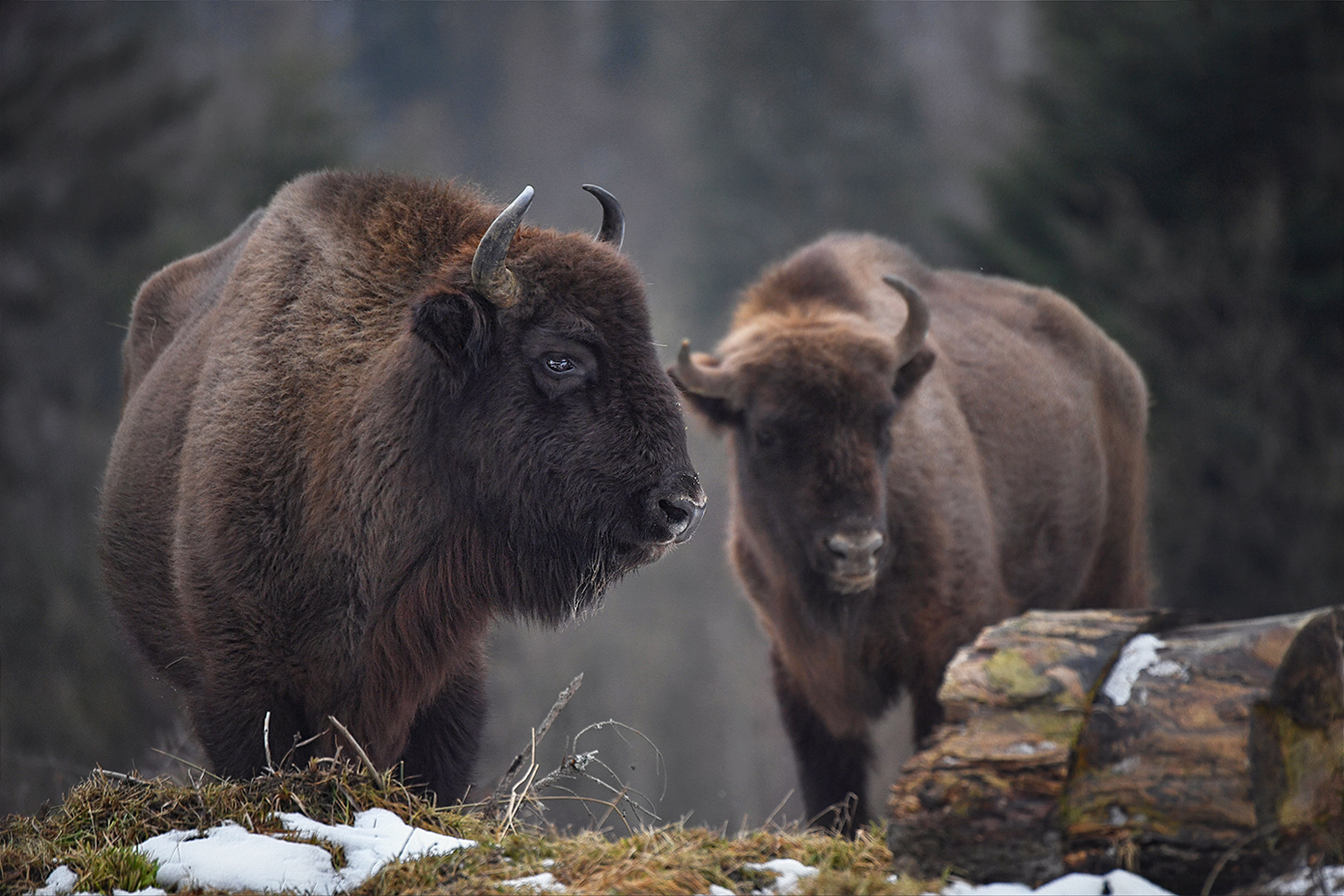
Bisón europeo en los cárpatos
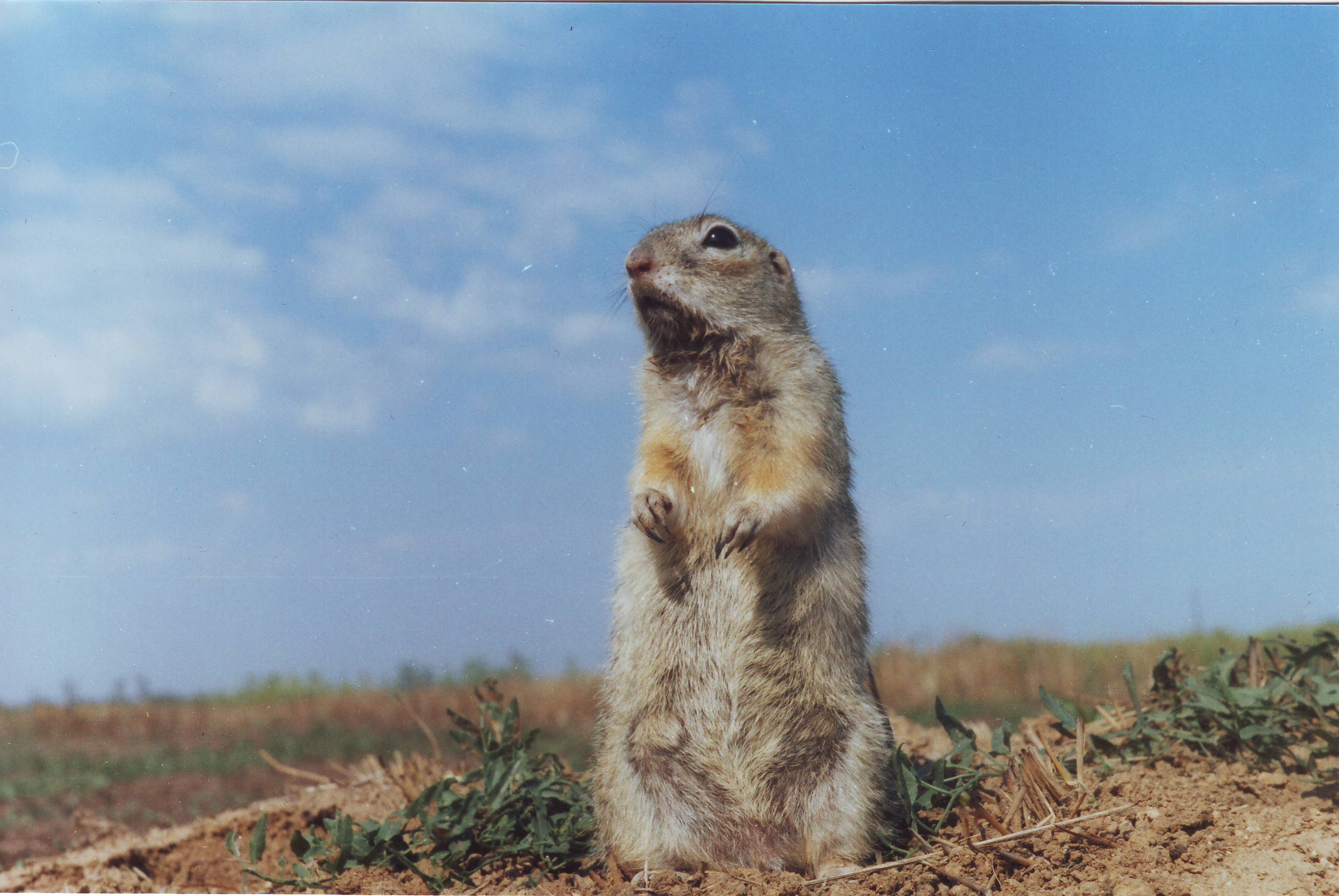
Ardilla terrestre moteada

### Clima
El clima de Ucrania es en su mayor parte continental templado, mientras que es más mediterráneo en ciudades como Odesa. El promedio de las temperaturas mensuales en invierno varían desde -8 °C hasta 2 °C, son frescos en el mar Negro y fríos en el interior. Los veranos varían desde el frescor a lo largo del mar Negro a frío más lejos tierra adentro. Las temperaturas medias anuales van de los 5.5 °C a 7 °C en el norte, a 11‑13 °C en el sur. En verano las temperaturas oscilan entre los 17 °C y 25 °C. El mes más caluroso del año es julio, cuando se llegan a alcanzar temperaturas de 33 °C y superiores. Los veranos son templados en la mayor parte del país, llegando a ser muy cálidos en el sur. En la zona cubierta por la estepa el verano puede ser incluso cálido y sometida a veces a tempestades de arena. La costa del mar Negro está sometida a heladas y ningún puerto ucraniano está permanentemente libre de hielo.
Las precipitaciones están distribuidas de manera desigual, siendo más altas en el oeste y en el norte, e inferiores en el este y sureste. En los Cárpatos superan los 1500 mm al año, mientras que en las tierras bajas del mar Negro, no alcanzan los 300 mm al año. En Ucrania occidental recibe alrededor de 1200 mm de precipitaciones anualmente, mientras que Crimea recibe alrededor de 400 mm.
| Parámetros climáticos promedio de Kiev                       | Parámetros climáticos promedio de Kiev | Parámetros climáticos promedio de Kiev | Parámetros climáticos promedio de Kiev | Parámetros climáticos promedio de Kiev | Parámetros climáticos promedio de Kiev | Parámetros climáticos promedio de Kiev | Parámetros climáticos promedio de Kiev | Parámetros climáticos promedio de Kiev | Parámetros climáticos promedio de Kiev | Parámetros climáticos promedio de Kiev | Parámetros climáticos promedio de Kiev | Parámetros climáticos promedio de Kiev | Parámetros climáticos promedio de Kiev |
| Mes                                                          | Ene.                                   | Feb.                                   | Mar.                                   | Abr.                                   | May.                                   | Jun.                                   | Jul.                                   | Ago.                                   | Sep.                                   | Oct.                                   | Nov.                                   | Dic.                                   | Anual                                  |
| ------------------------------------------------------------ | -------------------------------------- | -------------------------------------- | -------------------------------------- | -------------------------------------- | -------------------------------------- | -------------------------------------- | -------------------------------------- | -------------------------------------- | -------------------------------------- | -------------------------------------- | -------------------------------------- | -------------------------------------- | -------------------------------------- |
| Temp. máx. media (°C)                                        | -2.8                                   | -1.1                                   | 4.3                                    | 13.6                                   | 20.5                                   | 23.5                                   | 24.5                                   | 24.0                                   | 19.1                                   | 12.3                                   | 4.8                                    | 0.1                                    | 11.9                                   |
| Temp. mín. media (°C)                                        | -8.2                                   | -6.8                                   | -2.1                                   | 4.8                                    | 10.7                                   | 13.8                                   | 15.1                                   | 14.4                                   | 10.0                                   | 4.8                                    | 0.0                                    | -4.6                                   | 4.3                                    |
| Precipitación total (mm)                                     | 47.7                                   | 46.0                                   | 38.9                                   | 48.3                                   | 52.5                                   | 72.5                                   | 88.0                                   | 69.2                                   | 46.7                                   | 35.1                                   | 51.3                                   | 51.7                                   | 647.9                                  |
| Días de precipitaciones (≥ 1 mm)                             | 16.7                                   | 14.2                                   | 12.9                                   | 11.6                                   | 11.8                                   | 13.1                                   | 13.3                                   | 10.8                                   | 10.2                                   | 9.9                                    | 14.8                                   | 17.4                                   | 156.7                                  |
| Fuente: World Weather Information: «Kyiv» 8 de julio de 2010 |                                        |                                        |                                        |                                        |                                        |                                        |                                        |                                        |                                        |                                        |                                        |                                        |                                        |

## Economía
Durante su período soviético, la economía de la RSS de Ucrania fue la segunda más importante en la Unión Soviética, y fue un componente importante de la actividad industrial y agrícola en la economía planificada del país.
| Comercio exterior (2022) | Comercio exterior (2022) | Comercio exterior (2022) | Comercio exterior (2022) | Comercio exterior (2022) | Evolución del PIB | Índice de desarrollo humano |
| ------------------------ | ------------------------ | ------------------------ | ------------------------ | ------------------------ | ----------------- | --------------------------- |
| Exportaciones 47MM €     | Exportaciones 47MM €     |                          | Importaciones 53MM €     | Importaciones 53MM €     |                   |                             |
| Polonia                  | 14.2 %                   | Polonia                  | 17.1 %                   |                          |                   |                             |
| Rumania                  | 8.37 %                   | China                    | 12.4 %                   |                          |                   |                             |
| Turquía                  | 6.42 %                   | Alemania                 | 8.51 %                   |                          |                   |                             |
| China                    | 5.52 %                   | Turquía                  | 6.17 %                   |                          |                   |                             |
| Alemania                 | 5.15 %                   | Hungría                  | 3.92 %                   |                          |                   |                             |
| Resto                    | 60.34 %                  |                          | Resto                    | 51.9 %                   |                   |                             |

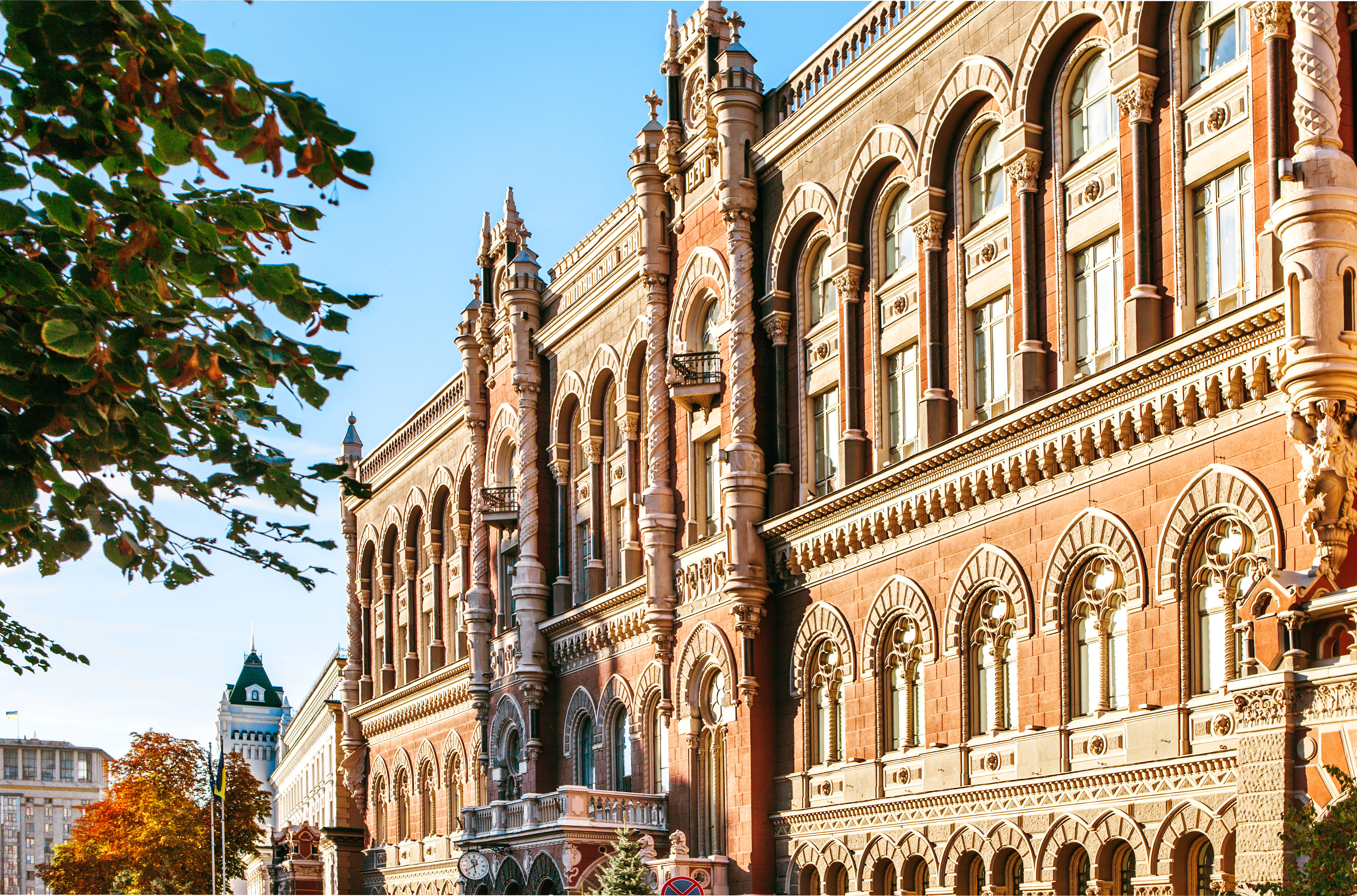
Banco Nacional de Ucrania

Con el colapso de la Unión Soviética, el país se trasladó de una economía planificada a una economía de mercado. El proceso de transición fue difícil para la mayoría de la población, que se sumió en la pobreza. La economía de Ucrania se contrajo gravemente en los años que siguieron a la disolución de la Unión Soviética. Un gran número de los habitantes de la zona rural sobrevivieron gracias al cultivo de sus propios alimentos, trabajando a menudo en dos o más puestos de trabajo y cubriendo las necesidades básicas a través de la economía de trueque.
En 1991, el gobierno liberalizó la mayoría de los precios para combatir la escasez generalizada de productos y logró superar el problema. Al mismo tiempo, el gobierno continuó con el subsidio de empresas paraestatales y de la agricultura por medio de la emisión monetaria. Las políticas monetarias de principios de la década de 1990 llevaron al país de la inflación a niveles de hiperinflación; de esta forma Ucrania obtuvo el récord mundial de inflación en un año natural (1993). Las personas que vivían de la renta fija fueron las más afectadas. Los precios se estabilizaron solo después de la introducción de la nueva moneda, la grivna (UAH), en 1996. El país también fue lento en la aplicación de reformas estructurales. Tras la independencia, el gobierno creó un marco jurídico para la privatización. Sin embargo, la resistencia generalizada a la reforma por parte del gobierno y de una parte significativa de la población pronto estancaron los esfuerzos para cambiar el modelo económico. Un gran número de las empresas estatales estuvieron exentas del proceso de privatización. Mientras tanto, en 1999, el PIB cayó a menos del 40 % del nivel de 1991, aunque a finales de 2006 se recuperó ligeramente por encima del 100 %. A principios de la década de 2000, la economía mostró un fuerte crecimiento en las exportaciones del 5 al 10 % anual, con un crecimiento anual de más del 10 % de la producción industrial. Ucrania fue afectada por la crisis económica de 2008-2009, y en noviembre de 2008 el Fondo Monetario Internacional (FMI) aprobó un préstamo de 16 500 millones de dólares para el país.
En 2008, la CIA calculó el PIB (paridad de poder adquisitivo o |PPA) de Ucrania en 336 851 millones de dólares, el 34° PIB más alto en el mundo. En 2008, su PIB per cápita ascendía a 7800 USD (en términos del PPA), el 83° más alto del mundo, mientras su PIB nominal se calculó en 180 mil millones de dólares, el 46° más alto. En julio de 2013, el salario nominal promedio en Ucrania alcanzó las 3429 UAH mensuales. A pesar de ser inferior al de sus países vecinos de Europa central, el aumento de los ingresos salariales en 2008 fue de 36.8 %. Según el Programa de las Naciones Unidas para el Desarrollo (PNUD), en 2003 el 4.9 % de la población ucraniana vivía con menos de dos dólares al día y el 19.5 % de la población vivía por debajo de la línea de pobreza nacional.
Aún a finales de la década de 2010, Ucrania no se había recuperado de la depresión económica de 2008-2009, provocada por los conflictos armados de la guerra del Donbás y el alto nivel de corrupción.[cita requerida]
El Banco Mundial clasifica a Ucrania como un estado de medianos ingresos. Sus principales problemas incluyen la infraestructura y los transportes subdesarrollados, la corrupción y la burocracia. En 2007, la bolsa ucraniana de valores registró el segundo mayor crecimiento en el mundo, con un aumento del 130 %. Según la CIA, en 2006 la capitalización de mercado de la bolsa de Ucrania fue de 1118 millones de dólares. Entre los sectores de la economía ucraniana aún en crecimiento se encuentra el mercado de tecnologías de información y comunicación, que en 2007 encabezó al resto de los mercados de los países de Europa central y oriental, con un índice de alrededor del 40 % de crecimiento.
La economía de Ucrania superó parcialmente la fuerte crisis causada por la guerra del Donbás, durante esta época el valor de la grivna se devaluó enormemente, y a consecuencia de esto los bienes y servicios fueron menos accesibles para la población. En el 2016, por primera vez desde 2010, la economía creció más del 2 %, según el informe del Banco Mundial, el crecimiento se proyecta en un 2 % en 2017 y un 3.5 % en 2018.
Según el Índice mundial de innovación, a cargo de la Organización Mundial de la Propiedad Intelectual, en 2024, Ucrania se ubicó en lugar 60 en innovación entre 133 países del mundo;mientras que en 2023, ocupó el lugar 55 y el lugar 57 en 2022.

### Calidad de vida
En 2019, Ucrania se encontraba en el puesto 77.º del Índice de Desarrollo Humano, con un índice de 0.779.
Según un informe estadístico del Comité Estatal de Estadística de Ucrania, la población gasta alrededor del 45 % de sus salarios en alimentación y ropa, y pueden ahorrar tan solo una décima parte de sus ingresos para gastarlos en un futuro. Muchos ucranianos se ven obligados a emigrar a otro país temporal o permanentemente, y esta es la única vía para prosperar, lo que se refleja en la crisis demográfica que atraviesa el país. Las pensiones son un importante problema, principalmente para los jubilados que no cuentan con el apoyo económico de sus familiares. La pensión mínima en Ucrania es de 86.3 € (2021). El problema más grave para la economía es la corrupción, presente en todas la esferas de la vida cotidiana y principalmente en la política. Ucrania es el segundo país más corrupto de Europa.

### Industria

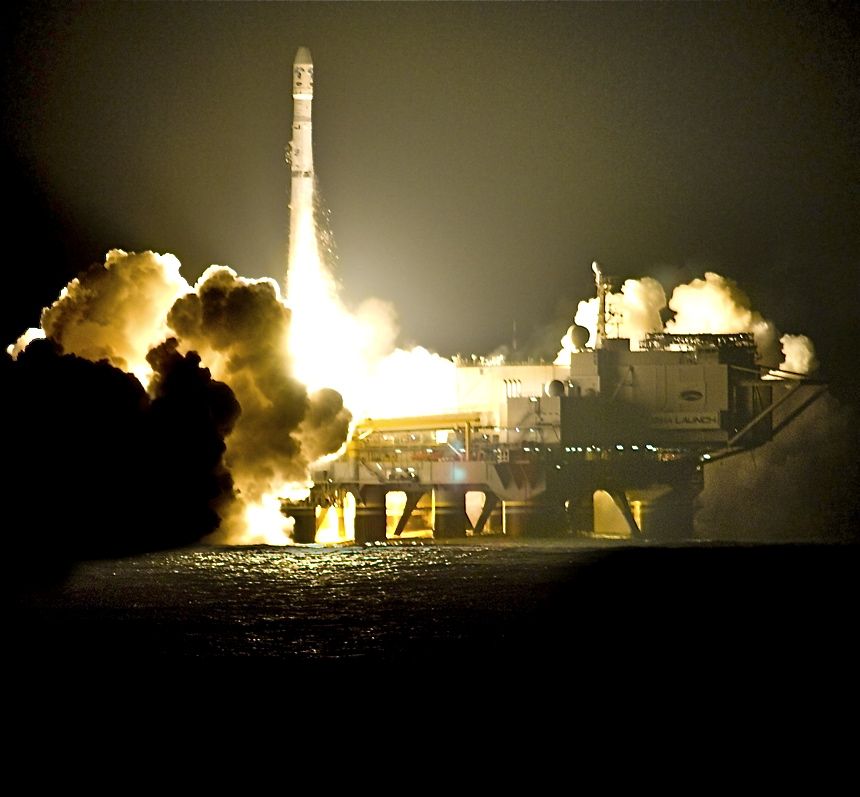
Lanzamiento del cohete Zenit-3SL

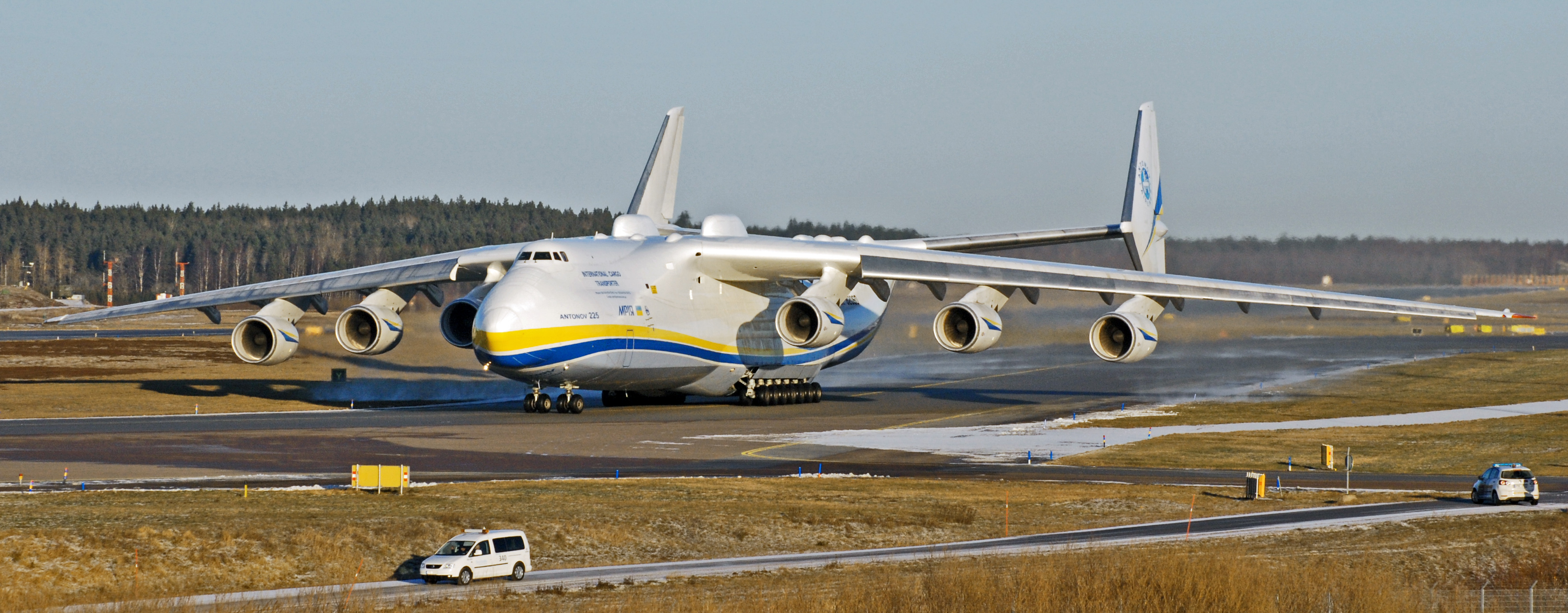
Antónov An-225, el avión más grande del mundo, diseñado y fabricado en Ucrania.

La industria de Ucrania produce casi todo tipo de vehículos de transporte y naves espaciales. Los aviones Antónov y los camiones de KPa3 se exportan a muchos países, aunque se trata de un sector en dificultades, pues desde 2015 Antónov no ha efectuado operaciones de venta al exterior. La mayoría de las exportaciones ucranianas se comercializan con la Unión Europea y la CEI. Desde la independencia, Ucrania ha mantenido su propia agencia espacial, la Agencia Espacial Estatal de Ucrania (AEEU), por lo que se convirtió en un participante activo en la exploración científica del espacio exterior y en misiones de detección remotas. Entre 1991 y 2007, Ucrania ha lanzado seis satélites propios y 101 vehículos de lanzamiento y continúa diseñando su propia nave espacial. Hasta el día de hoy, Ucrania es reconocido como líder mundial en la producción de misiles y tecnología relacionada con misiles.

### Comercio exterior
El país importa gran parte de los suministros de energía, especialmente petróleo y gas natural, por lo que en gran medida depende de Rusia como su proveedor de energía. Si bien el 25 % del gas natural en Ucrania procede de fuentes internas, cerca del 35 % proviene de Rusia y el restante 40 % de Asia Central, a través de rutas de tránsito que Rusia controla. Al mismo tiempo, el 85 % del gas ruso se entrega a Europa occidental a través de Ucrania.

### Turismo
En 2007, Ucrania ocupó el octavo puesto de turistas en Europa según la Organización Mundial del Turismo. Ucrania tiene numerosos atractivos turísticos como pueden ser el esquí, las reservas naturales, las costas del mar Negro y sus características catedrales e iglesias. Las ciudades más visitadas en Ucrania son Kiev, Leópolis y Odesa. El turismo fue una importante fuente de ingresos para Crimea pero tras su invasión por parte de la Federación Rusa en 2014 el número de turistas en esta región ha descendido considerablemente.

## Demografía

Evolución demográfica ucraniana desde el año 1950 hasta 2024. En la imagen se puede apreciar la primera caída con la disolución de la URSS en 1991 seguido de la Revolución naranja en 2004 y el Euromaidán, la crisis de Crimea y la guerra de Donbáss en 2014

De acuerdo con el censo ucraniano de 2001, los ucranianos étnicos conforman el 77.8 % de la población. Otros grupos étnicos importantes son los rusos (17.3 %), los bielorrusos (0.6 %), los moldavos (0.5 %), los tártaros de Crimea (0.5 %) y el resto de etnias en Ucrania que representan en conjunto el 0.4 % de la población. Las regiones industriales en el este y sureste se encuentran más densamente pobladas y cerca del 67.2 % de la población vive en zonas urbanas.
Se considera que Ucrania se encuentra en una crisis demográfica debido a su alta tasa de mortalidad y una baja tasa de natalidad. La actual tasa de natalidad de Ucrania es de 10.8 nacimientos por cada mil habitantes; la tasa de mortalidad es de 15.2 muertes por cada mil habitantes. Un factor que contribuye a tales números es una alta tasa de mortalidad entre la población masculina en edad de trabajar, debido a causas prevenibles como la intoxicación con alcohol y el tabaquismo. En 2007, Ucrania tenía la cuarta tasa de disminución demográfica más rápida en el mundo.
Para ayudar a mitigar estas tendencias, el gobierno sigue aumentando los pagos de asistencia infantil. De esta forma, proporciona un único pago de 12 250 UAH por el primer hijo, 25 000 UAH por el segundo y 50 000 UAH por el tercer y cuarto, además de pagos mensuales de 154 UAH por niño. La tendencia demográfica muestra signos de mejora, ya que la tasa de natalidad ha estado creciendo constantemente desde 2001. El crecimiento neto de la población en los primeros nueve meses de 2007 se registró en cinco provincias del país (de 24), y la contracción de la población mostraba signos de estabilización a nivel nacional. En 2007, las tasas de natalidad más altas se encontraban en las óblasts occidentales.
Una migración importante tuvo lugar en los primeros años de la vida independiente de Ucrania. Entre 1991 y 1992, más de un millón de personas se mudaron a Ucrania, en su mayor parte desde otras antiguas repúblicas soviéticas. En total, entre 1991 y 2004, 2.2 millones de personas emigraron a Ucrania (entre ellos, dos millones provenían de las demás ex repúblicas de la Unión Soviética) y 2.5 millones emigraron de Ucrania, entre ellos, 1.9 millones que viajaron a otras antiguas repúblicas soviéticas). Actualmente, se estima que los inmigrantes constituyen el 14.7 % de la población total, es decir, 6.9 millones de personas; este es el cuarto porcentaje de población inmigrante más grande en el mundo. En 2006, se encontraron cerca de 1.2 millones de canadienses con ascendencia ucraniana, dando a Canadá la tercera población ucraniana más grande del mundo, detrás de la misma Ucrania y de Rusia.

### Idiomas
El idioma oficial de Ucrania es el ucraniano, aunque en las zonas orientales y meridionales del país se habla ampliamente el súrzhyk y el ruso. Según The Ethnologue, en 2016, de los 42 500 000 habitantes de Ucrania el idioma ucraniano era conocido por 30 800 000 personas, es decir, el 72.5 % de la población, mientras que el porcentaje de uso era del 67.5 %.Durante gran parte de la era soviética, el porcentaje de hablantes del ucraniano disminuyó[cita requerida] y para mediados de la década de 1980, el uso de la lengua ucraniana en la vida pública había disminuido significativamente. Tras la independencia, el gobierno de Ucrania comenzó una política de ucranianización, para aumentar el uso del ucraniano, a la vez que disminuía la utilización del ruso, siendo prohibido o censurado en los medios de comunicación y en las películas cinematográficas. Esto significaba que los programas en ruso necesitaban un doblaje al ucraniano o subtítulos, excluyendo a las filmaciones realizadas en la era soviética.
Además del ruso, tradicionalmente se han hablado a nivel regional, el tártaro en Crimea, el húngaro en el extremo suroccidental, el rumano-moldavo en la frontera con Moldavia, el búlgaro junto a Bulgaria, y en menor medida, existen comunidades que hablan polaco, albanés y gagauz. Casi todas estas lenguas fueron relegadas del uso oficial por la nueva ley de 2019 sobre el uso oficial del ucraniano, que sólo da cierta protección al tártaro de Crimea y excluye a las otras.
Según la constitución de la República Autónoma de Crimea, el ucraniano era idioma oficial. Sin embargo, la constitución de la república reconoce específicamente el ruso como oficial, que además es hablado por la mayoría de la de Crimea. Asimismo, se garantiza que el tártaro de Crimea (idioma hablado por el 12 % de población de Crimea) tendrá protección especial del Estado, así como los «idiomas de otras etnias». En la vida cotidiana, la mayoría de los tártaros y ucranianos de Crimea utilizan el ruso para comunicarse.

Idiomas en Ucrania (2001)
Habitantes por óblast que reconoce el ucraniano como su lengua materna
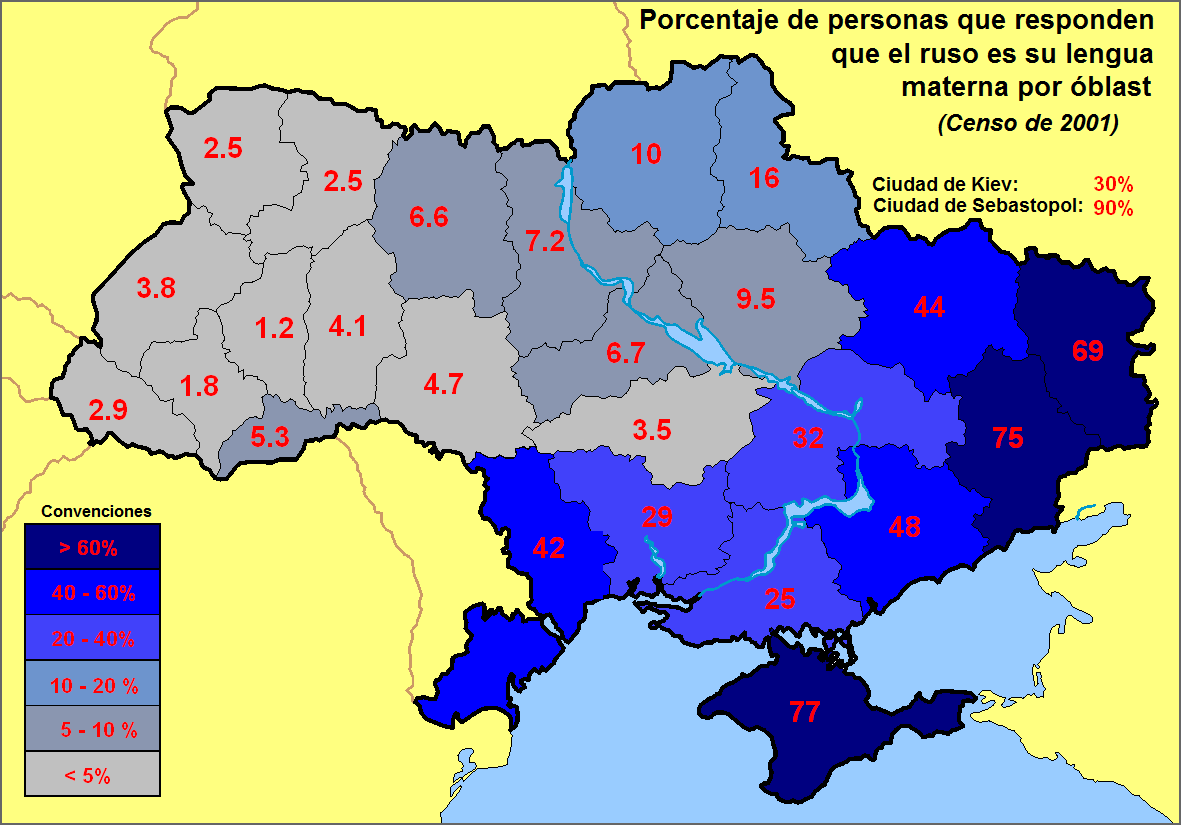
Habitantes por óblast que reconocen el ruso como su lengua materna
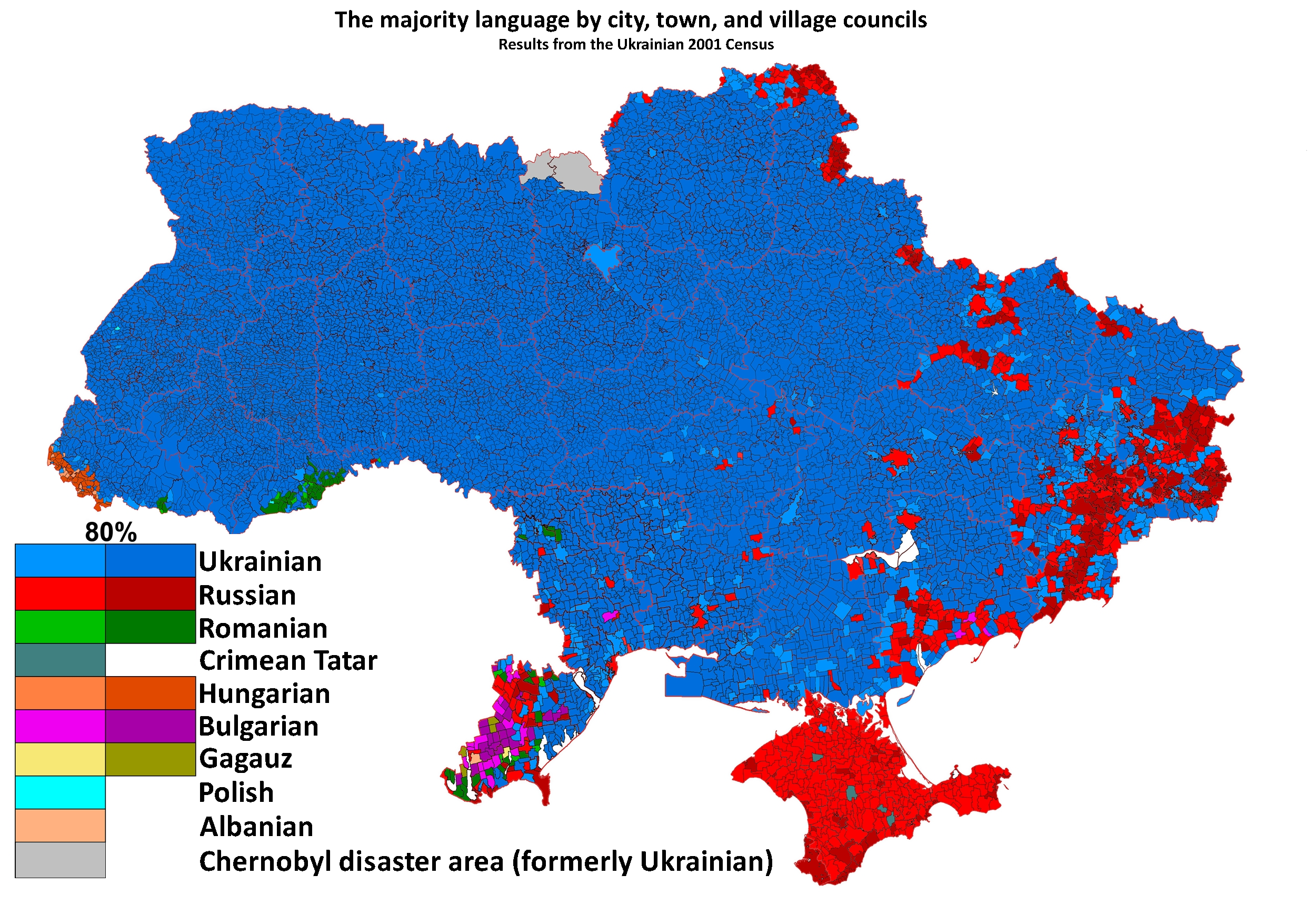
Lengua materna más común en zonas rurales
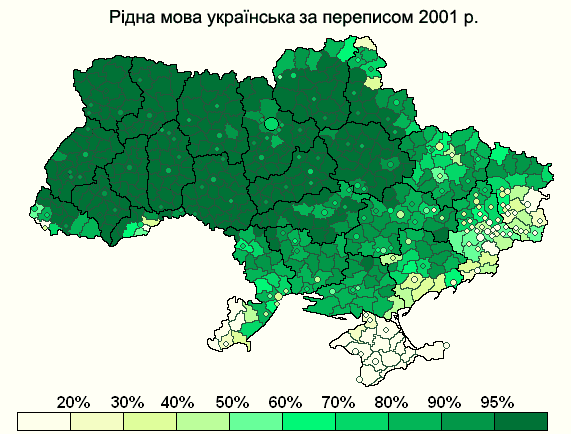
Habitantes de zonas urbanas que reconocen el ucraniano como su lengua materna

Presencia histórica del idioma ucraniano
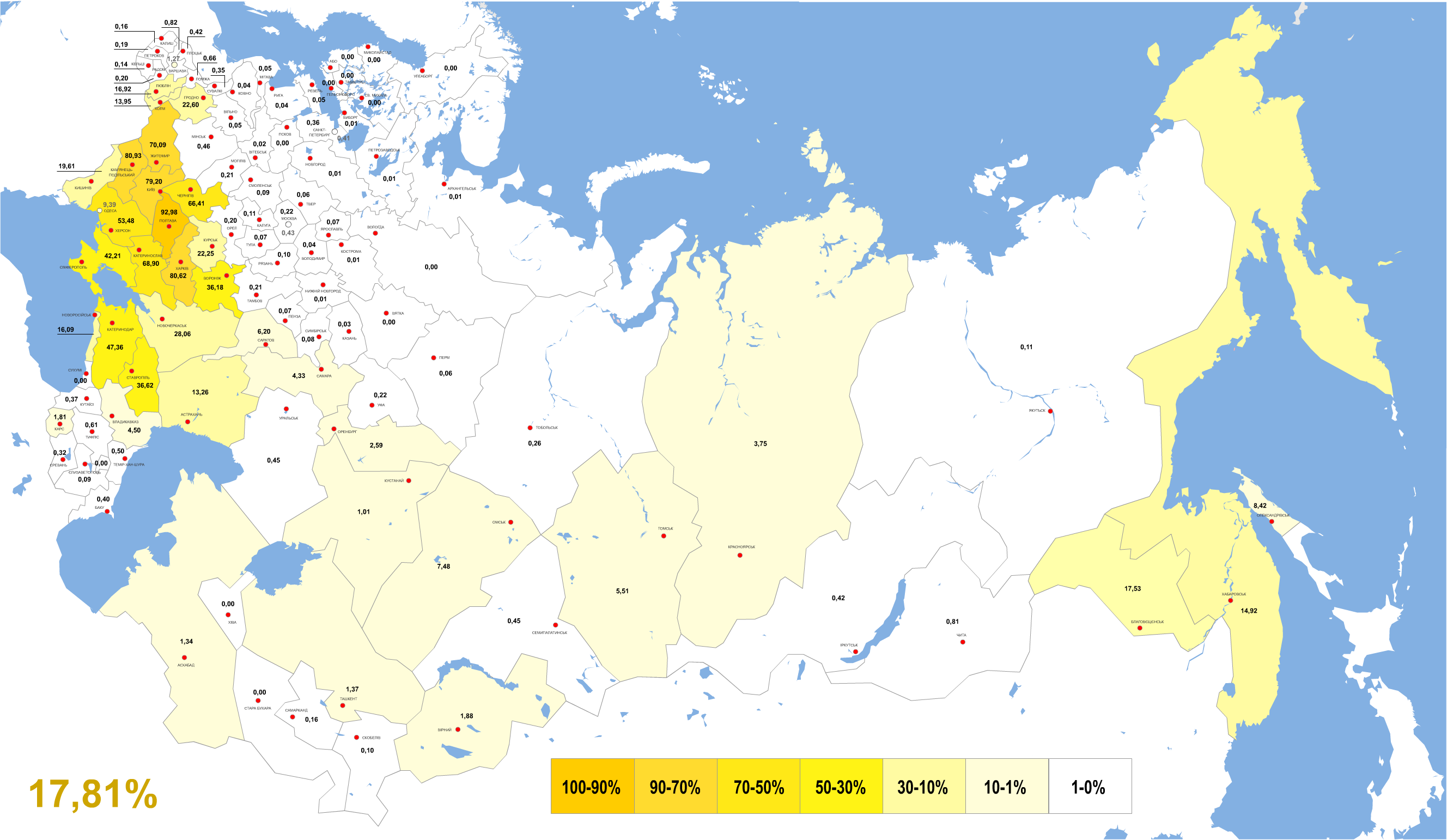
Imperio ruso: 1897
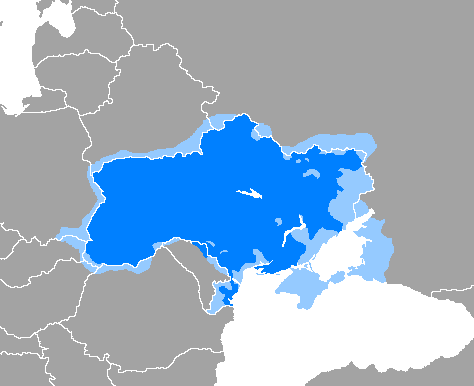
Actualidad

### Ciudades principales
Nota: Se han omitido las ciudades sobre las que el gobierno de Ucrania perdió control tras la anexión de Crimea y la guerra del Dombás (p.e. Donetsk, Lugansk o Simferopol). La población data de la última estimación antes del comienzo de la invasión a gran escala de Rusia el 24 de febrero de 2022, se estima que la población ha decrecido en cuestión de millones.

### Regiones históricas y etnoculturales
En la antigüedad, el territorio de Ucrania se encontraba bajo el dominio de diversos reinos y principados, los cuales dieron origen a una posterior división del país en varias regiones, las cuales no tienen validez administrativa, pero tienen importancia en la identidad de sus habitantes y son utilizadas por historiadores y etnógrafos.
|  | Ucrania Libre • Слобожанщина |  | Galicia • Галичина             |
|  | Síverschina • Сіверщина      |  | Hutsúlshchina • Гуцульщина     |
|  | Zaporiyia • Запоріжжя        |  | Poltávschyna • Полтавщина      |
|  | Dónschina • Донщина          |  | Cherníhivschyna • Чернігівщина |
|  | Volinia • Волинь             |  | Polesia • Полісся              |
|  | Transcarpacia • Закарпаття   |  | Lémkovina • Лемковина          |
|  | Bucovina • Буковина          |  | Boikivshchina • Бойківщина     |
|  | Podolia • Поділля            |  | Pocutia • Покуття              |
|  | Besarabia • Бессарабія       |  | Kýivschyna • Київщина          |

### Religión
| Religión en Ucrania  | Religión en Ucrania  | Religión en Ucrania | Religión en Ucrania | Religión en Ucrania |
| -------------------- | -------------------- | ------------------- | ------------------- | ------------------- |
| Religión             | Religión             |                     | Porcentajes         | Porcentajes         |
| Patriarcado de Kiev  | Patriarcado de Kiev  |                     | 42.1 %              | 42.1 %              |
| Patriarcado de Moscú | Patriarcado de Moscú |                     | 29 %                | 29 %                |
| Greco-católica       | Greco-católica       |                     | 14.1 %              | 14.1 %              |
| Protestantismo       | Protestantismo       |                     | 2.4 %               | 2.4 %               |
| Catolicismo latino   | Catolicismo latino   |                     | 2.2 %               | 2.2 %               |
| Otras                | Otras                |                     | 10.2 %              | 10.2 %              |

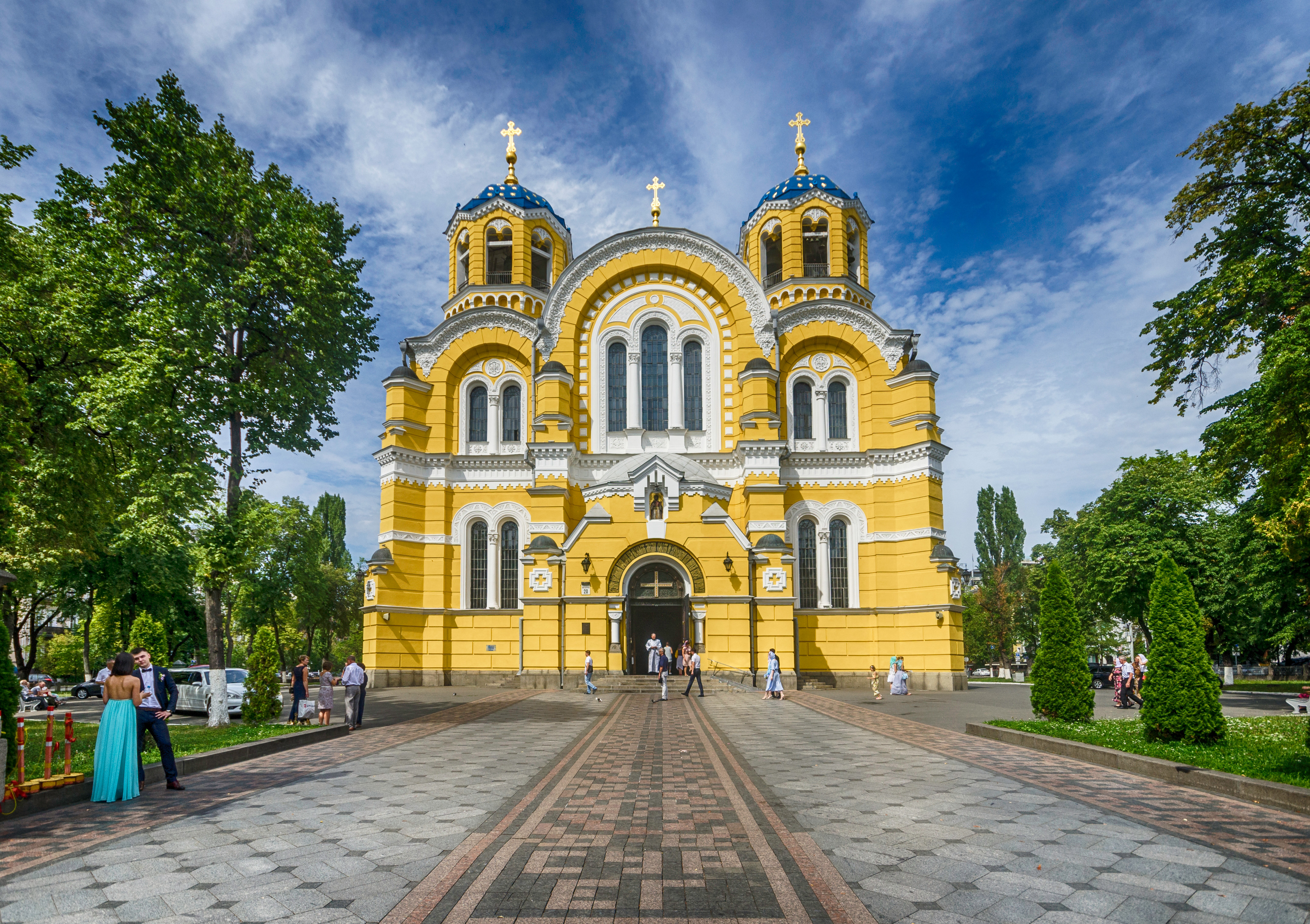
Catedral de San Vladímir

La religión dominante en Ucrania es el cristianismo ortodoxo oriental, el cual se divide entre los dos órganos principales de la iglesia: la Iglesia ortodoxa de Ucrania y la Iglesia ortodoxa ucraniana (iglesia autónoma bajo el Patriarcado de Moscú).
Por su número de seguidores, al cristianismo ortodoxo le sigue la Iglesia greco-católica ucraniana, cuyas prácticas y tradiciones litúrgicas y espirituales son similares a las del cristianismo ortodoxo, pero se encuentra en comunión con la Santa Sede de la Iglesia católica y reconoce la primacía del papa como jefe de la Iglesia. Además, existen 863 comunidades católicas de rito latino y 474 clérigos al servicio de más de un millón de católicos en Ucrania. Este último grupo conforma cerca del 2.19 % de la población y está principalmente formado por polacos y húngaros que viven en las regiones occidentales del país.
Los cristianos protestantes conforman el 2.19 % de la población. El número de protestantes ha crecido considerablemente desde la independencia de Ucrania. El grupo protestante más grande es la Unión Evangélica Bautista de Ucrania, con más de 150 000 miembros y unos 3000 clérigos. La segunda iglesia protestante más grande del país es la Iglesia de la Fe Evangélica de Ucrania (Pentecostales) con 110 000 miembros y más de 1500 iglesias locales con 2000 religiosos, aunque también existen otros grupos pentecostales, que juntos suman más de 300 000 seguidores y más de 3000 iglesias locales. También hay muchas escuelas de educación superior pentecostales, como el Seminario Teológico de Leópolis y el Instituto Bíblico de Kiev. Otros grupos protestantes incluyen a los calvinistas, luteranos, metodistas, testigos de Jehová, mormones y adventistas del Séptimo Día.
Se estima que hay 500 000 musulmanes en Ucrania, cerca de 300 000 de ellos son tártaros de Crimea. Hay 487 comunidades musulmanas registradas, 368 de ellas en la península de Crimea. Además, cerca de 50 000 musulmanes viven en Kiev, en su mayoría nacidos en el extranjero. La comunidad judía es una pequeña fracción de lo que era antes de la Segunda Guerra Mundial. Las ciudades con la mayor población de judíos en 1926 eran Odesa, con 154 000 o 36.5 % del total de su población; y Kiev, con 140 500 o 27.3 % de su población. El censo de 2001 indica que hay 103 600 judíos en Ucrania, aunque los dirigentes de la comunidad judía alegaron que esa cifra podría llegar a más de 300 000 personas. No hay estadísticas sobre cuál de las corrientes del judaísmo cuenta con más seguidores, aunque se cree que el judaísmo ortodoxo tiene mayor presencia en el país. También existen otras corrientes del judaísmo más pequeñas como el judaísmo reformista y el judaísmo conservador.
El 15 de diciembre de 2018, en la catedral de Santa Sofía de Kiev se celebró el Sínodo Extraordinario de Unificación de las tres iglesias ortodoxas ucranianas siendo elegido como Metropolita de Kiev y toda Ucrania el arzobispo de Pereiáslav y Bila Tserkva Yepifany (Dumenko). El Patriarcado Ecuménico de Constantinopla, en un comunicado, mostró su satisfacción por la finalización del proceso de la concesión de autocefalía a la Iglesia ortodoxa de Ucrania e invitó al Metropolita Yepifany a Fanar para la entrega del Tomos de autocefalía el 6 de enero de 2019.

### Educación

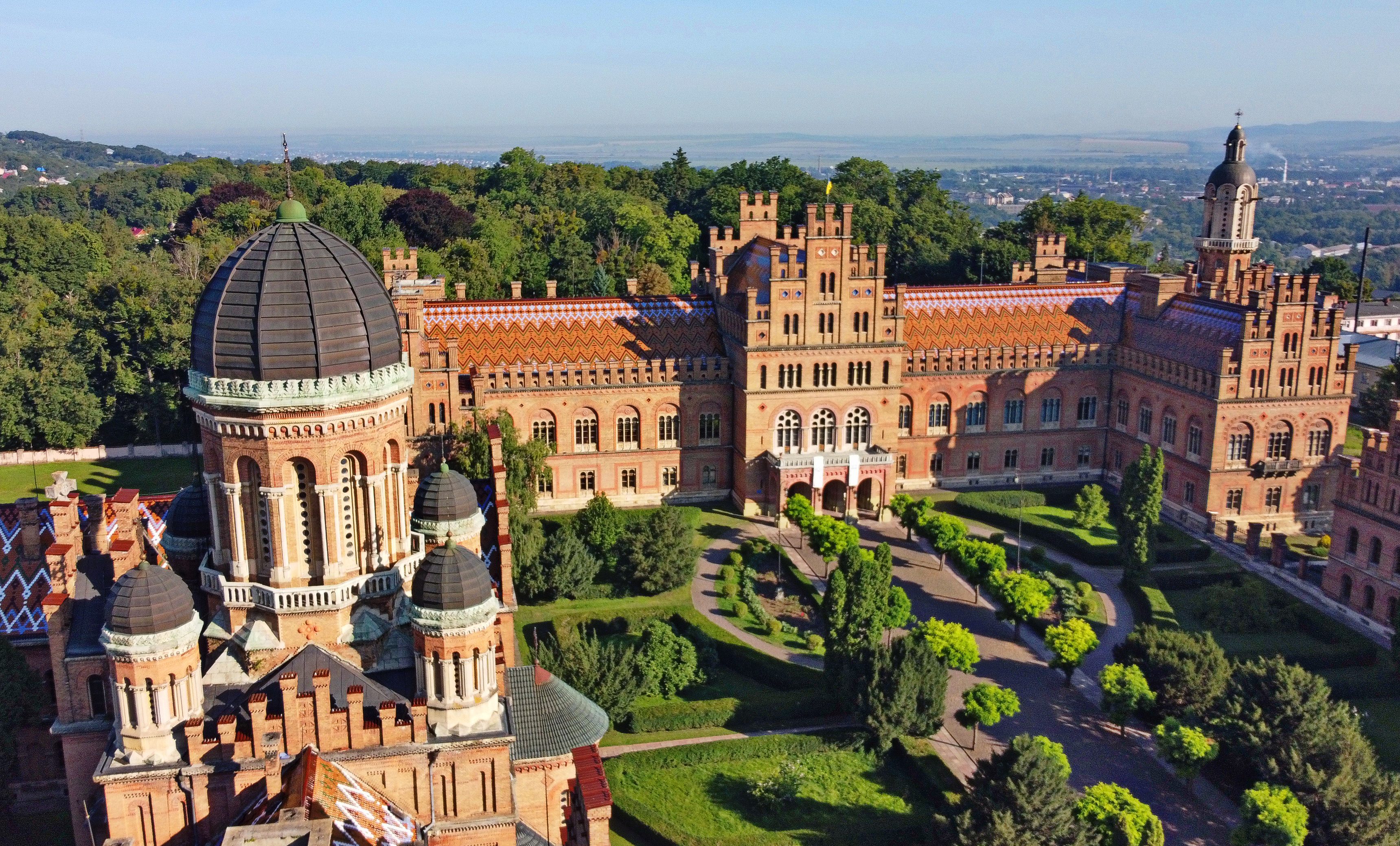
Universidad de Chernivtsí

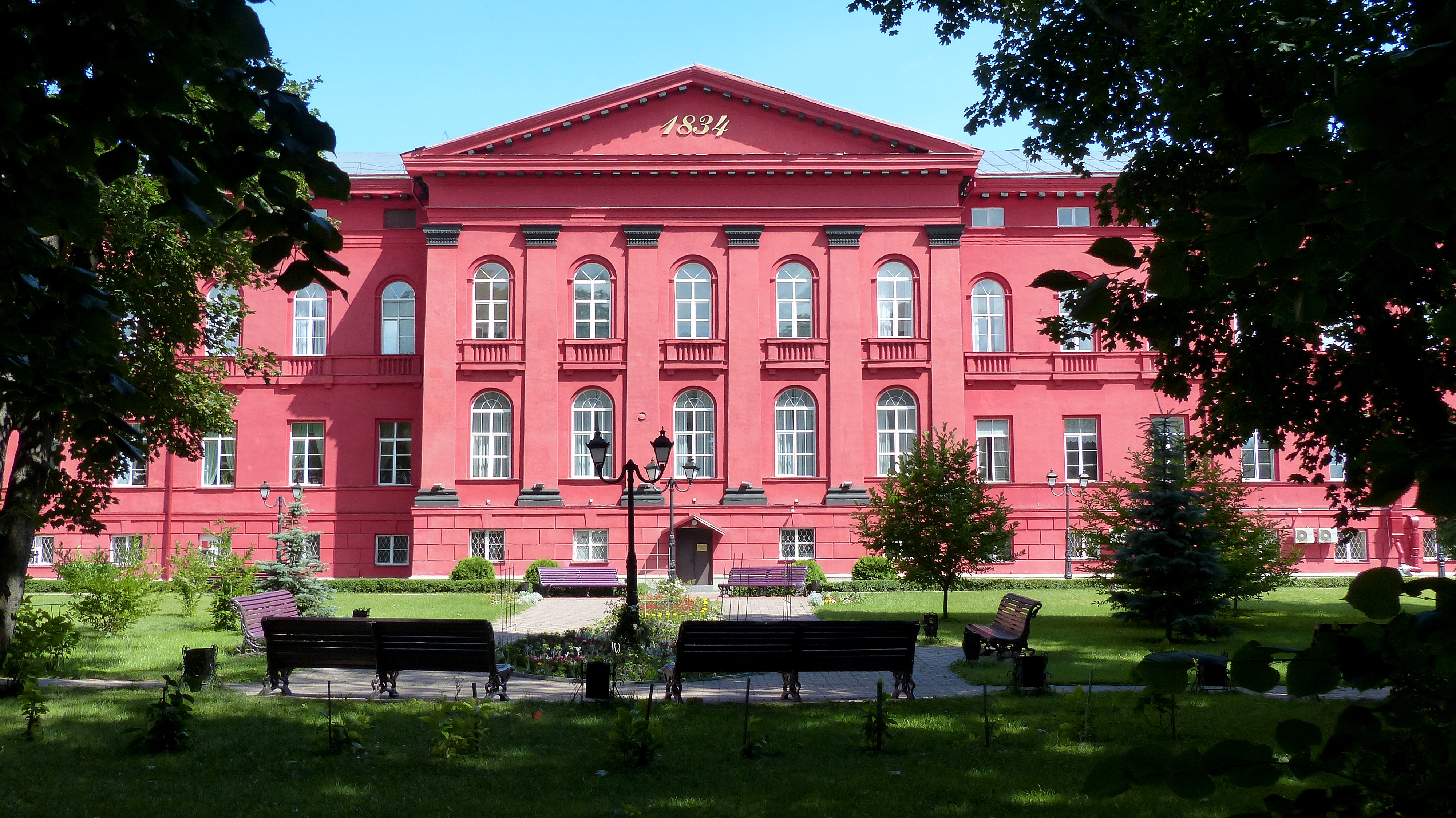
Universidad de Kiev

El modelo de educación en Ucrania es la educación pública obligatoria. La enseñanza finaliza con la escuela secundaria, obligatoria en las escuelas del estado, las cuales constituyen casi la totalidad. La educación superior en centros de enseñanza comunitarios y estatales es gratuita solo para los mejores estudiantes. Existe un pequeño número de instituciones privadas acreditadas de educación secundaria y superior.
La tasa de alfabetización se estima en un 99.4 % debido al énfasis de la Unión Soviética y ahora Ucrania en la escolarización total de la población. En 2005, el programa escolar de once años fue reemplazado por uno de doce años: la educación primaria dura cuatro años (comenzando a los seis años de edad), la educación media (secundaria), cinco años, y la educación secundaria superior, tres años. En el 12° grado, los estudiantes realizan exámenes del gobierno, también llamados «exámenes de escolaridad». Más tarde, los resultados de estas pruebas se utilizan para la admisión a la Universidad.

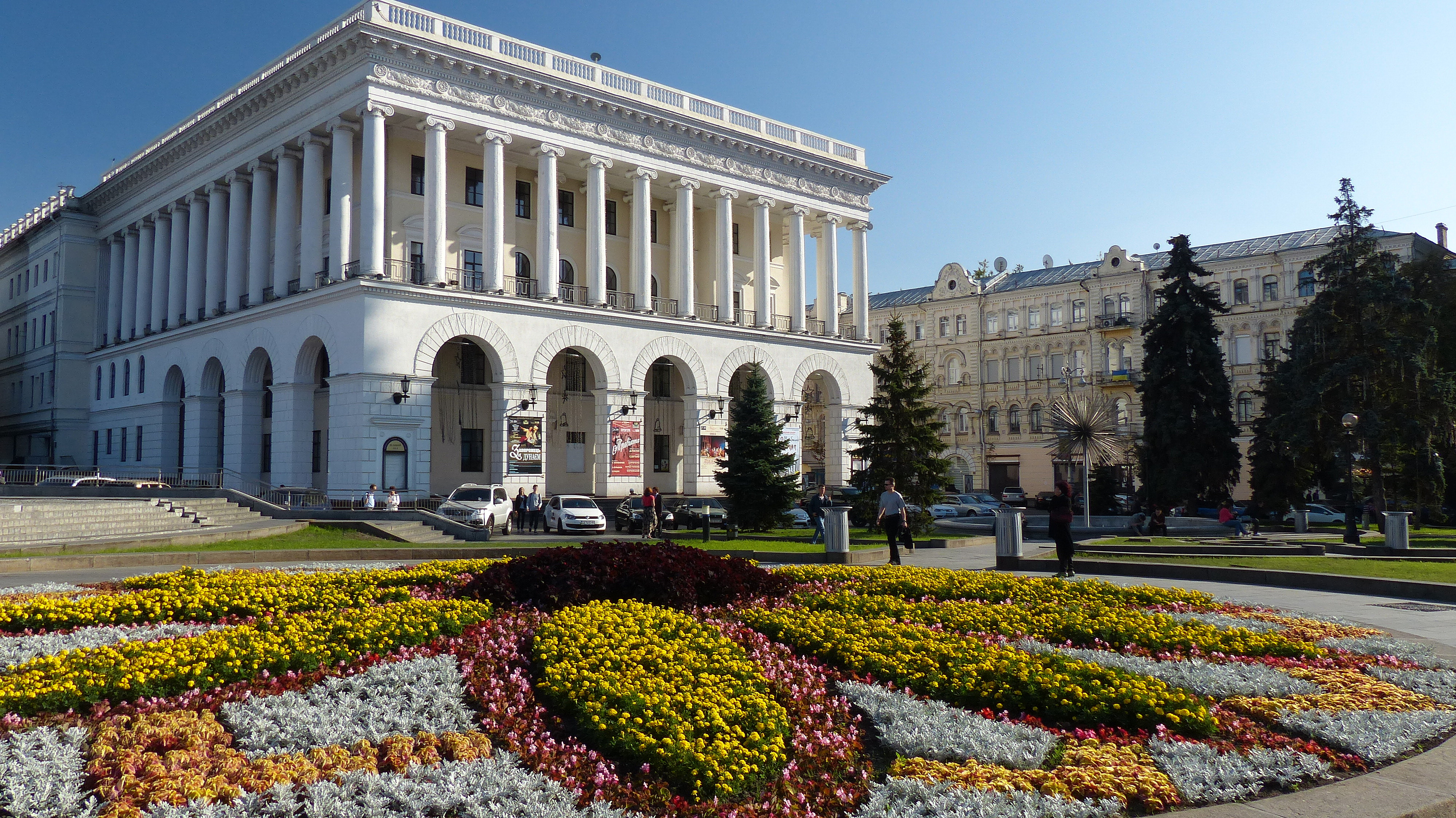
Conservatorio de Kiev

El sistema de educación superior consta de establecimientos de enseñanza superior, centros científicos y metodológicos bajo la administración de los gobiernos federales, municipales, así como escuelas autónomas. La organización de la educación superior en Ucrania está creada conforme la estructura del sistema educativo de los países más desarrollados y de acuerdo al sistema de la UNESCO y la ONU.
Las primeras instituciones de educación superior surgieron en Ucrania durante finales del siglo XVI y principios del siglo XVII. La primera institución de educación superior en Ucrania fue la escuela Ostrozka. Se fundó en el año 1576 en la ciudad de Ostrog, la escuela fue la primera institución de educación superior de los territorios eslavos. La universidad más antigua fue la Academia Kiev Mohyla fundada en el año 1632 y reconocida oficialmente por el imperio Ruso en 1694 como institución de educación superior. Por detrás de esta en cuanto a antigüedad se encuentra la Universidad de Leópolis fundada en 1661. Diversas instituciones surgieron a lo largo del siglo XIX como las universidades de Járkov en 1805, Kiev en 1834, Odesa en 1865 y Chernivtsí en 1875.
Durante la época de la URSS la educación tuvo un gran crecimiento. En el año 1988 el número de instituciones de educación superior ascendía a 146 con más de 850 000 estudiantes. En la actualidad Ucrania cuenta con más de 800 instituciones de grado superior en las cuales en 2010, 654 700 alumnos se graduaron.

### Sanidad

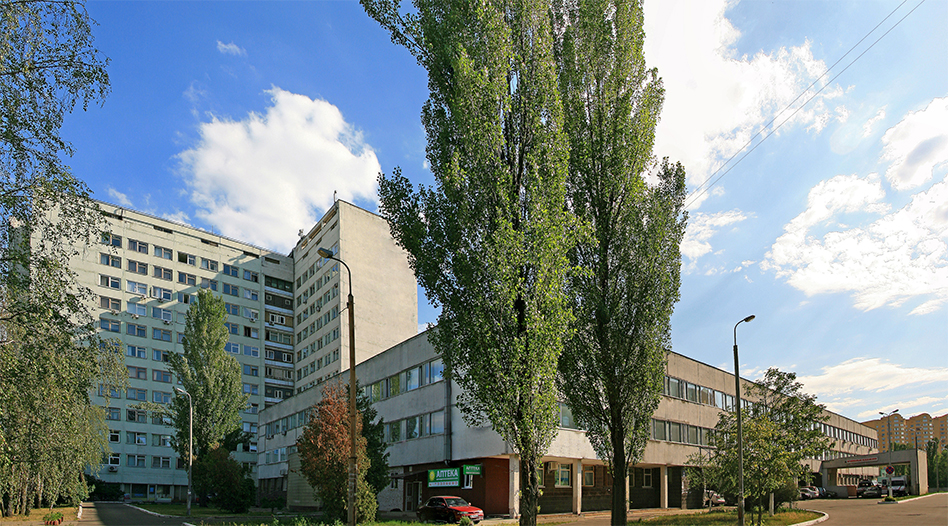
Hospital de Emergencias de Kiev

La Cruz Roja de Ucrania se estableció en Kiev la primavera de 1918 como una sociedad humanitaria independiente de la República Popular Ucraniana; ayudó a los refugiados y prisioneros de guerra, se encargó de cuidar a las personas discapacitadas y los niños huérfanos, entre otras tareas. En la actualidad, la organización cuenta con más de 6.3 millones de miembros.
El sistema de salud público está subsidiado por el estado y es gratuito para todos los ciudadanos ucranianos y residentes registrados. El sector público está apoyado por el sector privado, ya que los médicos de centros privados tienen la obligación de asistir a los establecimientos de salud pública de manera regular.
Todos los proveedores de servicios médicos del país están subordinados al Ministerio de Salud, que proporciona supervisión y control, además de ser responsable de la administración diaria del sistema de atención médica.
Los hospitales en Ucrania están organizados en la misma línea que la mayoría de las naciones europeas, de acuerdo con la estructura administrativa regional; como resultado, la mayoría de las ciudades tienen su propio hospital y muchas también disponen de hospitales del distrito. Los complejos médicos más grandes y especializados tienden a encontrarse solo en las grandes ciudades, con algunas unidades aún más especializadas ubicadas solo en la capital, Kiev. Sin embargo, todos los organismos tienen su propia red de hospitales generales que pueden hacer frente a casi todos los problemas médicos, tales hospitales se llaman 'hospitales regionales'.
Un factor que contribuye a la alta tasa de mortalidad es por causas prevenibles, como la intoxicación por alcohol y fumar. Además, la obesidad, la presión arterial alta sistémica y la pandemia del VIH son los desafíos principales que enfrenta el sistema de salud ucraniano.
La reforma activa del sistema de sanidad de Ucrania se inició justo después del nombramiento de Ulana Suprun como jefa del Ministerio de Sanidad. Asistido por el diputado Pavlo Kovtoniuk, Suprun primero cambió la distribución del dinero en la atención médica: los fondos deben dirigirse al paciente; los médicos generales proporcionarán atención básica a los pacientes; el paciente tendrá derecho a elegir uno; el servicio médico de emergencia se considera totalmente financiado por el estado; la reforma de la medicina de emergencia también es una parte importante de la reforma de la atención médica; además, los pacientes que sufren enfermedades crónicas, que causan un alto número de discapacidades y mortalidad, reciben medicamentos gratuitos o de bajo precio.

## Infraestructura

### Transporte
En total, las carreteras pavimentadas en Ucrania es de 164 732 km Las rutas principales, marcadas con la letra «M» para «Internacional» (en ucraniano: Міжнародний, Mizhnarodnyj), se extienden por todo el país y conectan las principales ciudades de Ucrania y proporcionan rutas fronterizas a los países vecinos.

El transporte ferroviario en Ucrania conecta las principales áreas urbanas, instalaciones portuarias y centros industriales con los países vecinos. La mayor concentración de vías férreas es la región de Donbáss. Aunque el transporte de mercancías por ferrocarril disminuyó un 7.4 % en 1995 en comparación con 1994, Ucrania sigue siendo uno de los usuarios de trenes más importantes del mundo. La cantidad total de vías férreas en Ucrania se extiende a 22 473 km, de los cuales 9250 km están electrificados. Actualmente, el estado tiene un monopolio en la provisión de transporte ferroviario de pasajeros, y todos los trenes, excepto los que cuentan con la cooperación de otras compañías extranjeras en rutas internacionales.

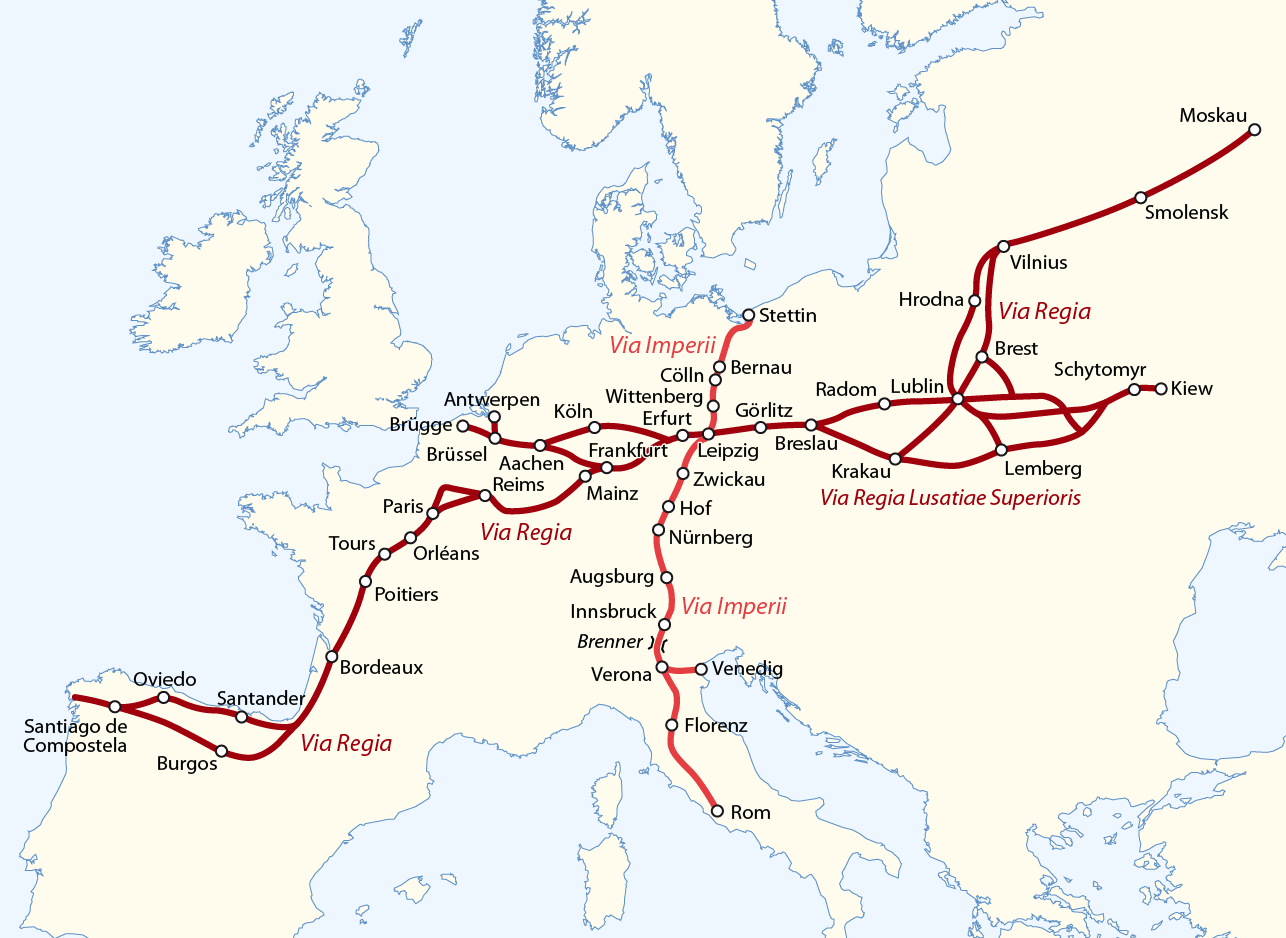
Infraestructura en el Medievo: Via Regia e Via Imperii, de Kiev a Santiago de Compostela
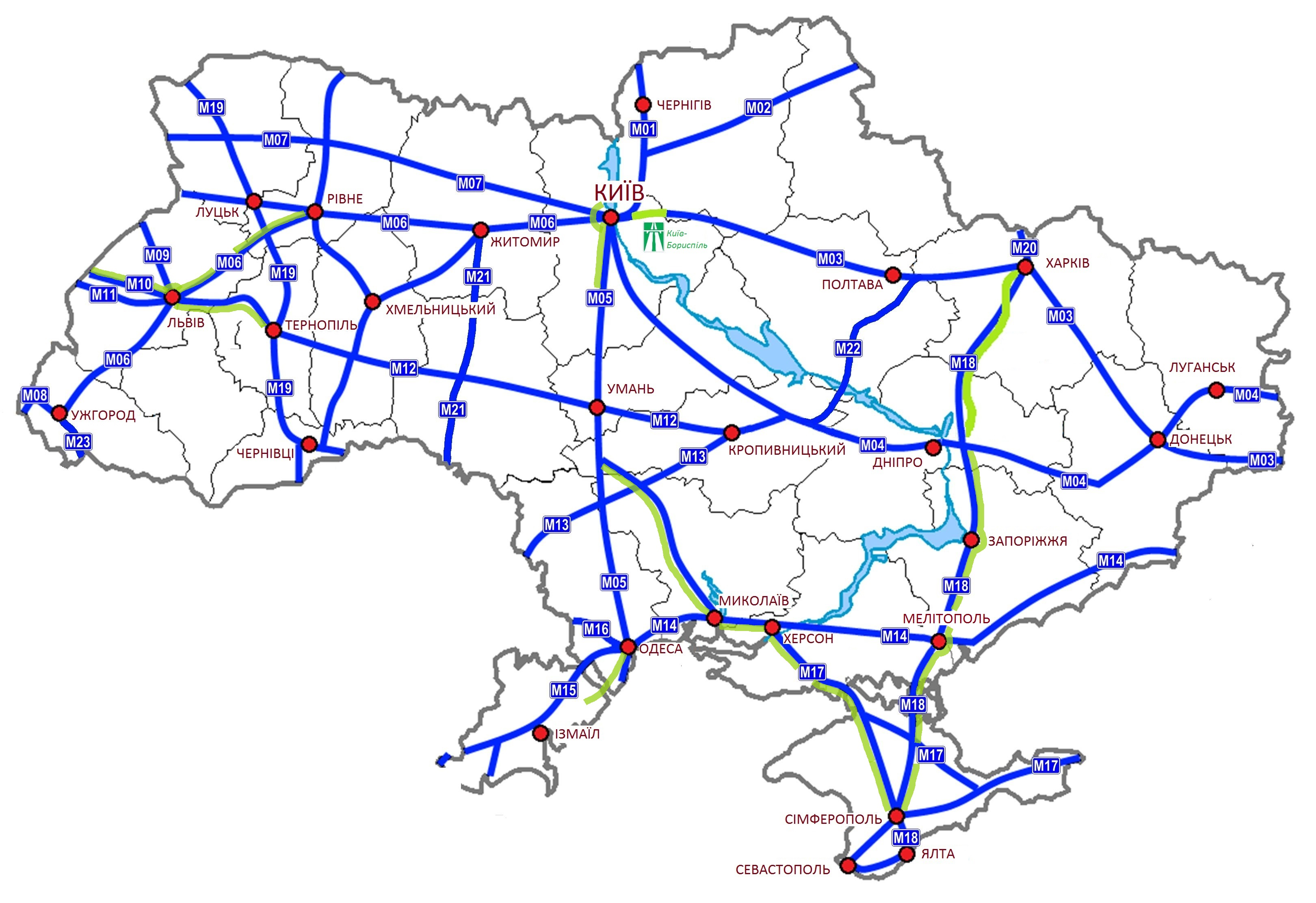
Red de carreteras principales de Ucrania
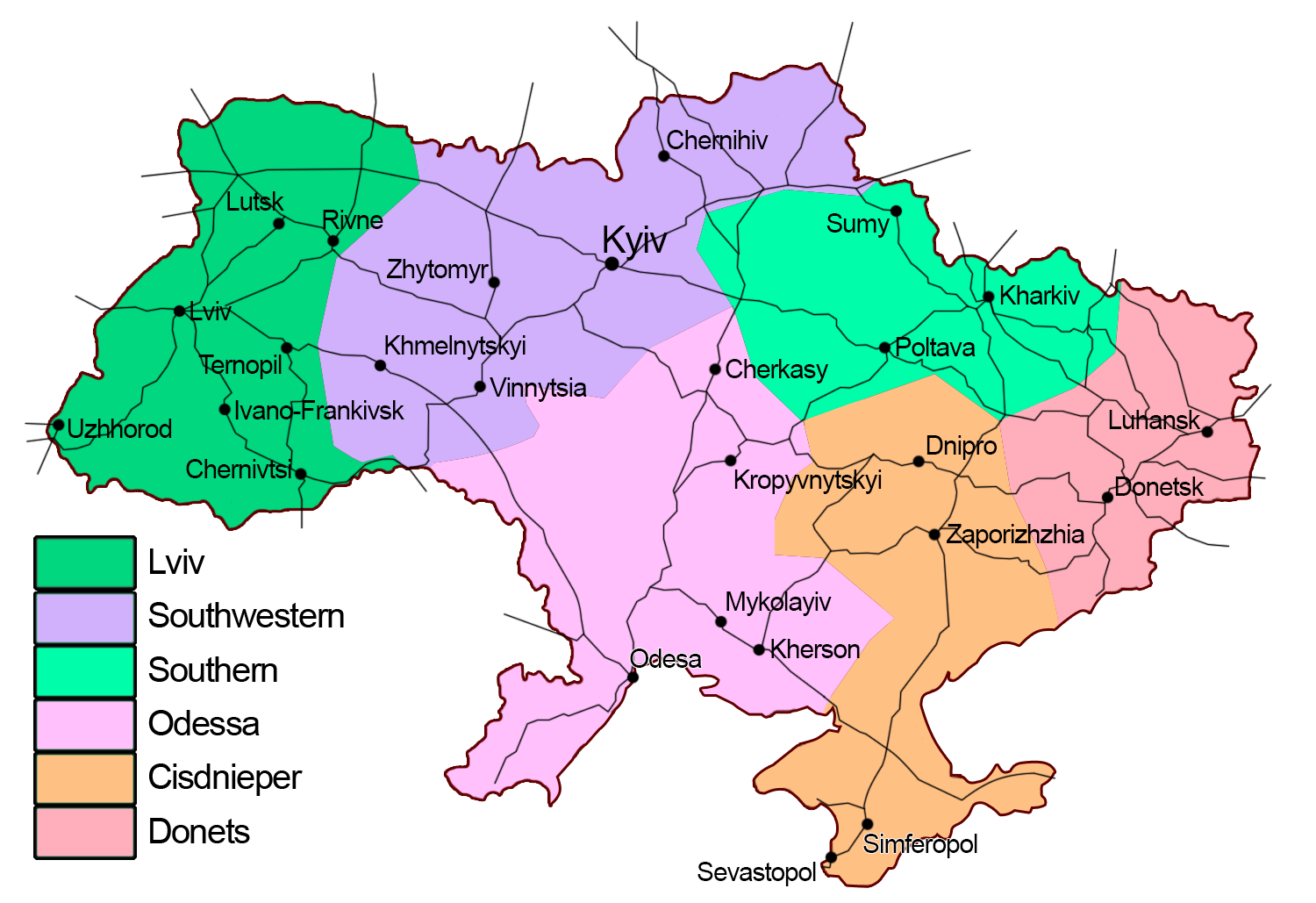
Red ferroviaria ucraniana con sus respectivas subdivisiones

El transporte aéreo se está desarrollando rápidamente, con un programa sin visado para ciudadanos de la UE y ciudadanos de otras naciones occidentales, el sector de aviación de la nación está manejando un número significativamente alto de viajeros. La Eurocopa de 2012 celebrada en Polonia y Ucrania como anfitriones conjuntos, llevó al gobierno a realizar grandes inversiones en infraestructura de transporte, y en particular en aeropuertos. El aeropuerto de Donetsk, construido para la Eurocopa 2012, fue destruido a fines de 2014 debido a la guerra en curso entre Ucrania y los prorrusos.
Kiev Boryspil es el aeropuerto internacional más grande del país; tiene tres terminales principales de pasajeros y es la base de la aerolínea nacional del país, Ukraine International Airlines. Otros aeropuertos importantes en el país incluyen los de Járkov, Leópolis y Donetsk (ahora destruido), mientras que los de Dnipro y Odesa tienen planes para una expansión de terminales en un futuro cercano.

El viaje marítimo internacional se realiza principalmente a través del puerto de Odesa, desde donde los ferries navegan regularmente a Estambul, Varna y Haifa. La compañía de ferry más grande que opera actualmente estas rutas es Ukr Ferry.

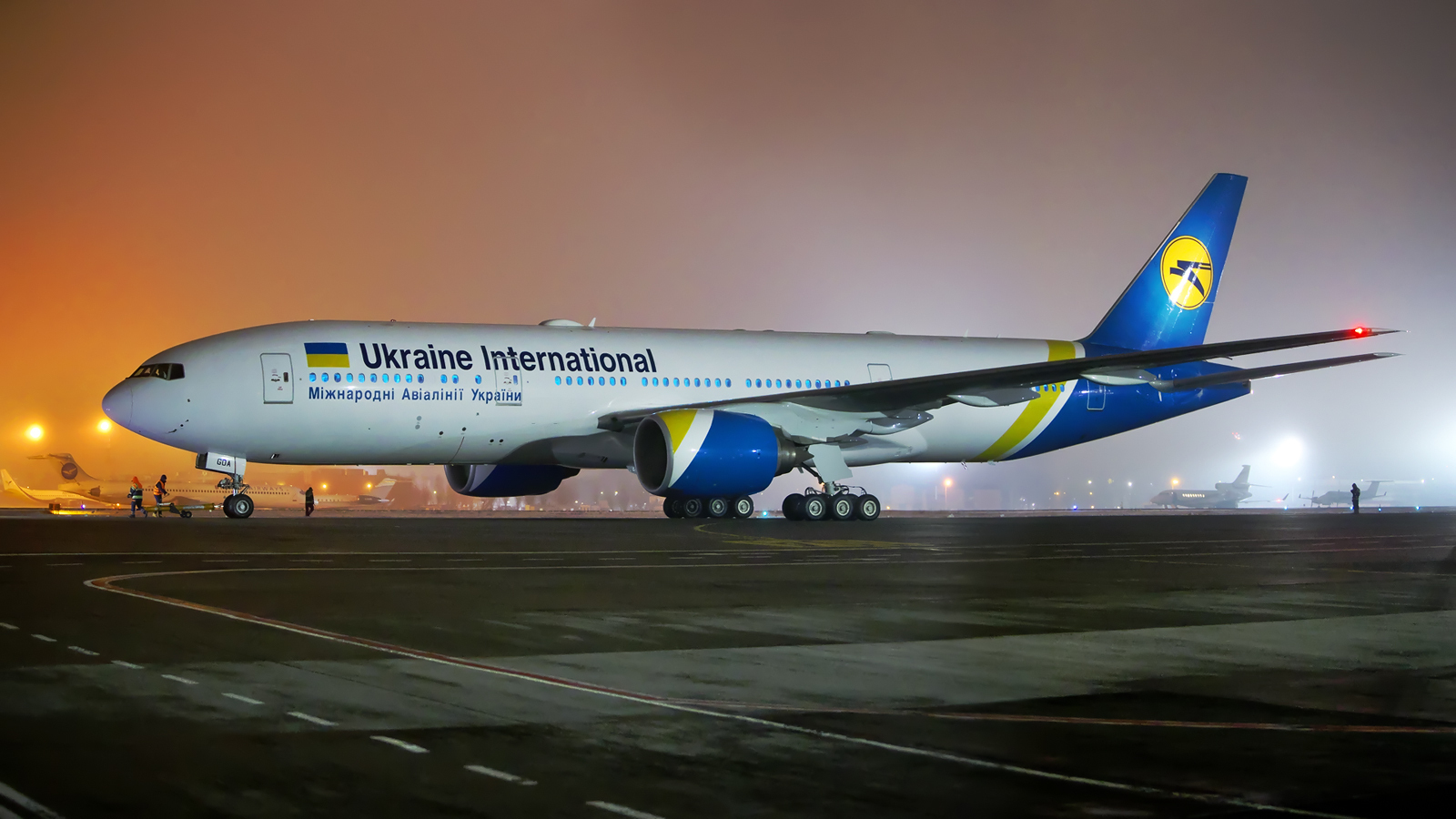
Boeing 777 de la aerolínea Ukraine International
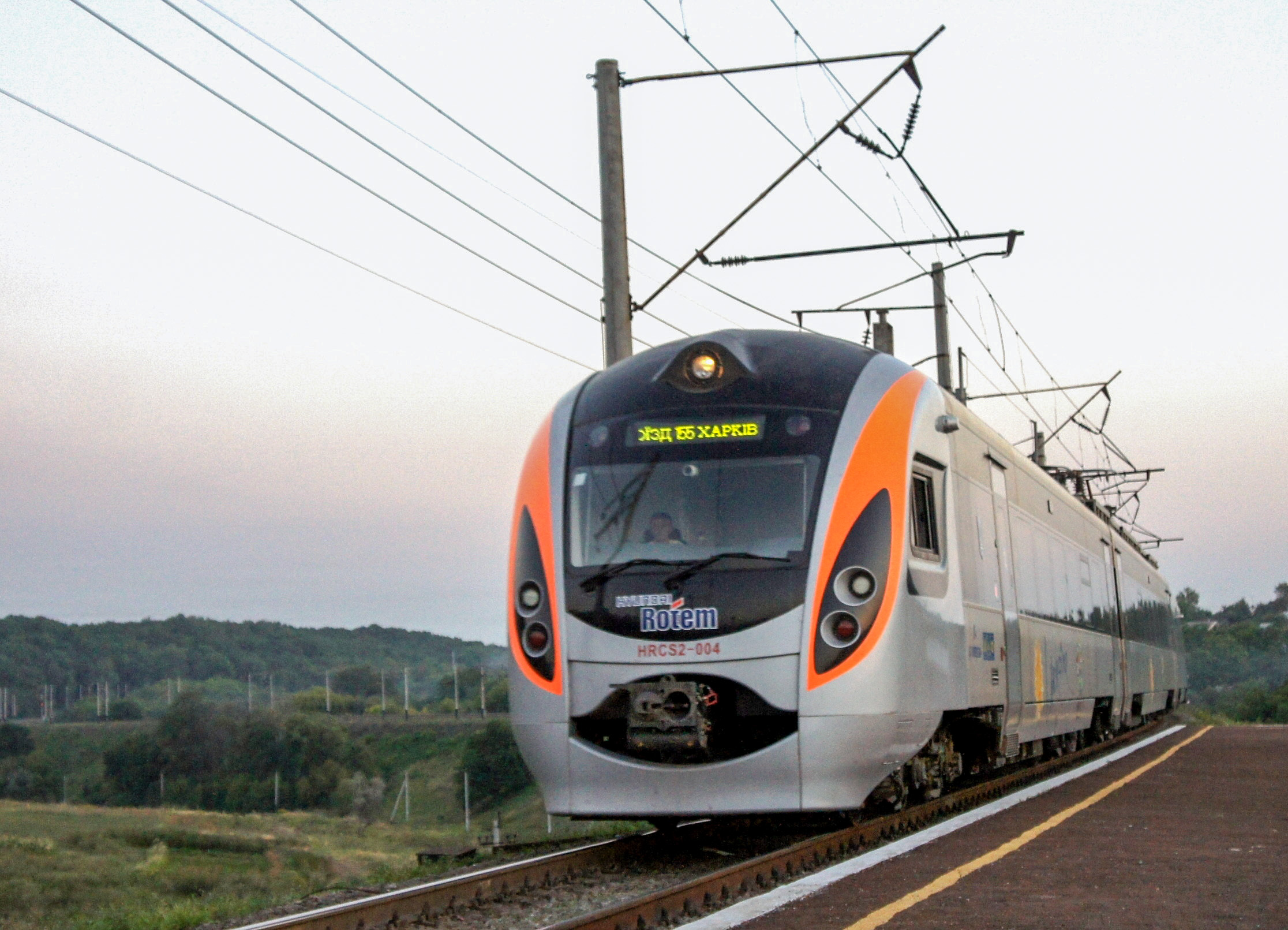
Línea Intercity Express Kiev-Járkov

### Energía
Ucrania es uno de los consumidores de energía más grandes de Europa, ya que consume casi el doble de la energía que Alemania, por unidad de PIB. Una gran parte del suministro de energía en Ucrania proviene de la energía nuclear, debido a que el país recibe la mayor parte de su combustible nuclear de Rusia. Incluso, la central nuclear más grande de Europa, la central nuclear de Zaporiyia, se encuentra ubicada en Ucrania. En 2006, el gobierno anunció que planea construir once nuevos reactores para el año 2030, de tal modo que casi duplicará la cantidad actual de producción de electricidad. El petróleo y el gas natural también son importados de los países pertenecientes a la antigua Unión Soviética (actualmente CEI). El sector energético de Ucrania es el duodécimo más grande del mundo en términos de capacidad instalada, con una producción anual de 54 GW.
Obtención de energía
Ucrania es un país exportador de energía; por ejemplo, en 2011, el 3.3 % de la electricidad producida se exportó, pero también uno de los mayores consumidores de energía de Europa. A partir de 2011, el 47.6 % de la generación eléctrica total provino de la energía nuclear. La central nuclear más grande de Europa, la central nuclear de Zaporiyia, se encuentra en Ucrania. En 2008, Westinghouse Electric firmó un contrato de cinco años para vender combustible nuclear a tres reactores ucranianos a partir de 2011, pero el presidente Víktor Yanukóvich introdujo una prohibición de los envíos de combustible nuclear de Rosatom a Europa a través de Ucrania, que entró en vigencia desde el 28 de enero hasta el 6 de marzo de 2014. Después del Euromaidán y la invasión y arbitraria anexión rusa de Crimea en abril de 2014, Yanukovych condenado por alta traición huyó a Rusia y la Compañía Nacional de Generación de Energía Nuclear de Ucrania Energoatom y Westinghouse extendieron el contrato para la entrega de combustible hasta 2020.
Las centrales térmicas de carbón y de gas y la hidroelectricidad son el segundo y tercer tipo de generación eléctrica en el país.
Energías renovables
La proporción de energías renovables frente a las energías combustibles total aún muy pequeña, pero está creciendo rápidamente. El número total de instalaciones de energía renovable se duplicó en 2011 y, a principios de 2012, alcanzaba los 397 mW. En 2011 se abrieron varias grandes estaciones de energía solar en Ucrania.
El Banco Económico para la Reconstrucción y el Desarrollo estima que Ucrania tiene un gran potencial de energía renovable: el potencial técnico para la energía eólica se estima en 40 TW/año, las pequeñas centrales hidroeléctricas en 8.3 TW/año, la biomasa en 120 TW/año y la energía solar en 50 TW/año. En 2011, el Ministerio de Energía de Ucrania pronosticó que la capacidad instalada de generación a partir de fuentes de energía alternativas y renovables aumentaría en un 9 % (aproximadamente 6 GW) de la producción total de electricidad en el país.

### Internet
El Internet en Ucrania es un sector creciente, especialmente después de la crisis financiera de 2007-2008. En junio de 2014 había 18.2 millones de usuarios domésticos, que representan al 56 % de la población adulta. El uso de Internet se concentra principalmente en la población con una edad de entre 25 y 34 años. Ucrania está situada en el octavo puesto mundial respecto a velocidad de Internet.

## Cultura
| Danza nacional | Elemento cultural | Historia  | Arquitectura             | Vestimenta nacional |
| -------------- | ----------------- | --------- | ------------------------ | ------------------- |
| Hopak          | Pýsankys          | 'Cosacos' | Monasterio de las Cuevas | Vyshyvanka          |

Las costumbres ucranianas están altamente influenciadas por el cristianismo, que es la religión dominante en el país. Los roles de género también tienden a ser más tradicionales, y los abuelos desempeñan un papel mayor en la sensibilización de los niños que en occidente. La cultura de Ucrania ha sido también influenciada por sus vecinos orientales y occidentales, lo que se refleja en su arquitectura, música y arte.
La época comunista tuvo un efecto bastante fuerte en el arte y en la literatura. En 1932, Stalin intentó aplicar una política de realismo socialista cuando promulgó el «Decreto sobre la Reconstrucción de la Organización del Arte y la Literatura», los cuales limitaron enormemente la creatividad de algunos artistas. Durante la década de 1980, con introducción de la política de la glásnost (apertura), los artistas y escritores soviéticos tuvieron nuevamente libertad de expresión.
Una de las tradiciones más conocidas de Ucrania son los huevos de Pascua, conocidos localmente como pýsankys. Estos huevos son pintados con cera para crear un patrón; a continuación, se pinta el huevo con sus clásicos colores alegres, esta capa de pintura no afecta al recubrimiento de cera del huevo. Después de que todo el huevo haya sido pintado, se quita la cera dejando solo los coloridos patrones. Esta tradición se celebra desde hace miles de años y precede a la llegada del cristianismo a Ucrania. En 2000, en la ciudad de Kolomyia, cerca de las estribaciones de los montes Cárpatos, fue inaugurado el Museo de Pýsanka, dedicado a la tradición ucraniana de los huevos de Pascua.

### Literatura
La historia de la literatura de Ucrania se remonta al siglo XI, tras la cristianización de la Rus de Kiev. Los escritos de la época eran principalmente litúrgicos y fueron escritos en el idioma antiguo eslavo eclesiástico. Los relatos históricos de ese tiempo se conocen como «crónicas», siendo la más importante de ellas la Crónica de Néstor. La actividad literaria enfrentó una disminución repentina durante la invasión mongola al Rus de Kiev.
La literatura en ucraniano reanudó su desarrollo en el siglo XIV y avanzó significativamente durante el siglo XVI con la introducción de la imprenta y con el comienzo de la era de los cosacos, bajo el dominio ruso y polaco. Los cosacos establecieron una sociedad independiente y popularizaron un nuevo tipo de epopeyas, que marcaron un punto alto en la tradición oral de Ucrania. En los siglos XVII y XVIII, estos avances fueron nuevamente interrumpidos, cuando la publicación en idioma ucraniano fue proscrita y prohibida. No obstante, a finales del siglo XVIII la literatura en ucraniano finalmente emergió.
| Iván Kotliarevski (1769-1838) | Tarás Shevchenko (1814-1861) | Stepán Rudanskyi (1834-1873) | Iván Frankó (1856-1916) | Olga Kobylianska (1863-1942) | Larisa Kósach (1871-1913) |
| ----------------------------- | ---------------------------- | ---------------------------- | ----------------------- | ---------------------------- | ------------------------- |
|                               |                              |                              |                         |                              |                           |

En el siglo XIX se inició un periodo vernacular en Ucrania, liderado por la obra de Iván Kotliarevski, Eneida, la primera publicación escrita en ucraniano moderno. Hacia la década de 1830, se empezó a desarrollar el romanticismo, y fue cuando surgió la figura cultural más importante de la nación, el poeta-pintor romántico Tarás Shevchenko. Mientras que a Iván Kotliarevski se le considera el padre de la literatura en ucraniano, Shevchenko es el padre de un resurgimiento nacional. Posteriormente, en 1863, el uso del ucraniano en obras impresas fue efectivamente prohibido por el zar Alejandro II de Rusia mediante el Ucase de Ems. Esto disminuyó gravemente la actividad literaria en el área y los escritores en ucraniano se vieron obligados a escribir sus obras en ruso o publicar sus obras en la región de Galicia. La prohibición nunca fue anulada oficialmente, pero quedó obsoleta después de la revolución y de que los bolcheviques llegaran al poder.
| Les Kurbas (1887-1937) | Mikola Zerov (1890-1937) | Mikola Kulish (1892-1937) | Mijailo Semenko (1892-1937) | Valerian Pidmohilni (1901-1937) |
| ---------------------- | ------------------------ | ------------------------- | --------------------------- | ------------------------------- |
|                        |                          |                           |                             |                                 |

La literatura ucraniana siguió prosperando en los primeros años bajo el régimen soviético, cuando se aprobaron casi todas las tendencias literarias. Estas políticas enfrentaron un alto en la década de 1930, cuando Stalin llevó a cabo su política de realismo socialista. La doctrina no reprimía necesariamente el uso del ucraniano, pero hacía que los escritores siguieran un estilo determinado en sus obras. Las actividades literarias siguieron siendo algo limitadas por el partido comunista, y no fue hasta 1991, cuando Ucrania obtuvo su independencia, que los escritores fueron libres de expresarse como quisieran.
| Levkó Lukiánenko (1928-2018) | Lina Kostenko (1930-actualidad) | Vasil Simonenko (1935-1963) | Viacheslav Chornovil (1937-1999) | Vasil Stus (1938-1985) |
| ---------------------------- | ------------------------------- | --------------------------- | -------------------------------- | ---------------------- |
|                              |                                 |                             |                                  |                        |

### Arquitectura

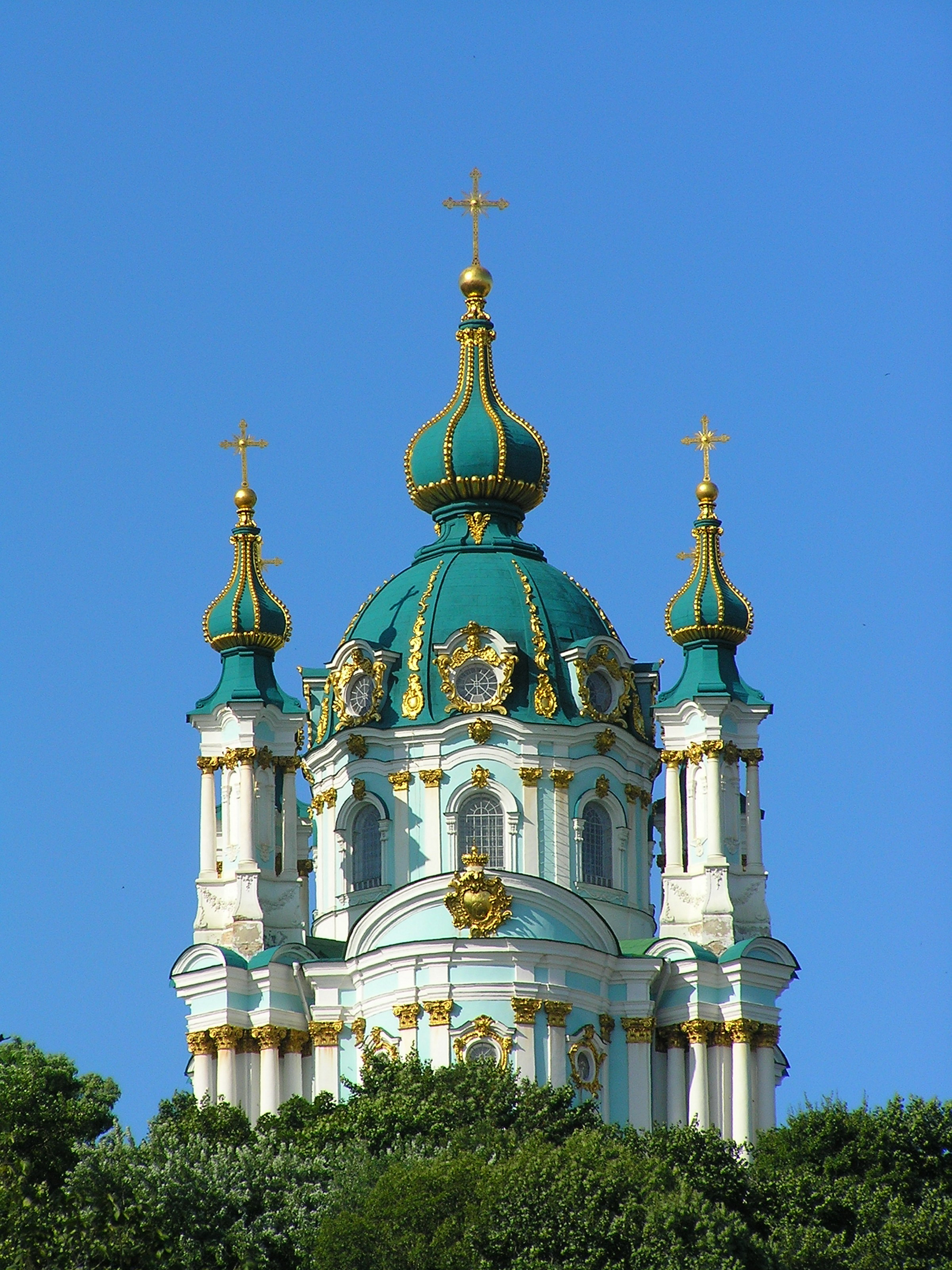
Iglesia de San Andrés de Kiev

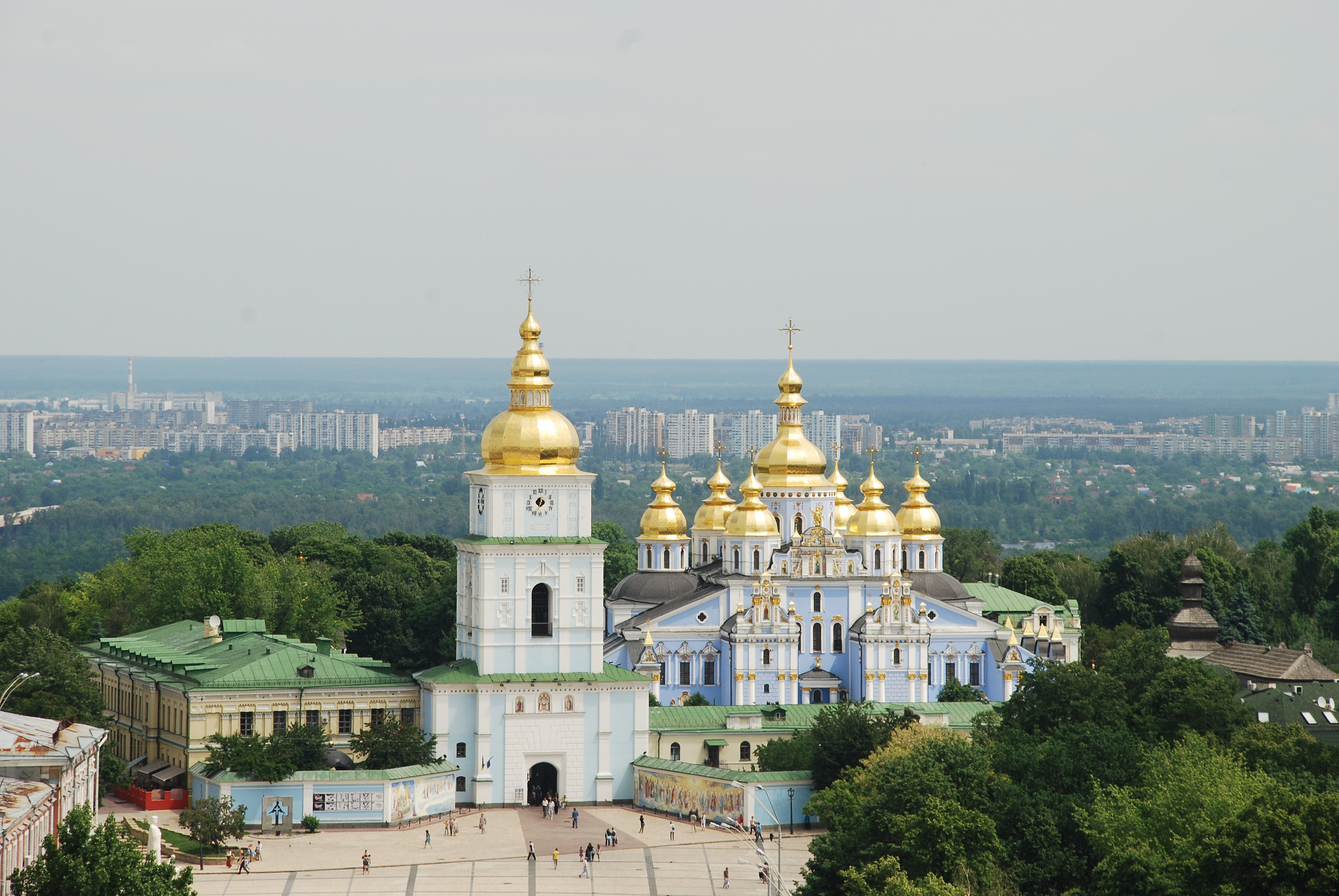
Monasterio de San Miguel de las Cúpulas Doradas en Kiev

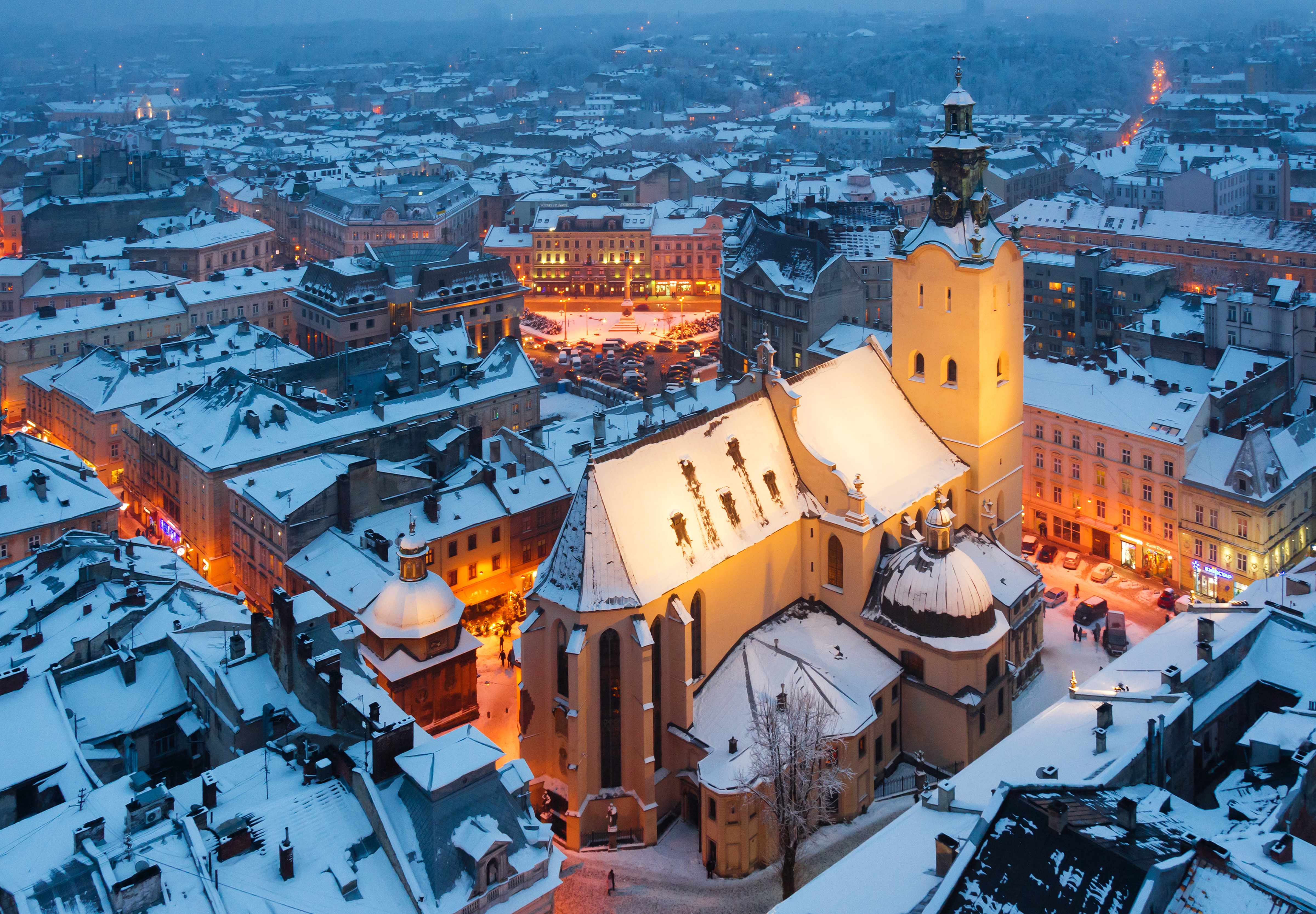
Centro histórico de Leópolis

Las raíces de la arquitectura ucraniana tienen como origen el estado eslavo oriental de la Rus de Kiev. Debido a la cristianización de la Rus de Kiev, la arquitectura ucraniana fue influenciada por la arquitectura bizantina. Después del siglo XII, la arquitectura no experimentó cambios y continuó estando presente en el principado de Galicia-Volinia. Durante la época de los cosacos de Zaporiyia, surgió un nuevo estilo característico en Ucrania bajo las influencias occidentales de la comunidad polaco-lituana. Después de la integración con el Zarato ruso, muchas estructuras presentes mayoritariamente en la región este del país, se construyeron con los estilos de la arquitectura rusa de aquella época, mientras que la arquitectura de la región de Galicia Occidental se desarrolló bajo influencias arquitectónicas austrohúngaras.
Las principales iglesias de la Rus de Kiev fueron construidas después de la adopción del cristianismo en el año 988, siendo estas los primeros monumentos en las tierras eslavas orientales. El estilo arquitectónico de la Rus de Kiev fue influenciada en gran medida por los bizantinos. Las primeras iglesias ortodoxas estaban construidas principalmente de madera. Una característica de las principales catedrales es que a menudo presentan decenas de pequeñas cúpulas, lo que ha llevado a algunos historiadores a tomar esto como una indicación de la aparición de templos paganos precristianos.
Durante los siglos XVI, XVII y XVIII muchas iglesias fueron remodeladas con el estilo barroco ucraniano, algunos ejemplos son la catedral de Santa Sofía de Kiev, la iglesia del Salvador en Berestove y la iglesia de San Cirilo, todas todavía se pueden encontrar en Kiev. Varios monumentos fueron reconstruidos a fines del siglo XIX, incluyendo la catedral de la Asunción en Volodímir-Volinski, construida en el año 1160 y reconstruida entre los años 1896-1900; la iglesia Paraskevi en Chernígov, construida en el año 1201 y reconstruida a finales de los años cuarenta y la Puerta dorada de Kiev, construida en 1037 y reconstruidas en 1982. La reconstrucción de esta última fue criticada por algunos historiadores del arte y la arquitectura como una fantasía renacentista. Por desgracia, muy pocas muestras de la arquitectura de la Rus de Kiev siguen en pie actualmente.
A medida que Ucrania se integraba cada vez más en el Imperio ruso, los arquitectos rusos tuvieron la oportunidad de realizar sus proyectos en el pintoresco paisaje que ofrecían muchas ciudades y regiones de Ucrania. La iglesia de San Andrés de Kiev (1747-1754), construida por Francesco Bartolomeo Rastrelli, es un ejemplo notable de la arquitectura barroca, y su ubicación en la cima de la montaña de Kiev lo convirtió en un monumento reconocible de la ciudad. Una contribución igualmente notable de Rastrelli fue el Palacio Mariyinski, que fue construido como residencia de verano para la emperatriz rusa Elizabeth. Durante el reinado del último Hetman de Ucrania, Kirill Razumovsky, muchas de las ciudades del Hetmanato cosaco como Hlújiv, Baturin y Koselets tuvieron proyectos grandiosos construidos por Andrey Kvasov. El imperio ruso finalmente conquistó el sur de Ucrania y Crimea, y cambió su nombre a Nueva Rusia, ahí se fundaron nuevas ciudades como Mykoláiv, Odesa, Jersón y Sebastopol. Estos contendrían ejemplos notables de la arquitectura imperial rusa.

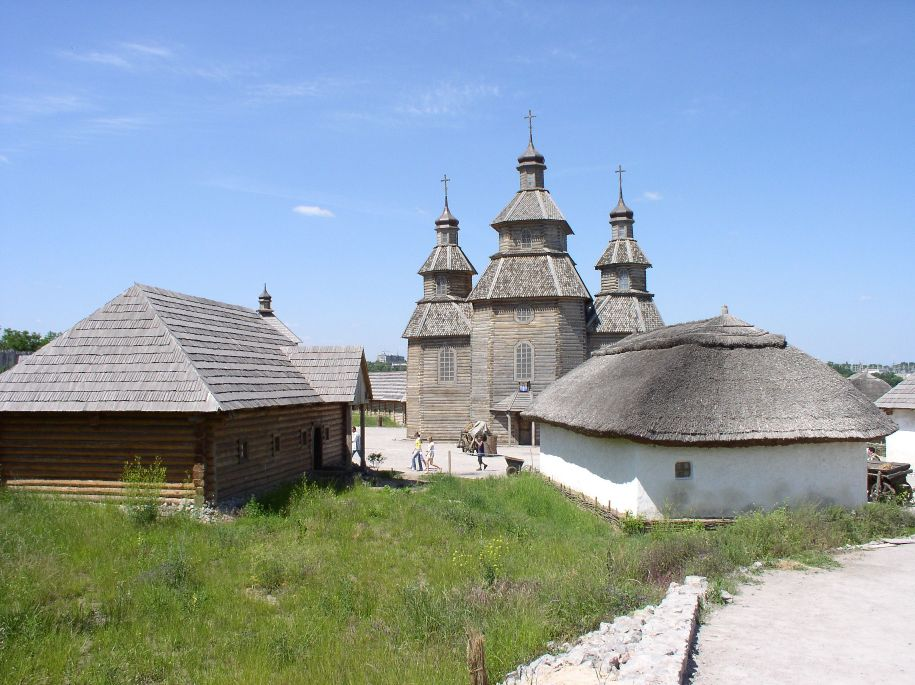
La reconstrucción de la fortaleza cosaca ucraniana Sich en la ciudad de Zaporiyia

Los museos al aire libre son comunes en Ucrania. La mayoría están dedicados a la época cosaca. El más famoso del país es el complejo Sich de Zaporiyia. Ubicado en la ciudad de Zaporiyia, es una fortaleza cosaca ucraniana reconstruida. Uno de los monumentos más famosos de este tipo, principal punto de referencia de la parte central del país, es el Fortaleza de Santa Isabel, una gran fortaleza de tierra construida a mediados del siglo XVIII por orden de la emperatriz rusa Isabel por los cosacos ucranianos para proteger estas tierras de los ataques del Imperio Otomano.
Esta fortaleza jugó un papel clave en la victoria en la guerra ruso-turca (1768-1774) y en el establecimiento de una civilización estable en el sur del país, allanando el camino para la fundación y el desarrollo de grandes ciudades en el sur de Ucrania: Jersón, Nicolaiev, Odesa, y se convirtió en la ciudad de Elizavetgrad (hoy Kropivnitski) a finales del siglo XVIII. Fue desde esta fortaleza que las tropas imperiales rusas llevaron a cabo la campaña de 1775 y destruyeron la fortaleza cosaca ucraniana de Sich, lo que se convirtió en una gran tragedia nacional. La ciudad de Kropivnitski en sí es rica en un enorme patrimonio arquitectónico neoclásico.

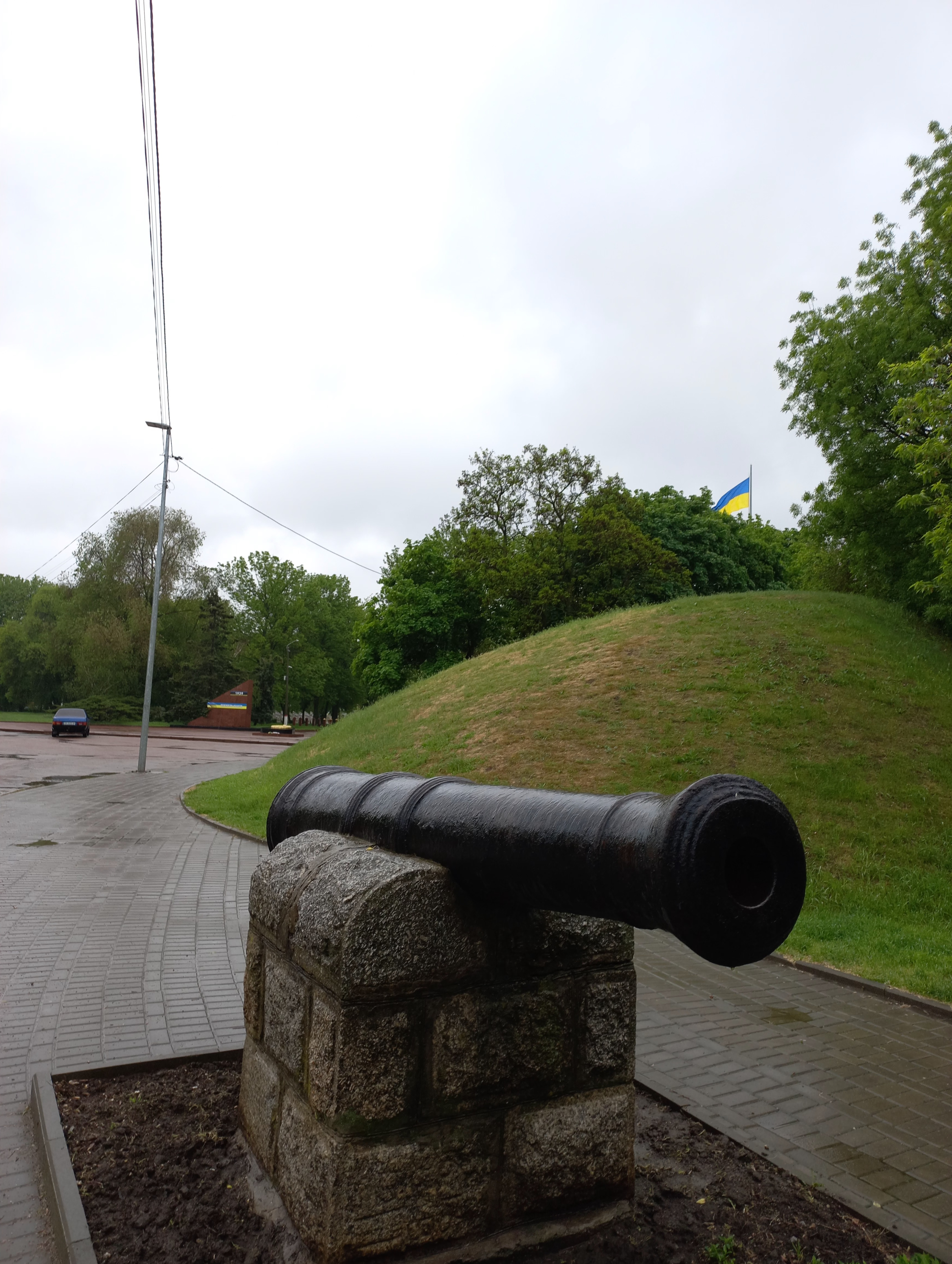
Fortaleza de Santa Isabel, el centro histórico de Kropivnitski

En 1934, la capital de la RSS de Ucrania se mudó de Járkov a Kiev. Anteriormente, la ciudad era vista solo como un centro regional, por lo que recibió poca atención, pero esto cambió. Los primeros ejemplos de arquitectura estalinista ya se mostraban y, a la luz de la política oficial, se construiría una nueva ciudad sobre la antigua. Esto significó que se destruyeron ejemplos de la cultura ucraniana tan admirados como el monasterio de las Cúpulas Doradas de San Miguel. Incluso la catedral de Santa Sofía estaba bajo amenaza. Además, la Segunda Guerra Mundial contribuyó a destruir el resto de arquitectura ucraniana que no habían destruido las políticas comunistas estalinistas, esto mismo paso en países como Bielorrusia. Después de la guerra, un nuevo proyecto para la reconstrucción del centro de Kiev transformó la avenida Khreshchatyk en un notable ejemplo de estalinismo en la arquitectura. Sin embargo, en 1955, esta política fue cancelada.
El objetivo de la arquitectura moderna de Ucrania es la aplicación diversa de la estética moderna, la búsqueda del estilo artístico propio de un arquitecto y la inclusión del entorno histórico-cultural existente. Un ejemplo de la arquitectura moderna de Ucrania es la reconstrucción y renovación de la plaza de la Independencia en el centro de Kiev. A pesar del límite establecido por el espacio estrecho dentro de la plaza, los ingenieros pudieron mezclar el paisaje irregular y usar el espacio subterráneo para un nuevo centro comercial. Un proyecto importante, que puede abarcar la mayor parte del siglo XXI, es la construcción del centro de la ciudad de Kiev en la península de Rybalskyi, que, una vez terminado, incluirá un denso parque de rascacielos en medio del pintoresco paisaje del río Dniéper.

### Pintura
El arte de la pintura en Ucrania se ha estado desarrollando desde la antigüedad. Los arqueólogos encuentran particular el periodo de las culturas escitas por el alto nivel artístico de sus obras en el territorio de Ucrania, en esa época llamada Sarmatia. Más ejemplos del arte surgieron con la Rus de Kiev y su posterior cristianización. Los principales tipos de pintura de la Rus de Kiev son los mosaicos, los frescos, la iconografía y las miniaturas de libros. El género del arte se llevó a las escuelas del siglo XVII-XVIII por ejemplo en las escuelas de Kiev-Pechersk y en Kiev-Mohyla. Se ha desarrollado un género único de «pintura nacional». Las imágenes de «Kozak Mamai» y «Kozak con Bandura» se han convertido en un icono para el arte ucraniano.

Desde el siglo XVIII, la pintura se ha desarrollado principalmente en la época del clasicismo. Los principales pintores de esta época son Dmitri Levitski y Vladímir Borovikovski que estudiaron en una academia de artes en Ucrania. A mediados del siglo XIX, el realismo sustituyó al clasicismo en la pintura. Los principales pintores del Realismo fueron inmigrantes procedentes de Ucrania entre ellos: Joan Alexander Soshenko, Dmytró Bezperchyy Litovchenko, Mykola Yaroshenko, Ilya Repin, Oleksandr Murashko y Arjip Kuindzhi. La mayoría de ellos fueron educados en la Academia de Artes de San Petersburgo y continuaron trabajando en Rusia. Un autor representativo del arte ucraniano es Taras Shevchenko.

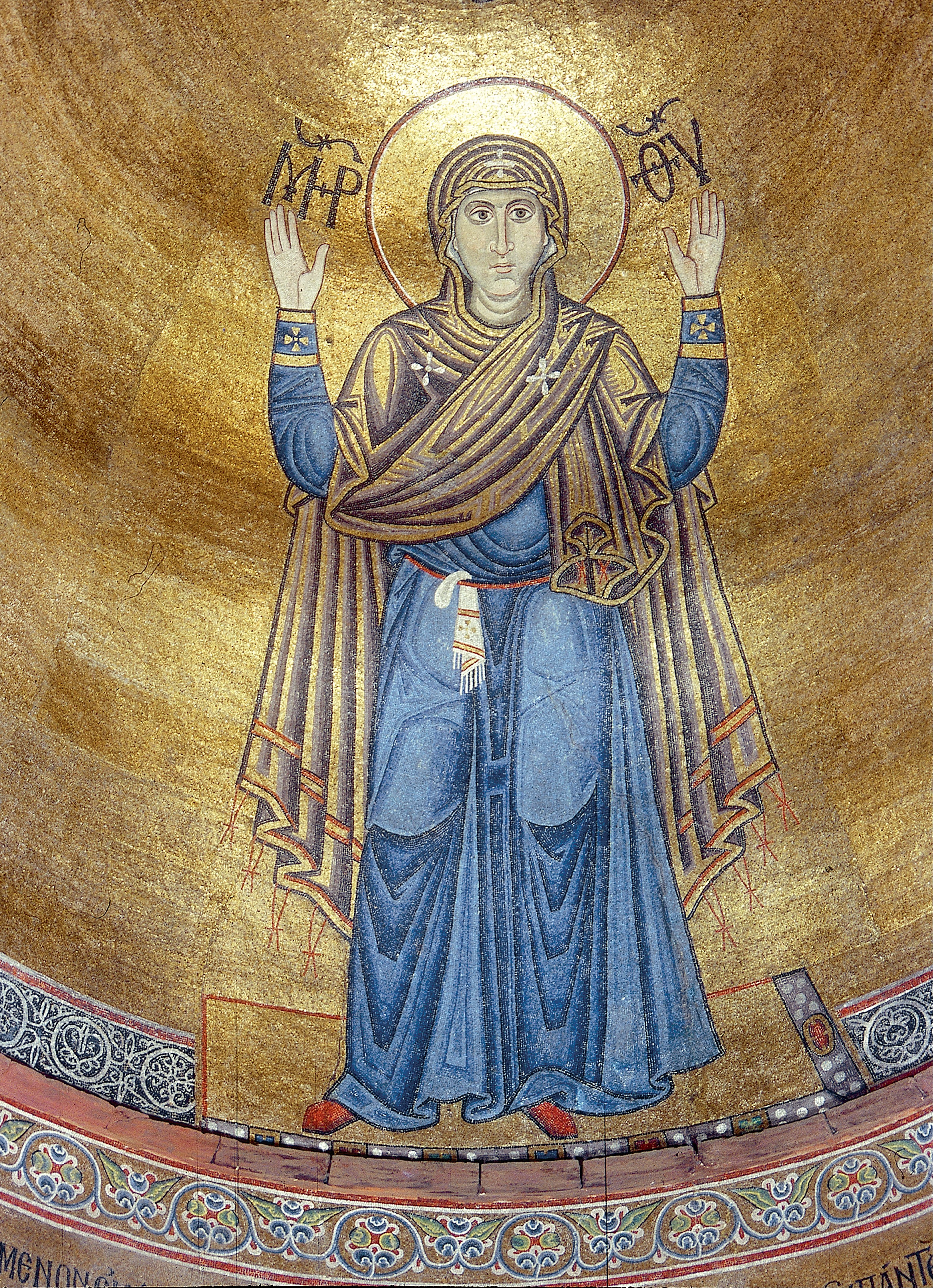
«La virgen orando» - autor desconocido, ≈1000
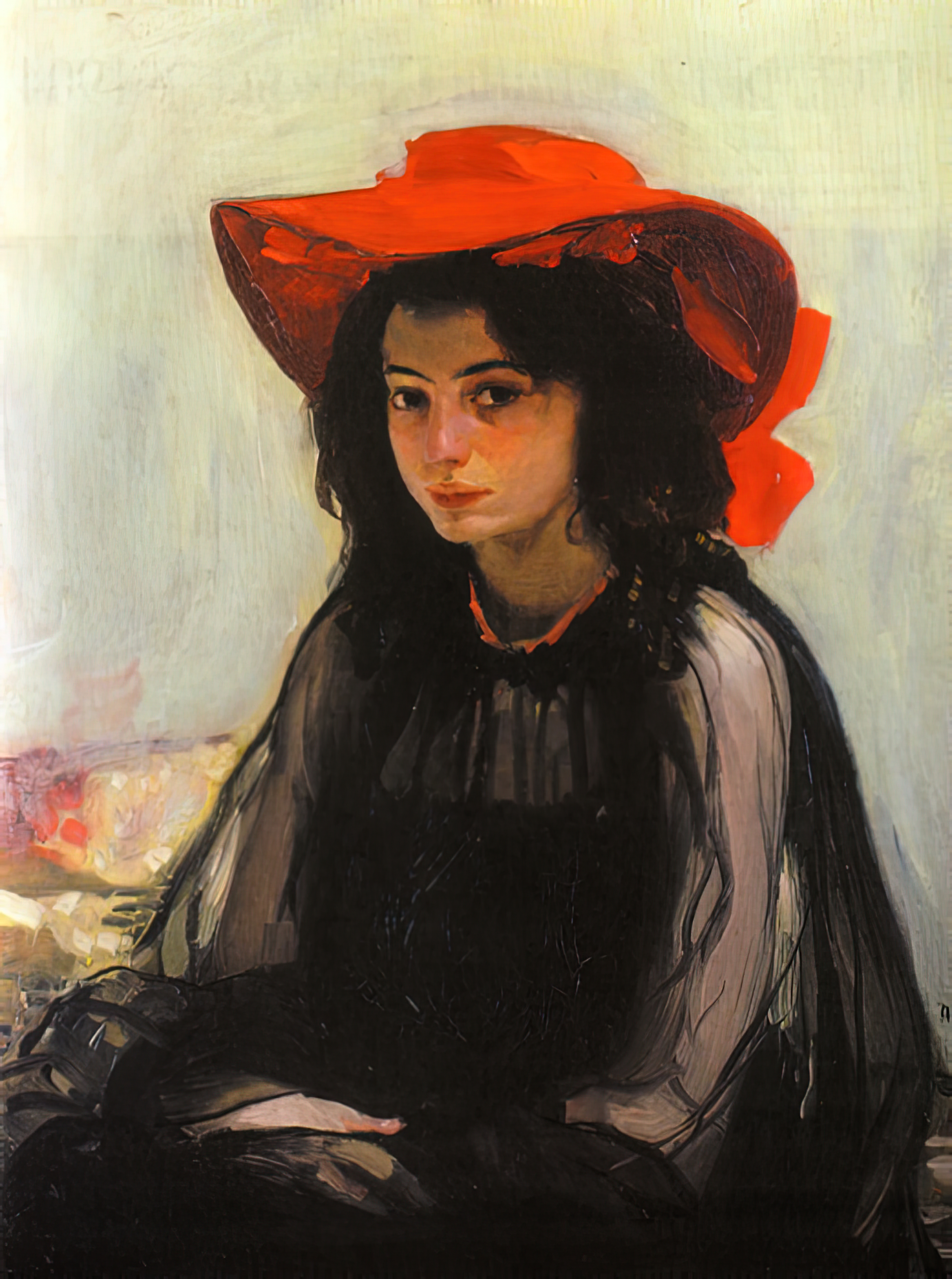
«La chica del sombrero rojo» - Oleksander Murashko, 1903

### Teatro

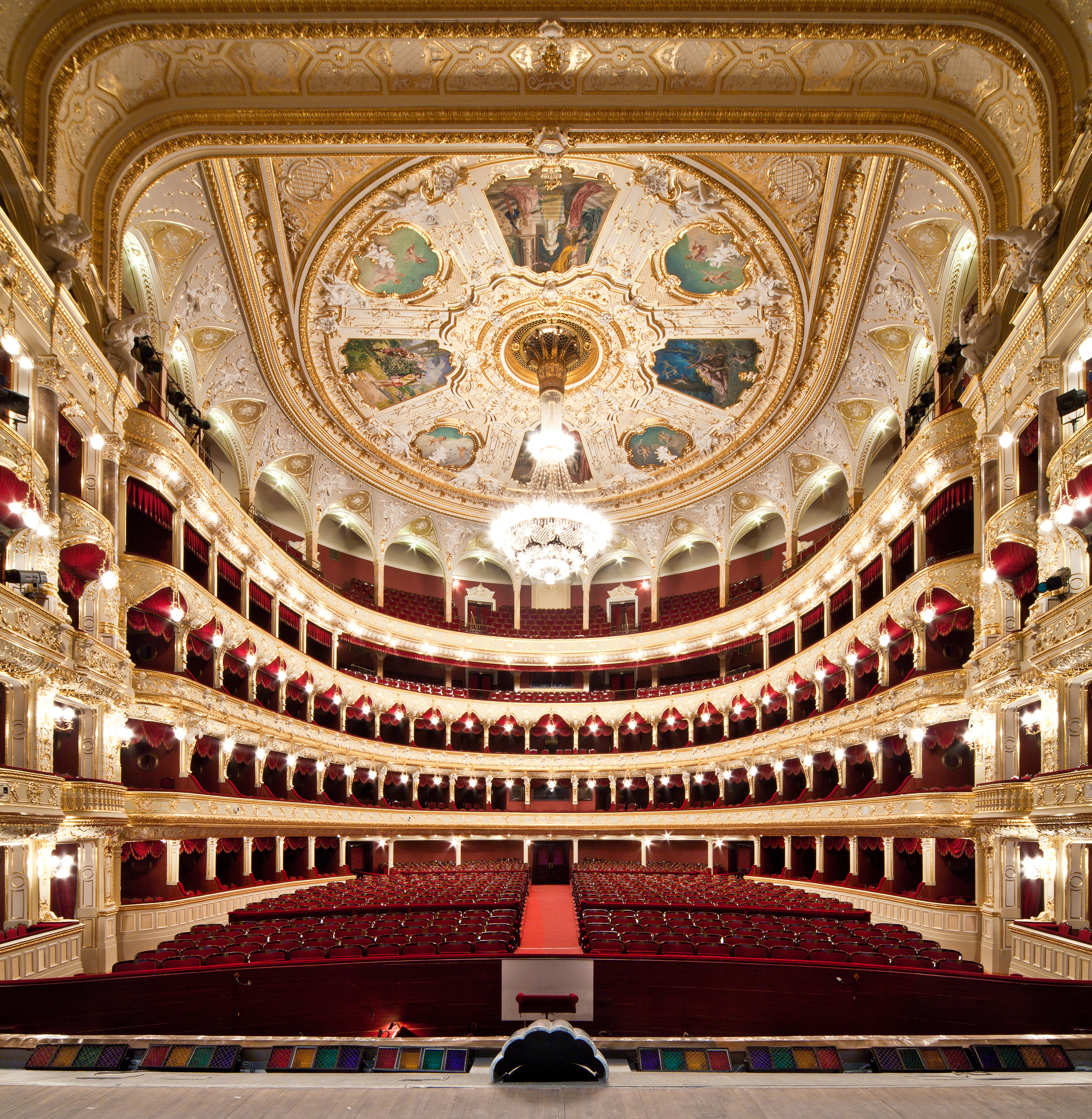
Teatro de Odesa

El origen del teatro ucraniano es muy antiguo, remontándose a la era de la Rus de Kiev. Las primeras actuaciones públicas datan de los siglos XVI a XVII y fueron representadas por estudiantes de la Hermandad de Kiev en la academia de Kiev-Mohyla y las escuelas de Lavra.
El primer teatro en Ucrania se inauguró en 1795 en Leópolis en una antigua iglesia jesuita, otros teatros se inauguraron en el siglo XIX por ejemplo en Kiev en el año 1806, en Odesa en 1809 y en Poltava en 1810. El primer teatro profesional fue creado en la ciudad de Elizavetograd en 1882 por Marko Kropivnitski; en su honor, la ciudad recibió el nombre de Kropivnitski en 2016.
En la actualidad se realizan festivales con actuaciones características de cada óblast, por ejemplo, el León Dorado en Leópolis, Veladas Teatrales de Ternópol en Ternópol, Melpomena de Tavria en Jersón, Misterio de Navidad en Lutsk entre otros.

### Cine
Ucrania ha tenido influencia en la historia del cine. Inventó su propio estilo cinematográfico, el cine poético ucraniano, que era totalmente distinto a los principios del realismo socialista.
El director ucraniano Alexander Dovzhenko es a menudo citado como uno de los primeros cineastas soviéticos más importantes, además de ser un pionero de la teoría del montaje soviético. Otros directores importantes son Kira Murátova, Serguéi Loznitsa, Miroslav Slaboshpitski, Larisa Shepitko, Serguéi Bondarchuk, Leonid Bykov, Yuri Ilyenko, Leonid Osyka, Ihor Podolchak. Muchos actores ucranianos han alcanzado fama internacional y éxito, entre ellos: Vera Jolódnaya, Bohdán Stupka, Milla Jovovich, Olga Kurylenko, Mila Kunis. Algunas producciones ucranianas de éxito se han basado en personas, historias o eventos ucranianos, como El acorazado Potemkin, El hombre de la cámara, Winter on Fire: Ukraine's Fight for Freedom y Everything Is Illuminated.
La Agencia Estatal de Cine de Ucrania es propietaria del Centro Nacional de Cine Oleksander Dovzhenko, laboratorio y archivo de copiado de películas, participa en la organización del Festival Internacional de Cine de Odesa y Molodist es el único festival internacional de cine acreditado por la FIAPF celebrado en Ucrania, este festival está dedicado a estudiantes. Se celebra anualmente en octubre.

### Música

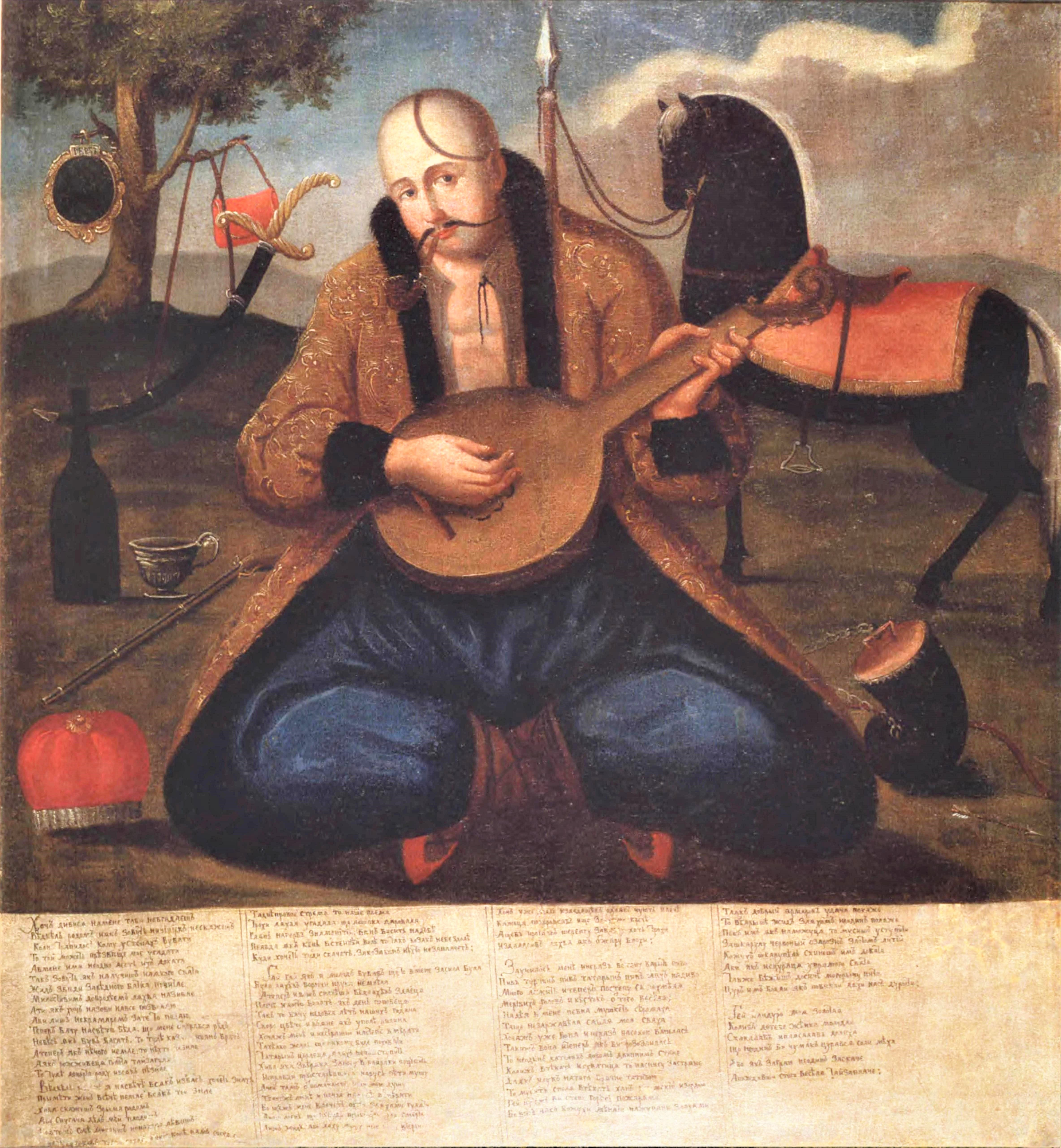
Pintura de un Cosaco tocando la Kobza de principios del

La música es una parte importante de la cultura ucraniana, con una larga historia y muchas influencias. Desde la música tradicional, hasta el rock clásico y moderno. Los elementos de la música tradicional ucraniana se han abierto paso en la música occidental e incluso en el jazz moderno.
La música ucraniana a veces presenta una mezcla de canto melismático exótico con armonía cordal. La característica general más llamativa de la música tradicional étnica ucraniana es el uso generalizado de teclas menores que incorporan intervalos de segundo aumento.
Durante el período barroco, la música era una disciplina importante para aquellos que habían recibido una educación superior en Ucrania. Tuvo un lugar de considerable importancia en el plan de estudios de la Academia de Kiev-Mohyla. Gran parte de la nobleza estaba bien familiarizada en la música con muchos líderes cosacos ucranianos como Mazepa, Paliy, Holovatyj o Sirko que tocaban la kobza, la bandura o el torban.
La primera academia musical se estableció en Hlújiv en 1738, y se enseñó a los estudiantes a cantar, tocar el violín y la bandura. Como resultado, muchos de los primeros compositores e intérpretes del imperio ruso eran étnicamente ucranianos, habían nacido o se habían educado en Hlújiv o habían estado estrechamente relacionados con esta escuela de música por ejemplo: Dmytró Bortniansky, Maksim Berezovsky y Artemiy Vedel.
La música clásica ucraniana se divide en tres categorías distintas definidas por si el compositor era de etnia ucraniana y vivía en Ucrania, un compositor de etnia no ucraniana pero que nació o que en algún momento fue ciudadano de Ucrania, o una persona ucraniana que vive fuera de Ucrania. El estilo de la música de estos tres grupos difiere considerablemente, al igual que a la audiencia a la que iban dirigidas.
Desde mediados de la década de 1960, la música pop de influencia occidental ha crecido en popularidad en Ucrania. Algunos músicos contemporáneos ucranianos reconocidos internacionalmente, son Kirill Karabits, Okean Elzy, Ruslana, Yarmak, Mariana Sadovska, Vopli Vidopliassova, Daj Daughters, Daja Braja, Ivan Doroschuk.
Ucrania tiene cinco conservatorios, seis óperas y cinco cámaras de música.
Ucrania participa en el Festival de la Canción de Eurovisión desde 2003, habiendo ganado en 2004, 2016 y 2022, con Ruslana, Jamala y Kalush Orchestra respectivamente. Por ello, Kiev acogió el festival en las ediciones de 2005 y 2017.

### Tejido y bordado

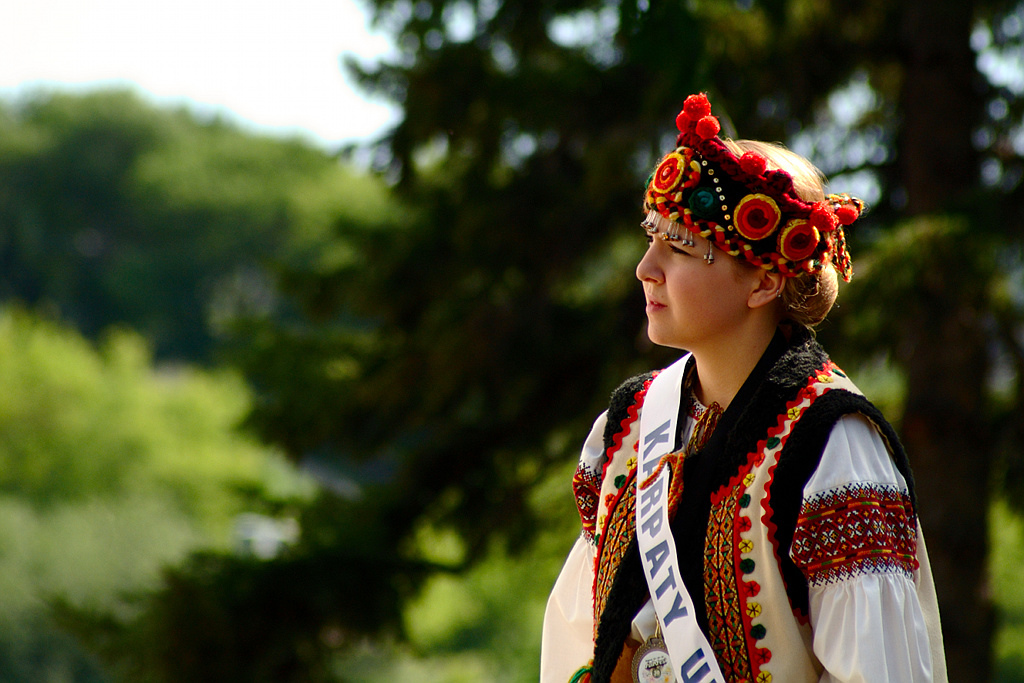
Variante del vestido nacional de Ucrania

Las artes textiles y artesanales desempeñan un papel importante en la cultura ucraniana, especialmente en la tradición de bodas ucranianas. El bordado ucraniano, el tejido y la confección de encajes se utilizan en trajes folclóricos y celebraciones tradicionales. El bordado ucraniano varía según la región de origen y los diseños tienen una gran diversidad de composiciones, elección de colores y tipos de puntadas. El uso del color es muy importante y tiene sus raíces en el folclore ucraniano. Los ejemplos de bordado encontrados en diferentes partes de Ucrania se conservan en el Museo Rushnyk en Pereiaslav-Jmelnitski.
El vestido nacional está tejido y altamente decorado. Tejer con telares hechos a mano todavía se practica en el pueblo de Krupove, situado en la óblast de Rivne. El pueblo es el lugar de nacimiento de dos personajes famosas en la escena de la fabricación de artesanías nacionales, Nina Myhailivna y Uliana Petrivna. Para preservar este conocimiento tradicional, el pueblo planea abrir un centro de tejido local, un museo y una escuela de tejido.

### Fiestas nacionales
| Fecha               | Nombre                                |
| ------------------- | ------------------------------------- |
| 1 de enero          | Año Nuevo                             |
| 7 de enero          | Navidad Ortodoxa                      |
| 16 de febrero       | Día de la unidad de Ucrania           |
| 8 de marzo          | Día de la mujer                       |
| 1 de mayo           | Día Internacional de los Trabajadores |
| 9 de mayo           | Día de la Victoria                    |
| 28 de junio         | Día de la Constitución ucraniana      |
| 24 de agosto        | Día de la Independencia de Ucrania    |
| 14 de octubre       | Día del Defensor de Ucrania           |
| 25 de diciembre     | Navidad Católica                      |
| Fecha indeterminada | Pascua                                |
| Fecha indeterminada | Pentecostés                           |

### Gastronomía
La dieta tradicional ucraniana consiste en pollo, cerdo, ternera, pescado y champiñones. Los ucranianos también suelen comer muchas patatas, granos y verduras frescas, cocidas o encurtidas. Entre los platos tradicionales populares se incluyen los varényky (bolas de masa hervidas con champiñones, patatas, chucrut, queso cottage, cerezas o bayas), los nalysnyky (panqueques con queso cottage, semillas de amapolas, champiñones, caviar o carne), kapuśniak (sopa hecha de carne, patatas, zanahorias, cebollas, col, mijo, pasta de tomate, especias y hierbas frescas), borsch (sopa hecha de remolachas, col, y champiñones o carne), holubtsý (rollos de col rellenos con arroz, zanahoria, cebolla y carne picada) y pierogi (masa rellena de patatas cocidas con queso o carne). Las especialidades ucranianas también incluyen pollo de Kiev y tarta de Kiev. Los ucranianos beben kompot, zumos, leche, suero de mantequilla (de los que sacan el queso cottage), agua mineral, té y café, cerveza, vino y vodka.

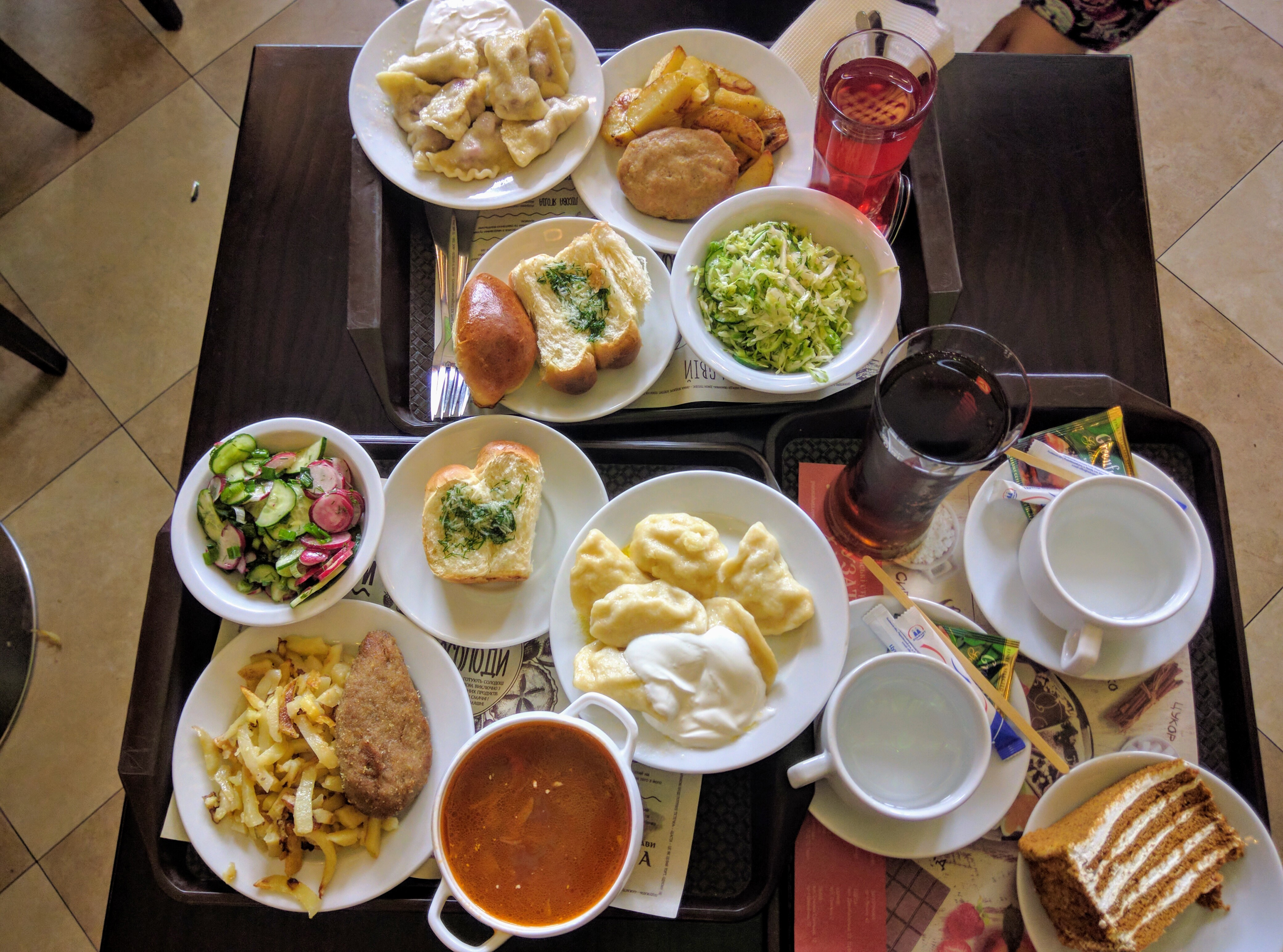
Vista general de la cocina ucraniana
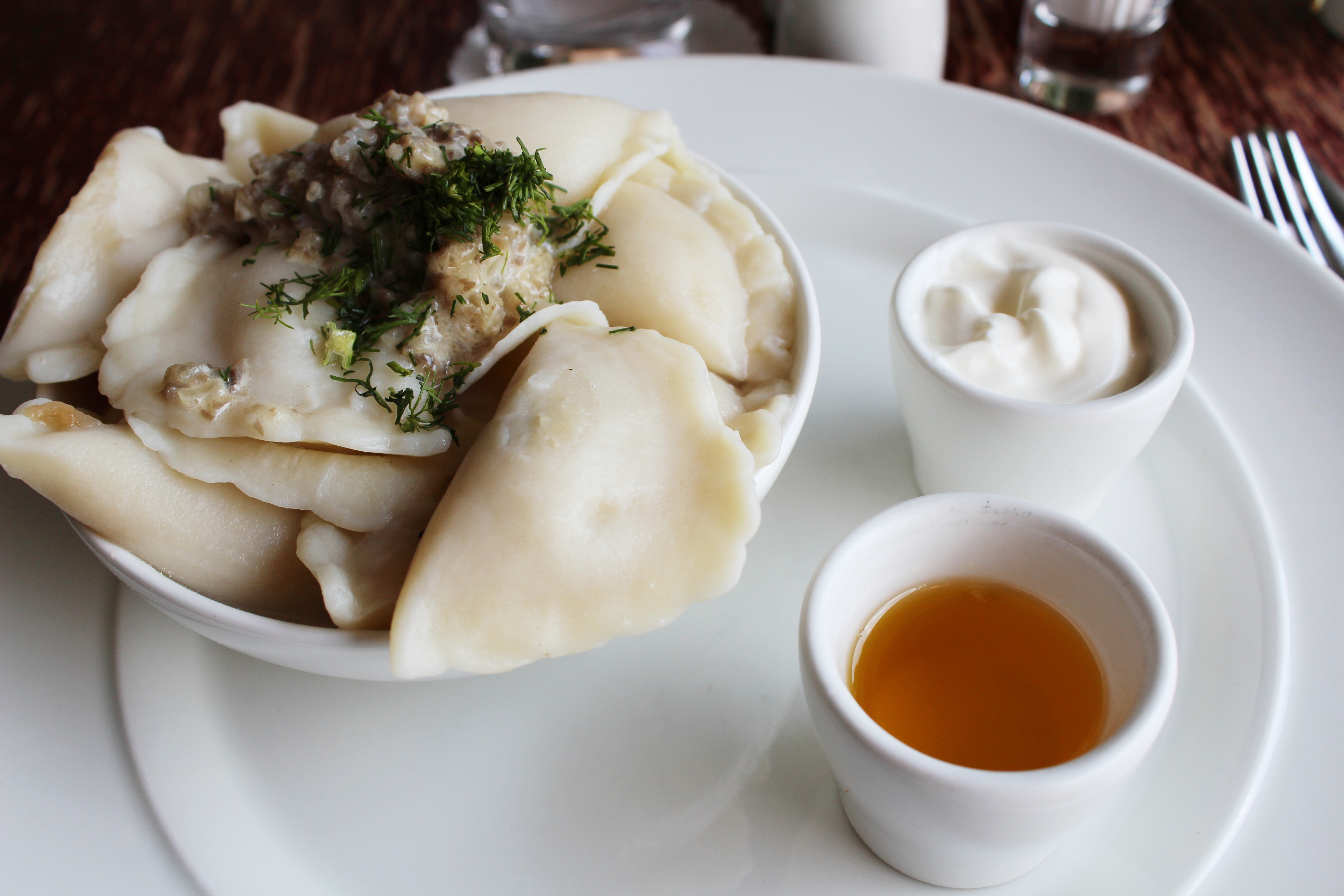
Varéneki
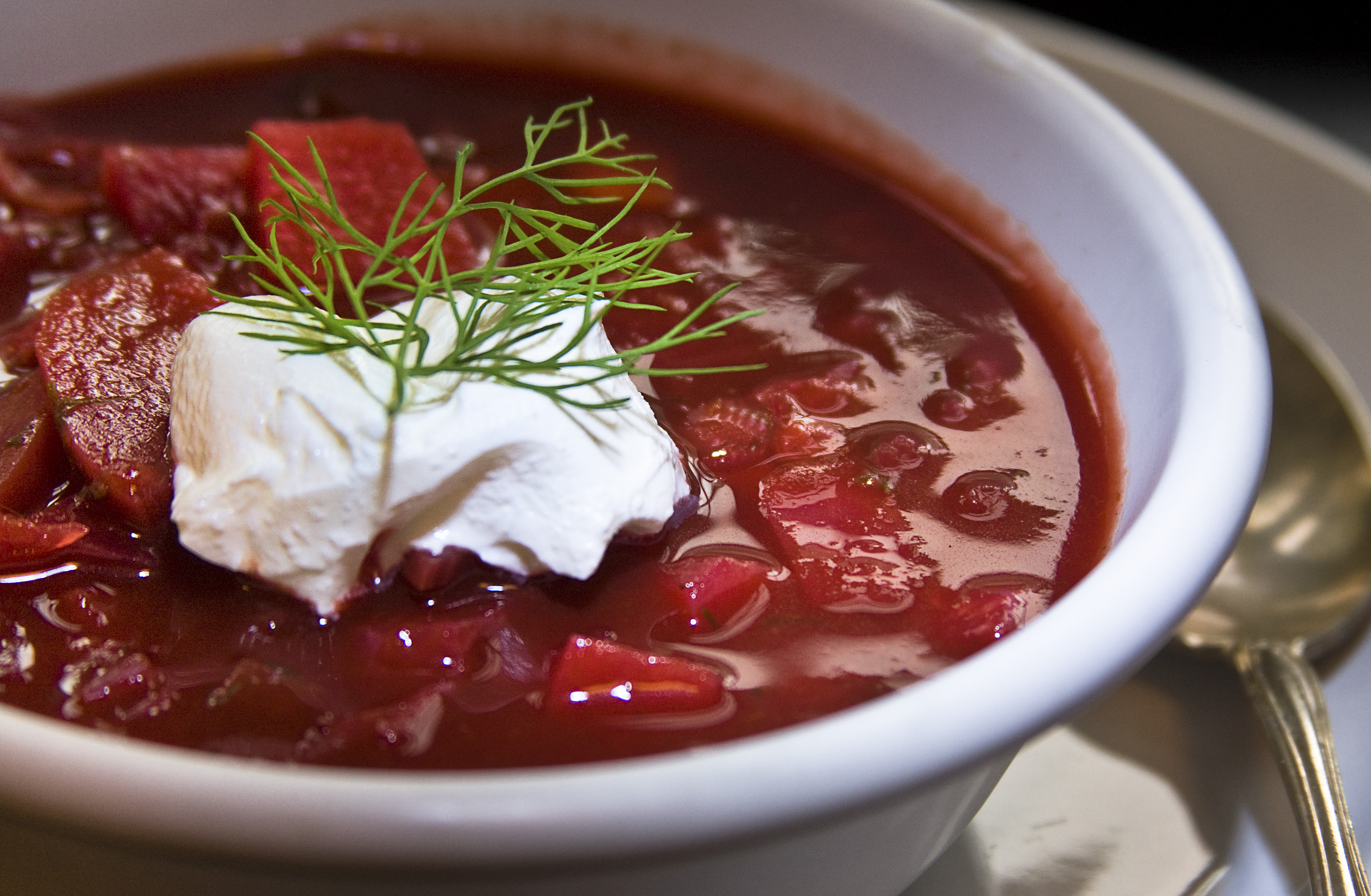
Borsch
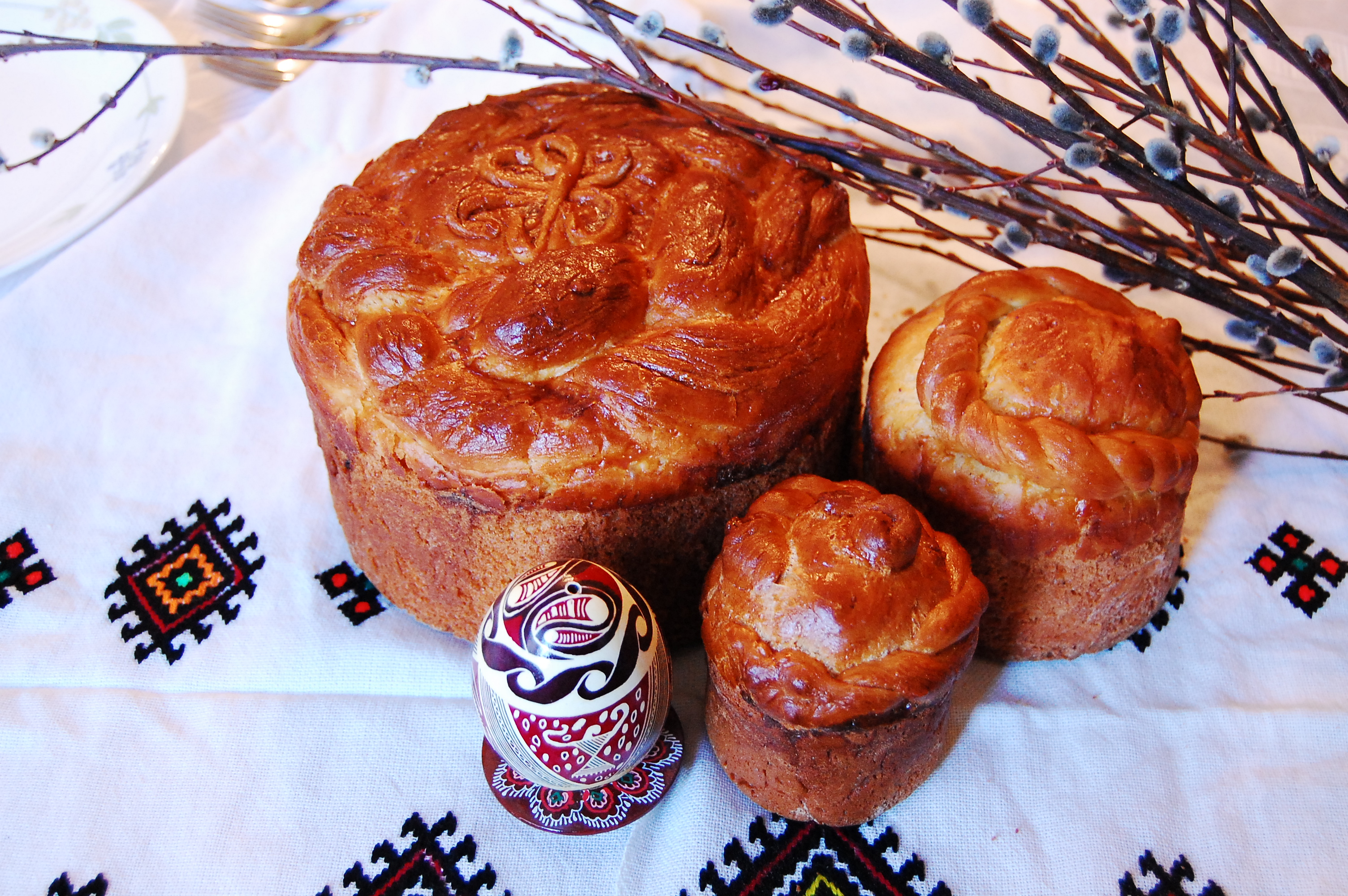
Paska
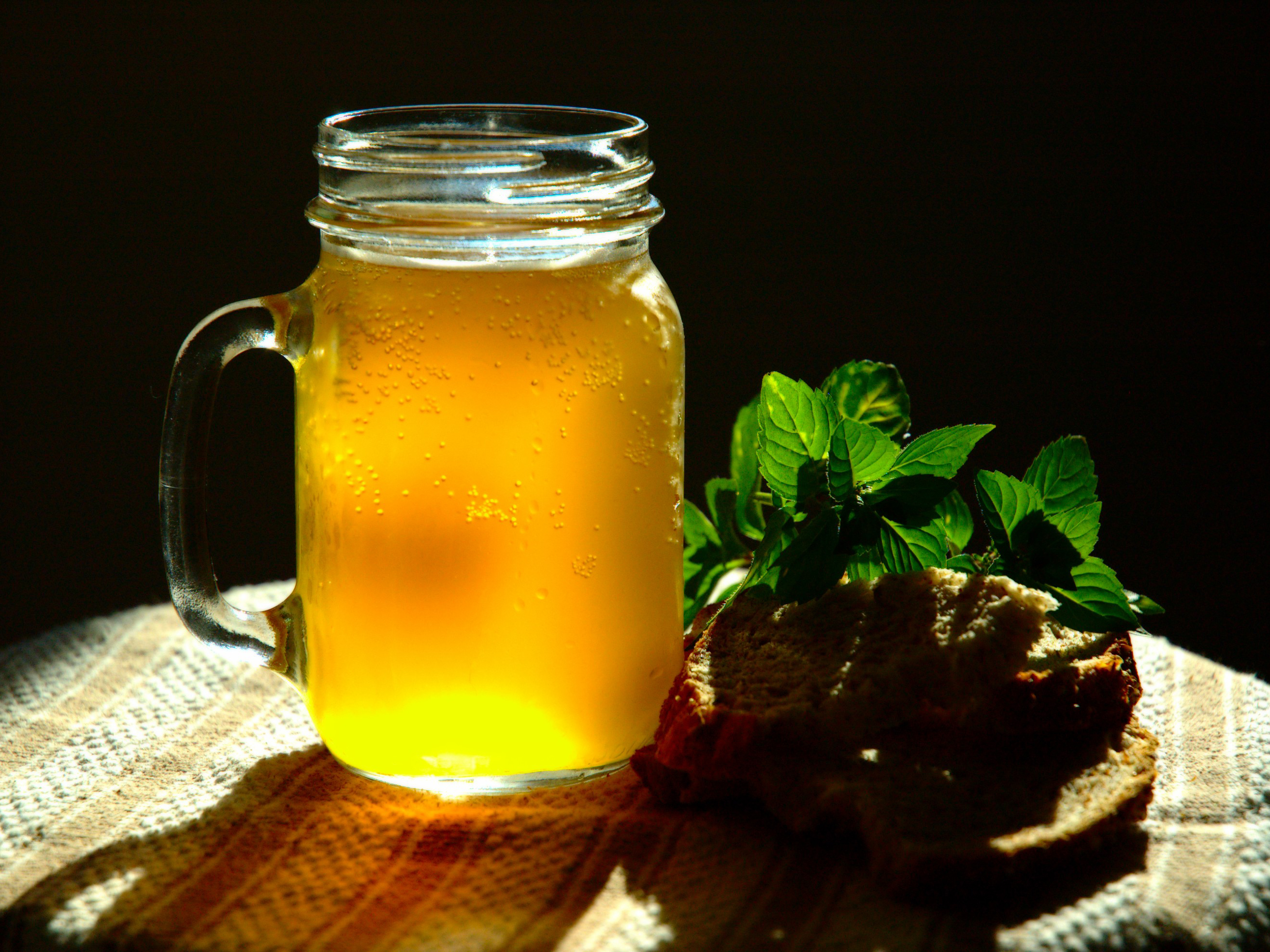
Kvas

## Deportes

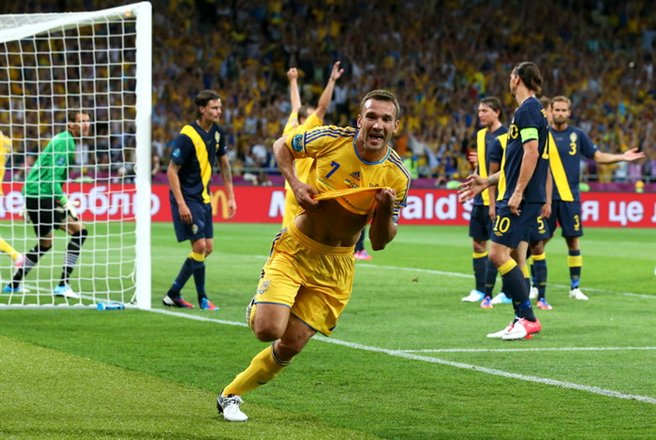
Andriy Shevchenko celebrando el primer gol de Ucrania en la Eurocopa de 2012

Ucrania se benefició en gran medida de las políticas soviéticas con énfasis en la educación física, las cuales le dieron un legado de cientos de estadios, piscinas, gimnasios y muchas otras instalaciones deportivas.

El deporte más popular en el país es el fútbol, la liga profesional es la Vyscha Liha, también conocida como la Liga Premier de Ucrania. Los dos equipos más exitosos en la Vyscha Liha son los rivales FC Dinamo de Kiev y el FC Shajtar Donetsk. El Dinamo de Kiev es el más exitoso históricamente, ganando dos Recopa de Europa, una Supercopa de Europa, un récord de trece campeonatos de la Primera División de la URSS y un récord de quince campeonatos de la Liga Premier de Ucrania; mientras que el Shajtar Donetsk consiguió trece campeonatos de Ucrania y a nivel internacional consiguió la Liga Europea de la UEFA en la edición de 2008-09. Muchos ucranianos también jugaron para la selección de fútbol de la Unión Soviética, en particular Ígor Belánov y Oleg Blojín, ganadores del prestigioso Balón de Oro para el mejor jugador de fútbol del año. Este premio solo fue entregado a un ucraniano tras el colapso de la Unión Soviética, Andriy Shevchenko, excapitán de la selección de fútbol de Ucrania. La selección nacional hizo su debut en la Copa Mundial de fútbol de 2006 y alcanzó los cuartos de final antes de perder ante los eventuales campeones, Italia. La ciudad de Kiev fue la sede de la final de la Liga de Campeones de la UEFA 2018.

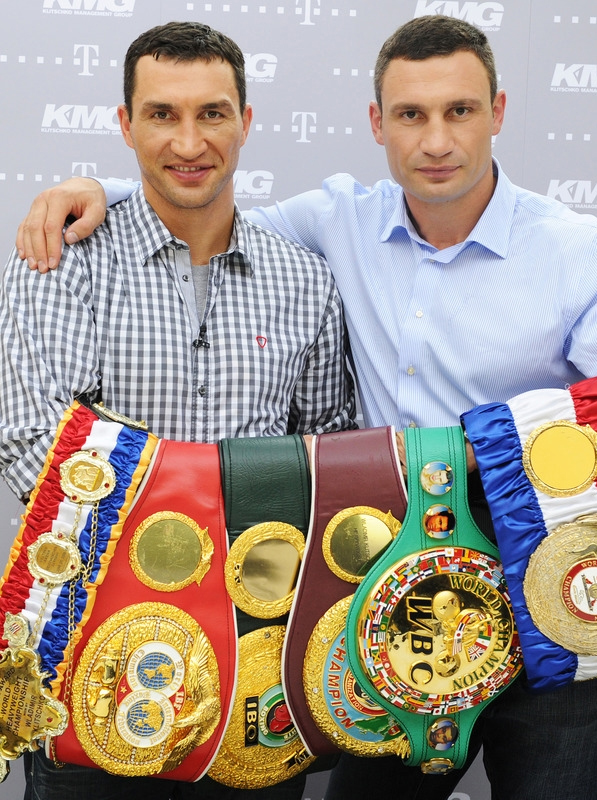
Los hermanos Klitschkó

Los deportes de combate son muy populares en Ucrania, especialmente el boxeo. Los hermanos Vitali Klichkó y Vladímir Klichkó han ganado el Campeonato mundial de los pesos pesados. Vasyl Lomachenko fue campeón mundial pluma de la WBO y campeón mundial superpluma de la WBO, actualmente es campeón mundial de la WBA y WBO en el Peso Ligero. Por otro lado Oleksandr Usyk es campeón del peso crucero.
Ucrania hizo su debut olímpico en los Juegos Olímpicos de invierno de 1994. Hasta ahora, Ucrania ha tenido más éxito en los Juegos Olímpicos de verano (139 medallas en siete apariciones) que en los Juegos Olímpicos de invierno (siete medallas en seis apariciones). Ucrania se encuentra en el puesto 32.º en el medallero de los Juegos Olímpicos, aunque destacar que cada país por encima de él, excepto Rusia, ha tenido muchas más apariciones en los juegos. Ucrania aspiró a albergar los Juegos Olímpicos de invierno de 2018, en Bukovel, el centro de esquí ucraniano construido más recientemente, aunque finalmente se realizaron en Pieonchang.
Ucrania logró la medalla de oro de ajedrez en los juegos Olímpicos de Calvía 2004 y Khanty-Mansiysk 2010 ambas en condición de Invicto, pueden destacarse brillantes maestros como Ruslán Ponomariov, Campeón del Mundo de la FIDE, Vasyl Ivanchuk, Gran Maestro y protagonista por mucho tiempo de la escena mundial, Pavel Eljanov y Oleksander Moiseenko.
El equipo olímpico de Ucrania desde 1994 hasta 2021 ha reunido un total de 147 medallas:
| N.º Juegos Verano | Oro | Plata | Bronce |     | N.º Juegos Invierno | Oro | Plata | Bronce |   | N.º Juegos Total | Oro | Plata | Bronce |     |
| ----------------- | --- | ----- | ------ | --- | ------------------- | --- | ----- | ------ | - | ---------------- | --- | ----- | ------ | --- |
| 7                 | 35  | 36    | 68     | 139 | 7                   | 3   | 1     | 4      | 8 | 14               | 38  | 37    | 76     | 147 |